# Danh sách nhóm nhạc thần tượng Hàn Quốc (thập niên 2010)
Dưới đây là danh sách các nhóm nhạc thần tượng Hàn Quốc ra mắt từ năm 2010 đến năm 2019.

## 2010
Các nhóm nhạc tiêu biểu ra mắt trong năm

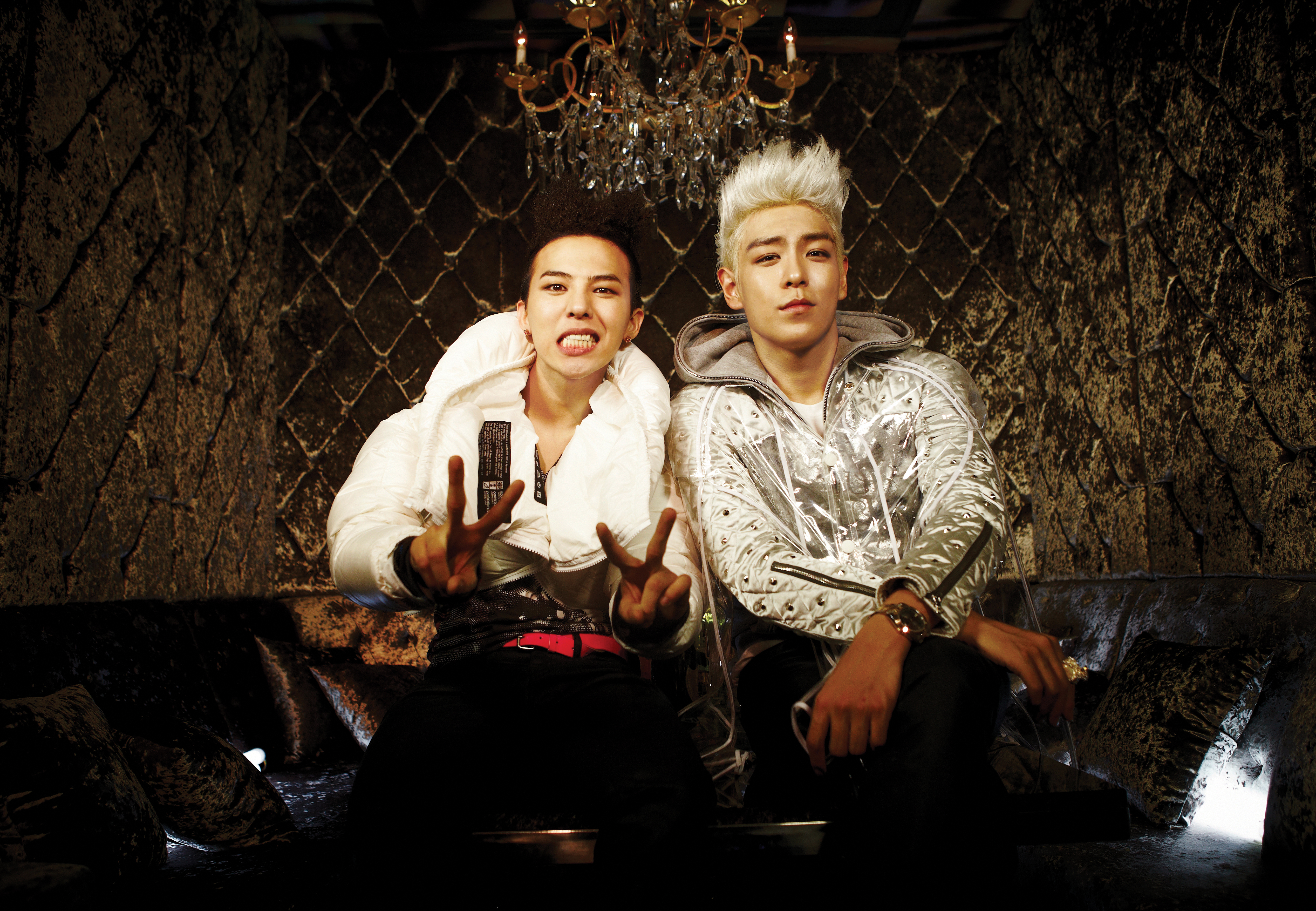
GD & TOP

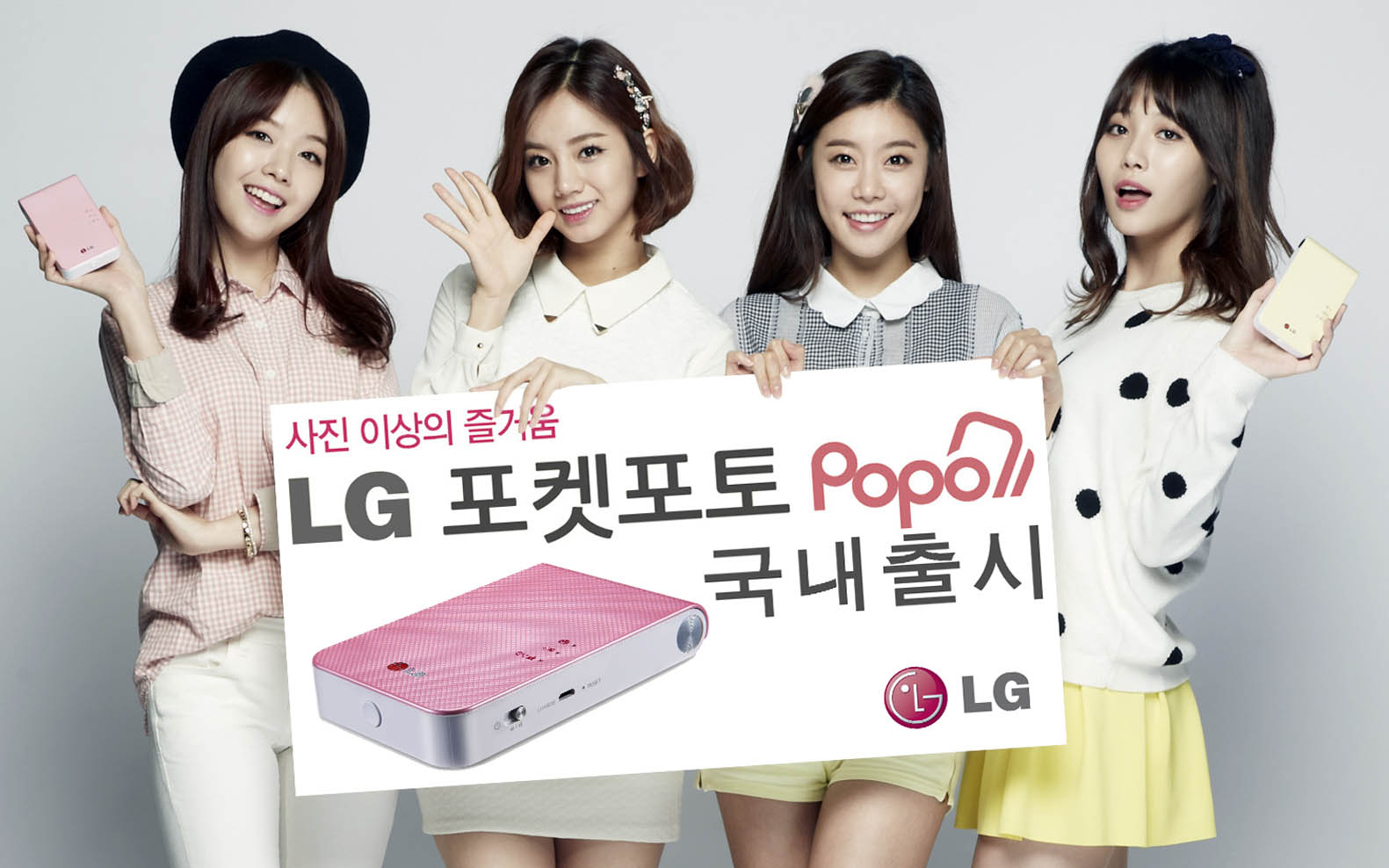
Girl's Day

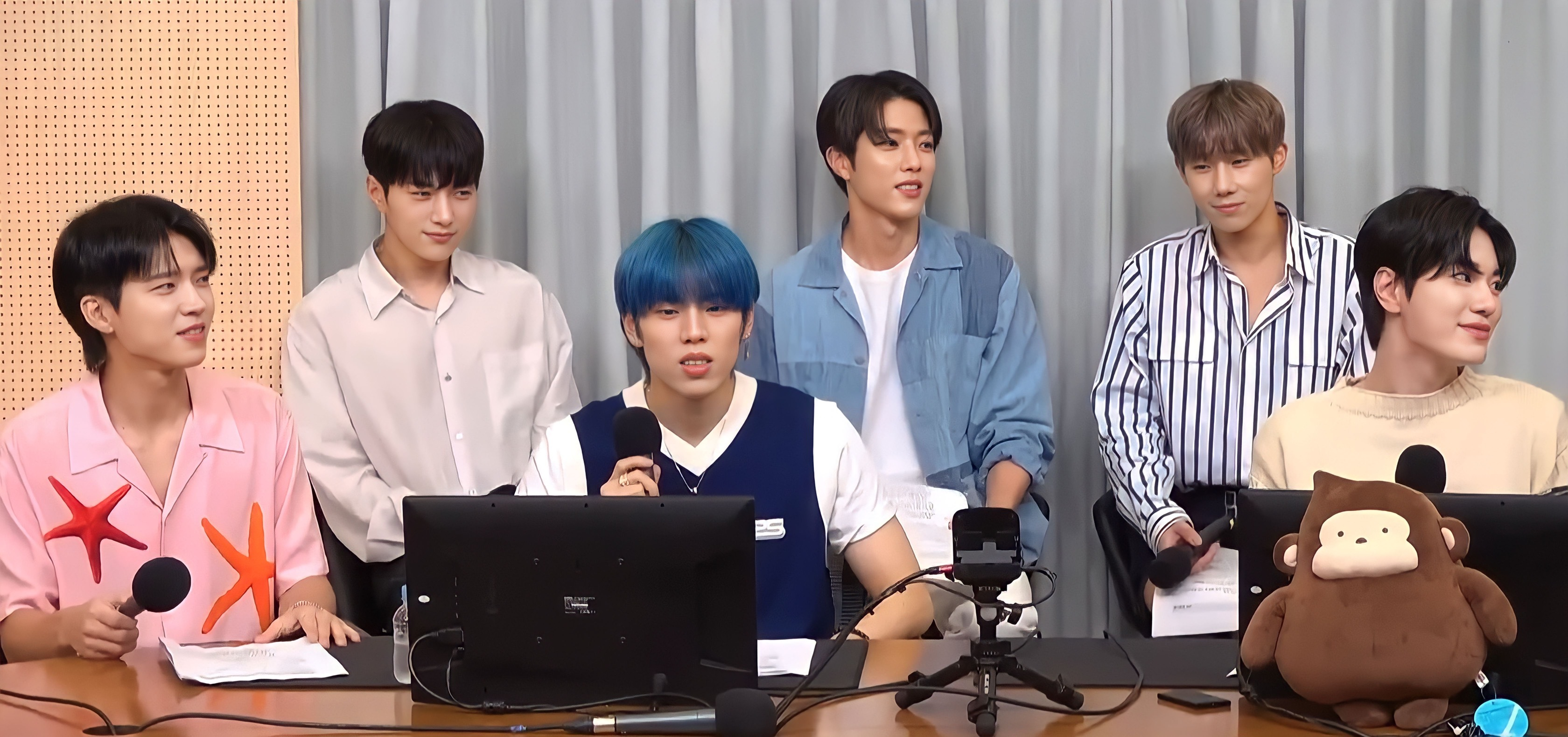
INFINITE

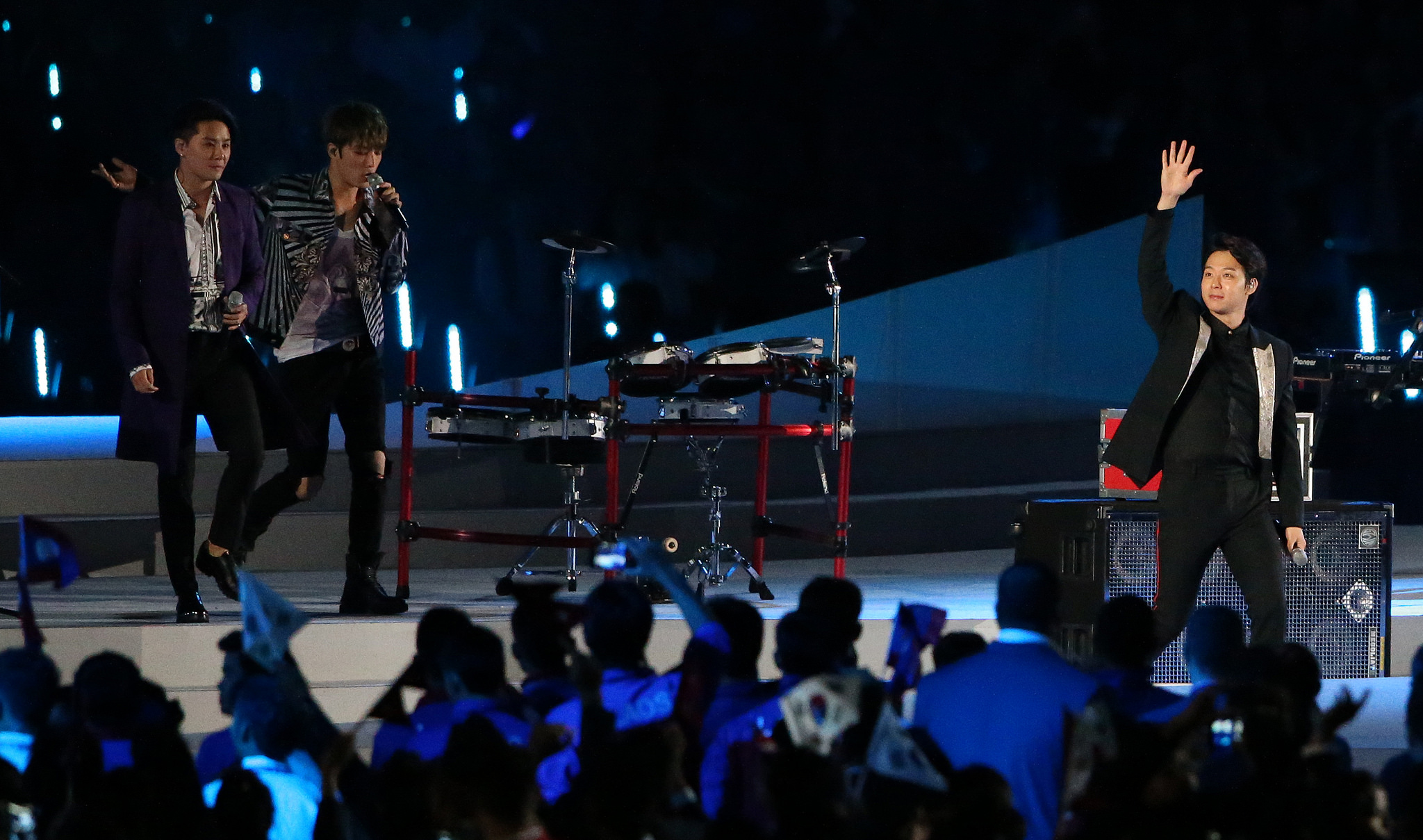
JYJ

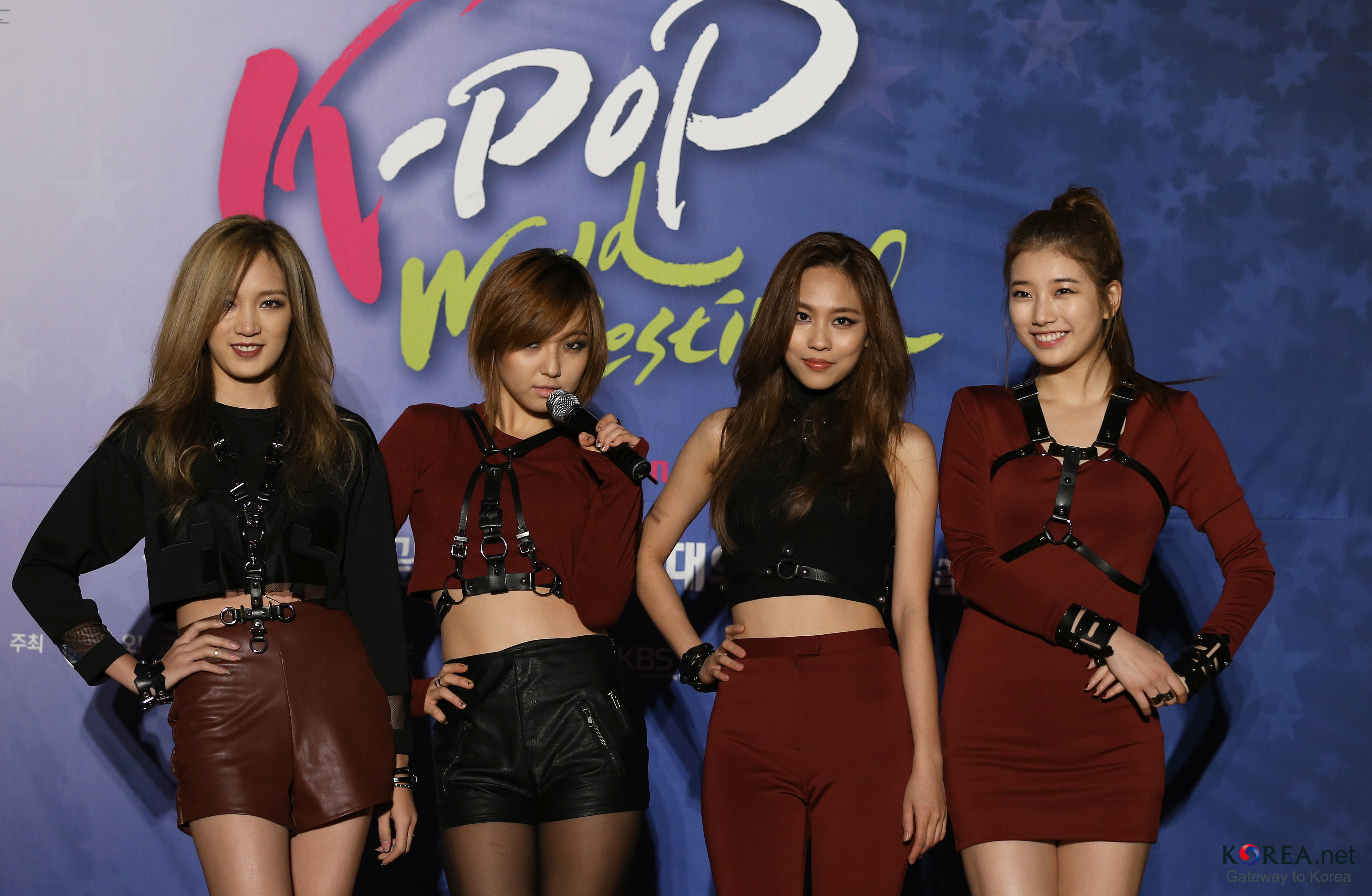
Miss A

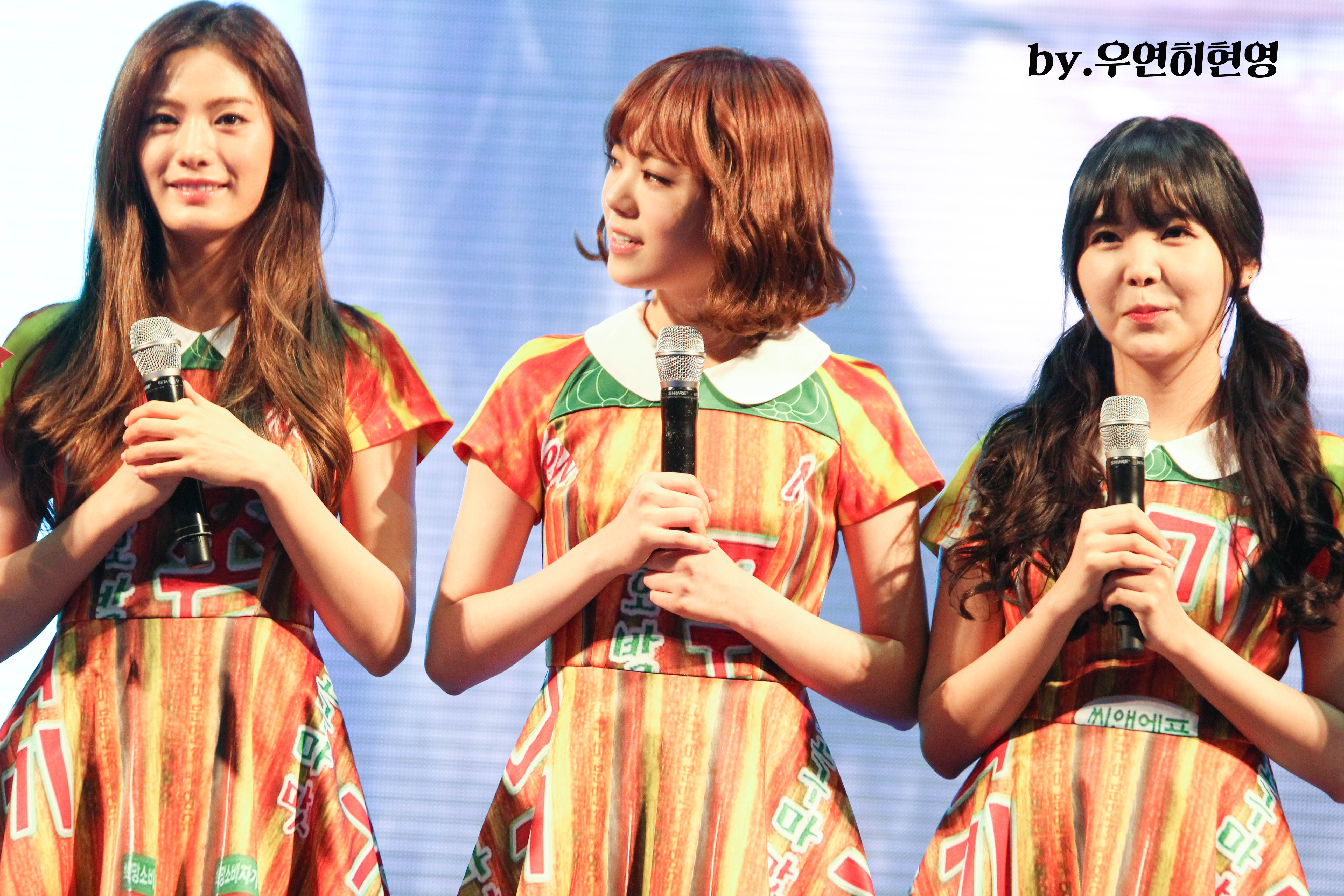
Orange Caramel

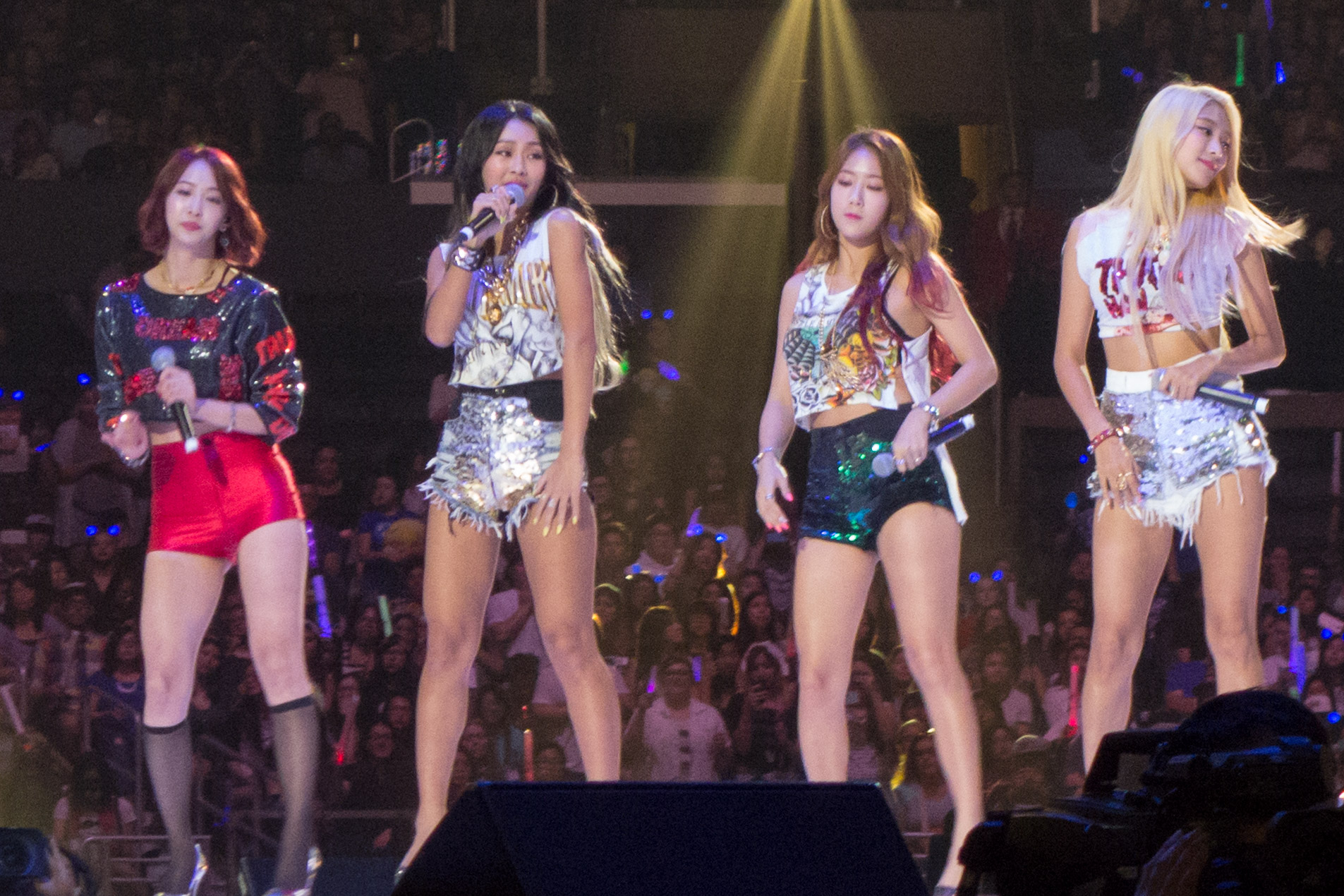
Sistar

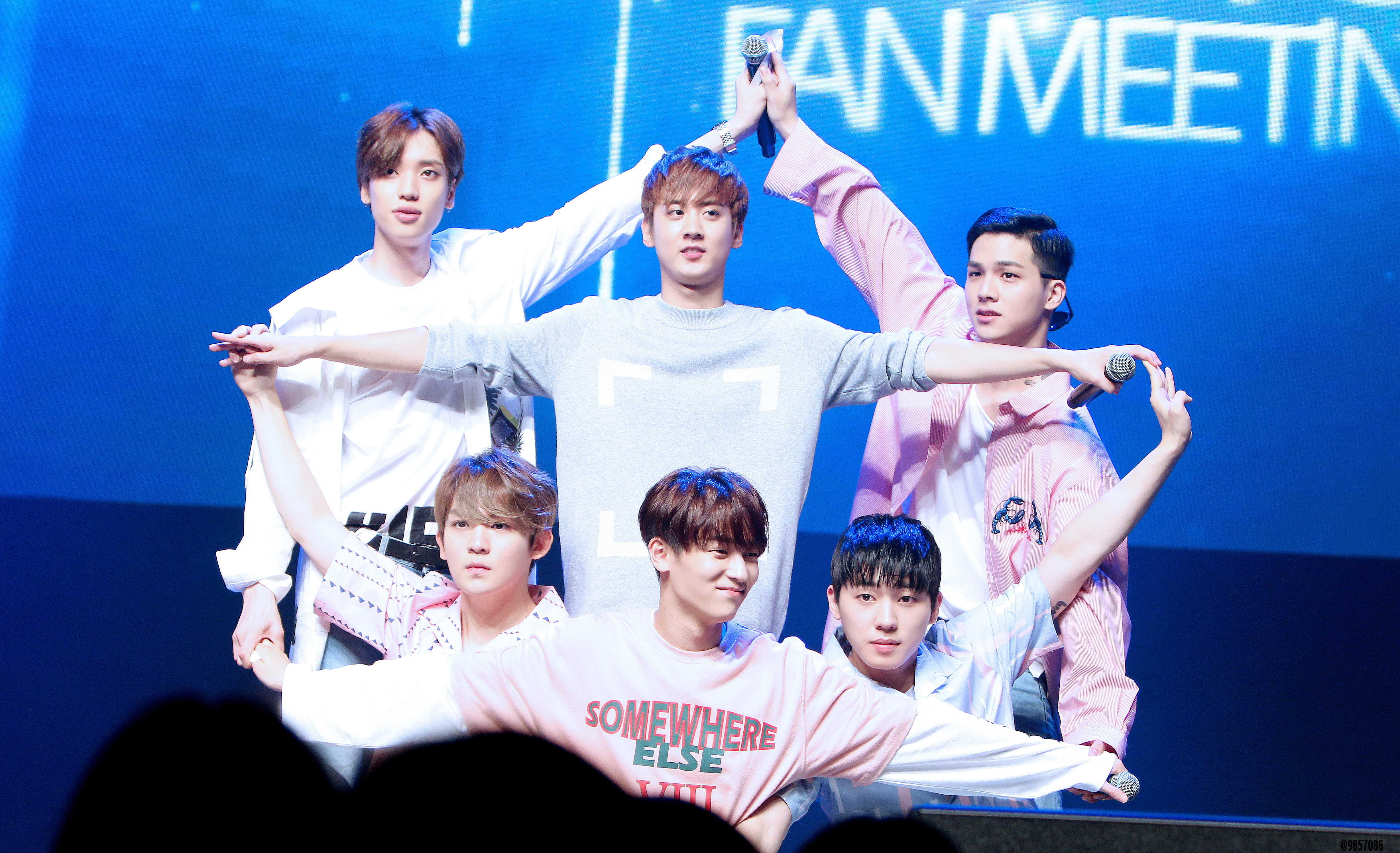
Teen Top

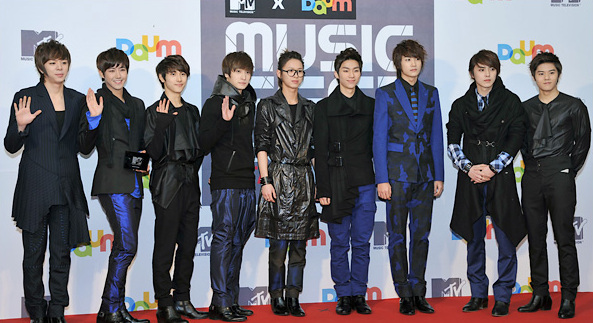
[https://en.m.wikipedia.org/wiki/ZE:A ZE:A

Danh sách các nhóm nhạc ra mắt trong năm 2010
| Tên               | Tên           | Số thành viên | Trưởng nhóm | Giới tính      | Công ty quản lý                                                                                 | Tên fandom                                            | Tan rã | Ghi chú |
| Latinh            | Hangul        | Số thành viên | Trưởng nhóm | Giới tính      | Công ty quản lý                                                                                 | Latinh                                                | Tan rã | Ghi chú |
| ----------------- | ------------- | ------------- | ----------- | -------------- | ----------------------------------------------------------------------------------------------- | ----------------------------------------------------- | ------ | --- |
| A-Ble             | 에이블        | 4             | —           | Nam            | H Line Entertainment                                                                            | —                                                     | 2015   | |
| B.Dolls           | 비돌스        | 4             | —           | Nữ             | Harvest International                                                                           | —                                                     | 2011   | |
| Bebe Mignon       | 베베 미뇽     | 3             | Hae Geum    | Nữ             | Happy Face Entertainment                                                                        | —                                                     | 2011   | |
| Co-ed School      | 남녀공학      | 10            | Yoosung     | Nam nữ hỗn hợp | MBK Entertainment                                                                               | —                                                     | 2013   | Nhóm nhạc Co-ed School về sau được tách thành 2 nhóm hoàn toàn độc lập là Speed và F-ve Dolls |
| DMTN              | 달마시안      | 7             | Inati       | Nam            | Monkey Funch Entertainment IS Entermedia Group (2010 – 2012) 2works Entertainment (2012 – 2013) | Dalmate                                               | 2013   | |
| F.Cuz             | 포커즈        | 5             | Jinon       | Nam            | CAN&J Entertainment                                                                             | For U (Hàn Quốc) F:antasia (Nhật Bản) F1 (Trung Quốc) | 2016   | |
| GD & TOP          | —             | 2             | —           | Nam            | YG Entertainment                                                                                | V.I.P                                                 | —      | Đây là nhóm nhỏ thứ nhất của Big Bang |
| Girl's Day        | 걸스데이      | 4             | Sojin       | Nữ             | Dream T Entertainment                                                                           | DAI5Y (Daisy)                                         | 2019   | |
| GP Basic          | 지피 베이직   | 7             | Zion        | Nữ             | JN Entertainment                                                                                | Spade                                                 | 2015   | |
| Homme             | 옴므          | 2             | —           | Nam            | Big Hit Entertainment                                                                           | —                                                     | 2018   | |
| Infinite          | 인피니트      | 6             | Sunggyu     | Nam            | Woollim Entertainment                                                                           | Inspirit                                              | —      | Đây là nhóm nhạc K-pop đầu tiên được cho phép quay MV tại phim trường Hollywood lừng danh Universial Studios. Ban đầu nhóm gồm 7 thành viên. Năm 2017, thành viên Hoya rời nhóm sau khi hết hạn hợp đồng và theo đuổi sự nghiệp cá nhân |
| JYJ               | 제이와이제이  | 2             | —           | Nam            | C-JeS Entertainment                                                                             | —                                                     | —      | Đây là nhóm nhạc tách ra từ TVXQ và là nhóm nhạc Kpop đầu tiên biểu diễn ở Chile, Peru. Ban đầu nhóm gồm 3 thành viên. Sau khi Yoochun rời nhóm năm 2019, JYJ trở thành nhóm nhạc 2 người gồm Jaejoong và Junsu |
| Led Apple         | 레드애플      | 3             | Young Jun   | Nam            | Starkim Entertainment                                                                           | LEDA                                                  | 2016   | Nhóm còn có tên gọi khác là Ledt |
| Miss A            | 미쓰에이      | 4             | —           | Nữ             | JYP Entertainment                                                                               | Say A                                                 | 2017   | Đây là nhóm nhạc nữ thứ hai của công ty JYP Entertainment (sau Wonder Girls), là nhóm nhạc gồm các thành viên Hàn Quốc và Trung Quốc |
| Nine Muses        | 나인뮤지스    | 4             | —           | Nữ             | Star Empire Entertainment                                                                       | MINE                                                  | 2019   | Ban đầu nhóm gồm 9 thành viên. Sau khi Jaekyung rời nhóm, năm 2010, Huyna được thêm vào nhóm. Năm 2011, Bini và Rana rời nhóm. Năm 2012, nhóm chào đón thành viên Kyungri. Tháng 4/2012, trưởng nhóm Sera tiết lộ thành viên Sungah. Năm 2014, Lee Sem, Eunji và Sera rời nhóm. Năm 2015, thực tập sinh Sojin và Keumjo được thêm vào nhóm. Năm 2016, Minha, Euaerin và Hyuna rời nhóm sau khi hết hạn hợp đồng với công ty. Nhóm còn lại 5 người nhưng thành viên Sungah chỉ được tập trung vào những lịch trình cá nhân |
| Orange Caramel    | 오렌지 카라멜 | 3             | Raina       | Nữ             | Pledis Entertainment                                                                            | Candies                                               | 2016   | Đây là nhóm nhỏ thứ nhất của After School |
| Rooftop Moonlight | 옥상달빛      | 2             | —           | Nữ             | Magic Strawberry Sound                                                                          | —                                                     | —      | Nhóm còn có tên gọi khác là OKDAL |
| Sistar            | 씨스타        | 4             | Hyorin      | Nữ             | Starship Entertainment                                                                          | STAR1                                                 | 2017   | |
| Teen Top          | 틴탑          | 5             | C.A.P       | Nam            | TOP Media                                                                                       | Angels                                                | —      | |
| The Boss          | 대국남아      | 4             | Mika        | Nam            | Open World Entertainment                                                                        | Master                                                | 2017   | |
| Touch             | 터치          | 5             | Chul Min    | Nam            | YYJ Entertainment                                                                               | Touchable                                             | 2016   | |
| VNT               | 브이엔티      | 3             | —           | Nữ             | Media Line                                                                                      | —                                                     | 2011   | |
| ZE:A              | 제국의아이들  | 9             | Lee Hoo     | Nam            | Star Empire Entertainment                                                                       | ZE:A STYLE                                            | 2016   | |

## 2011

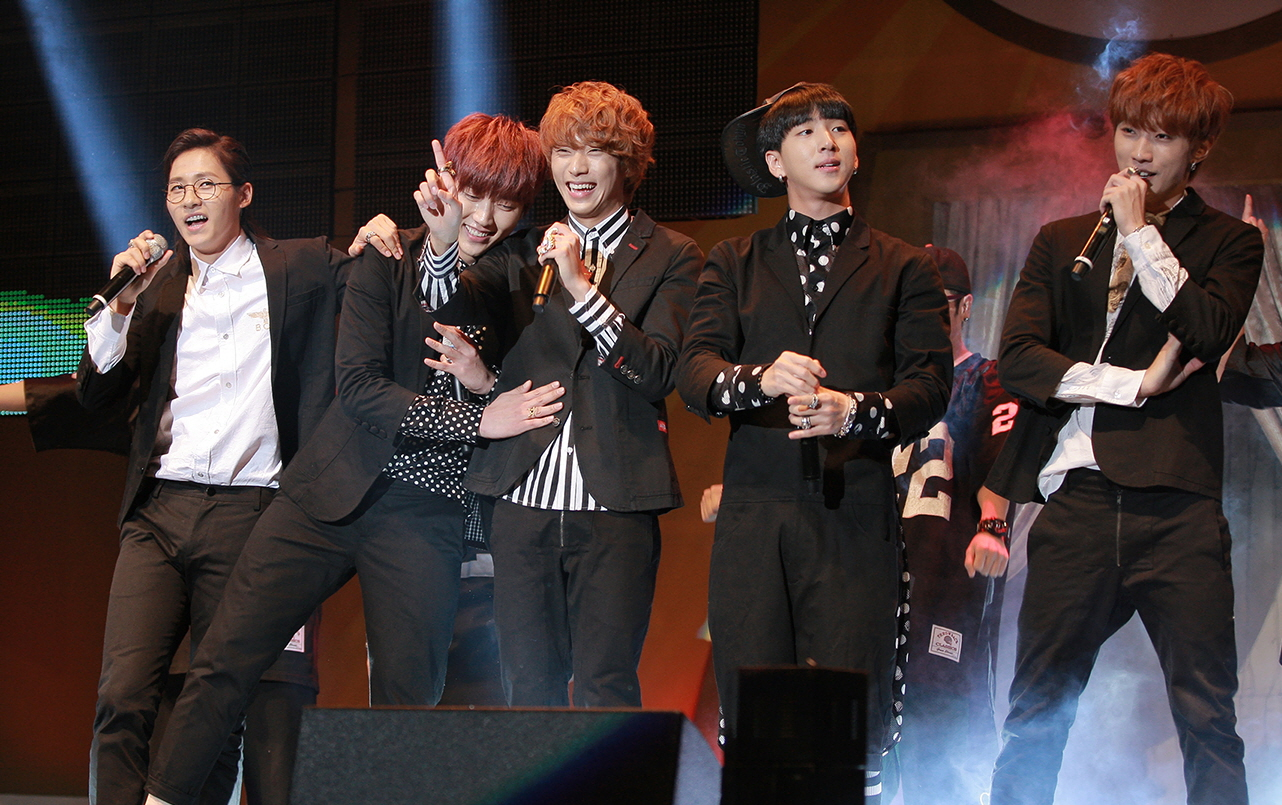
B1A4

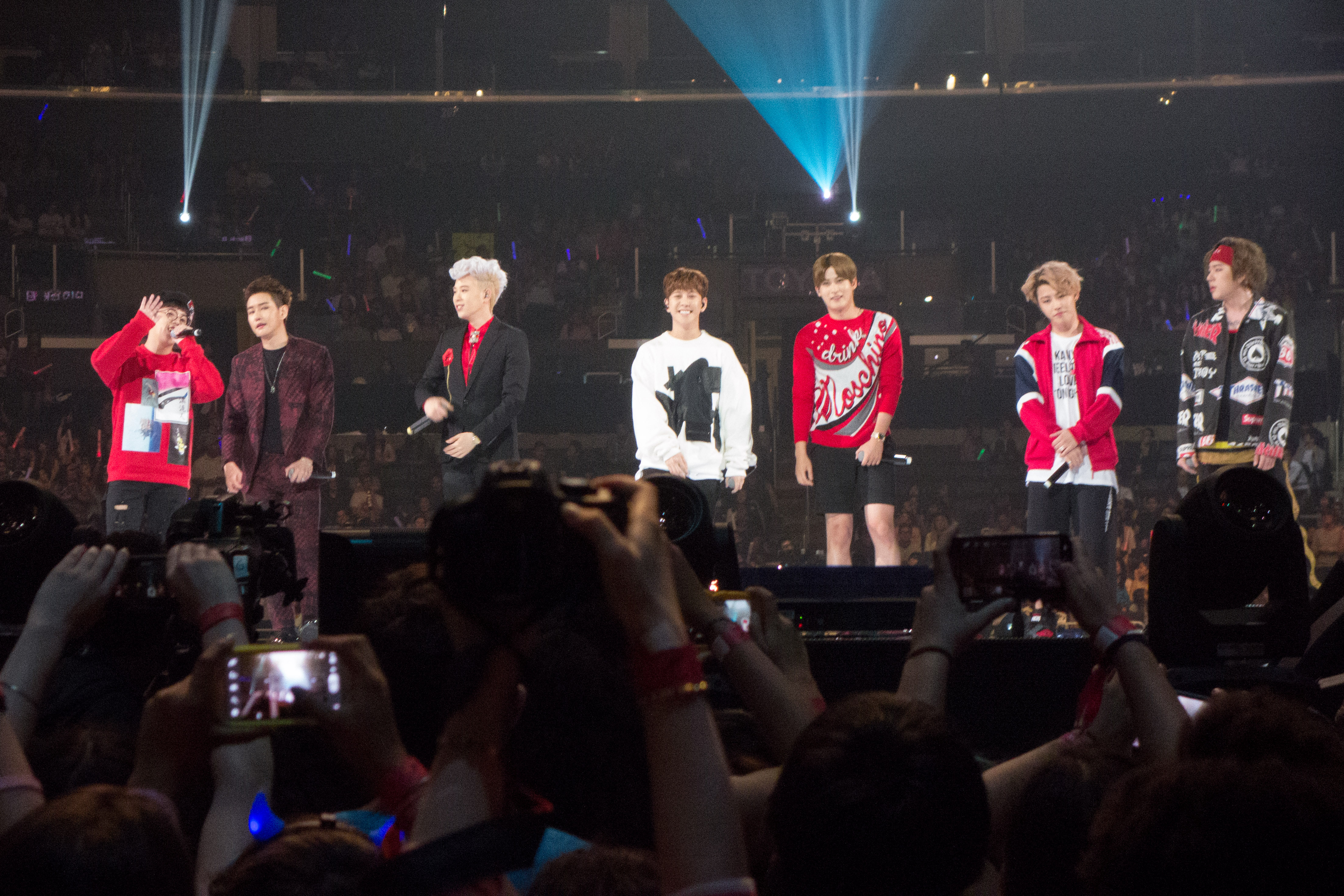
Block B

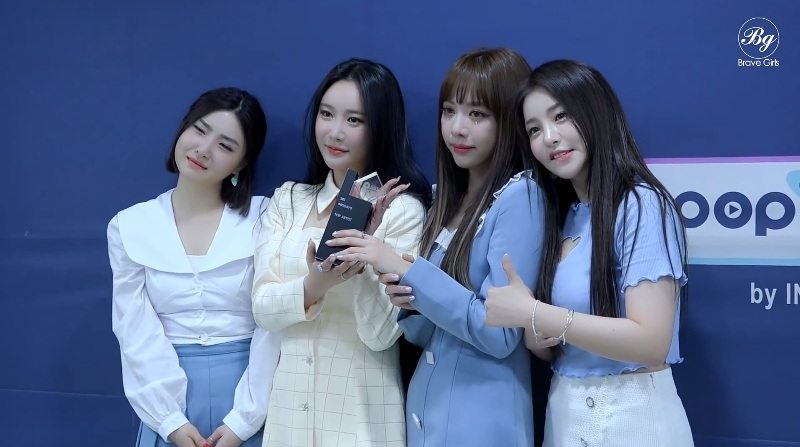
Brave Girls

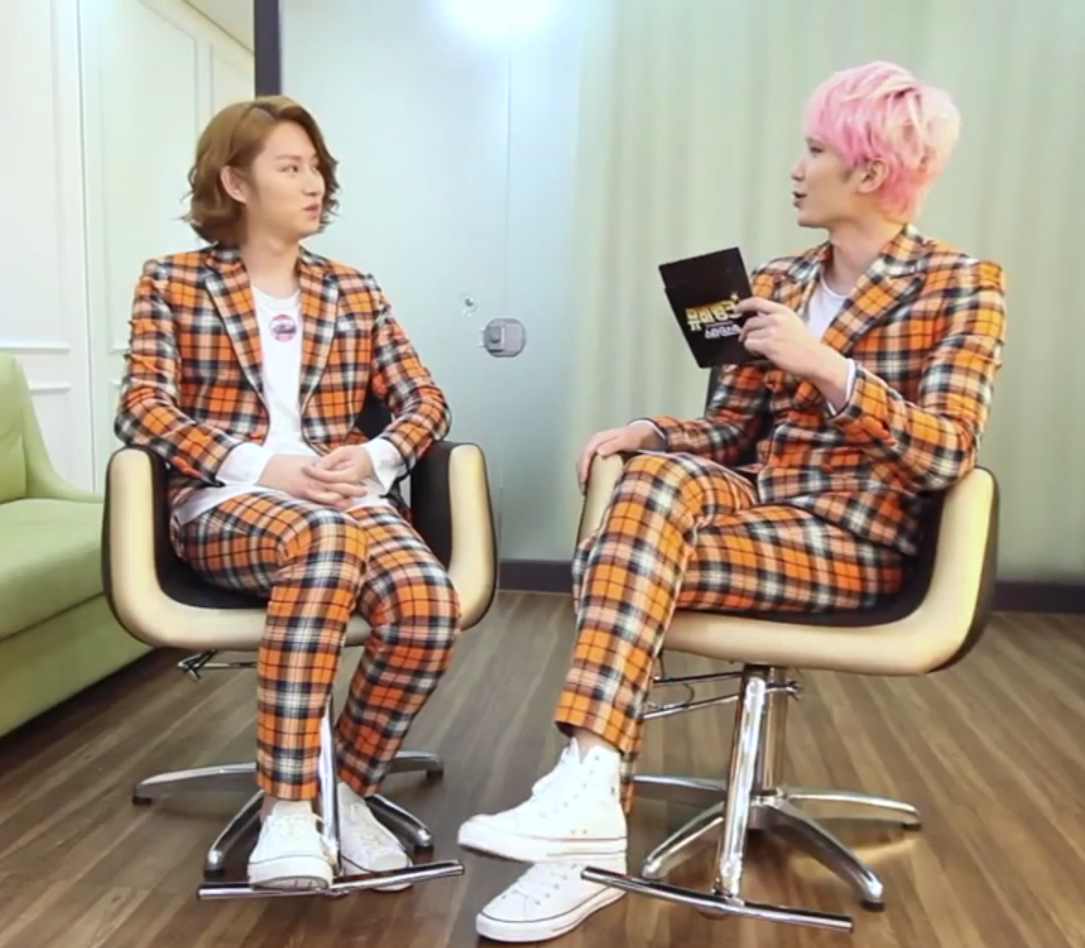
M&D

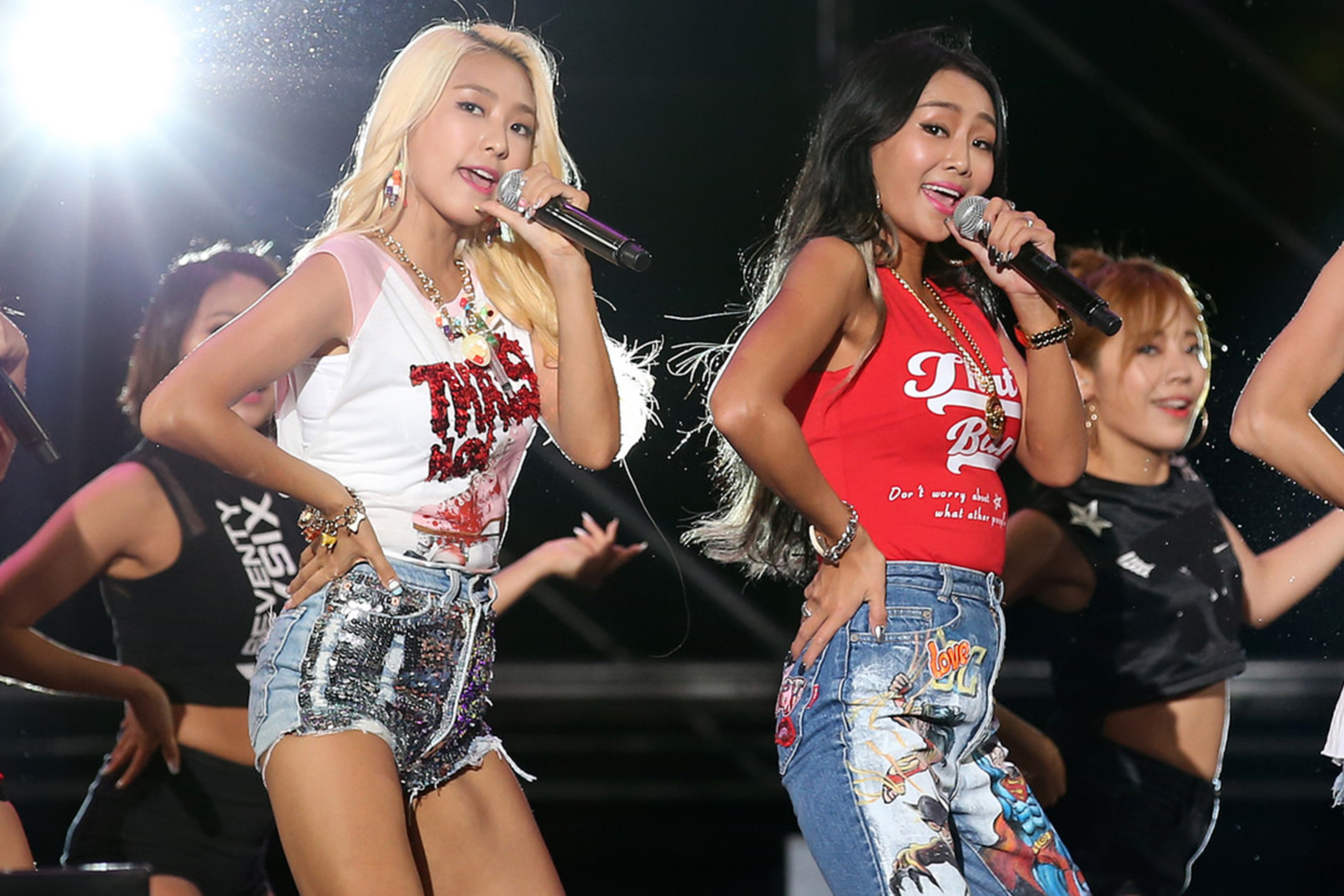
Sistar19

Các nhóm nhạc tiêu biểu ra mắt trong năm

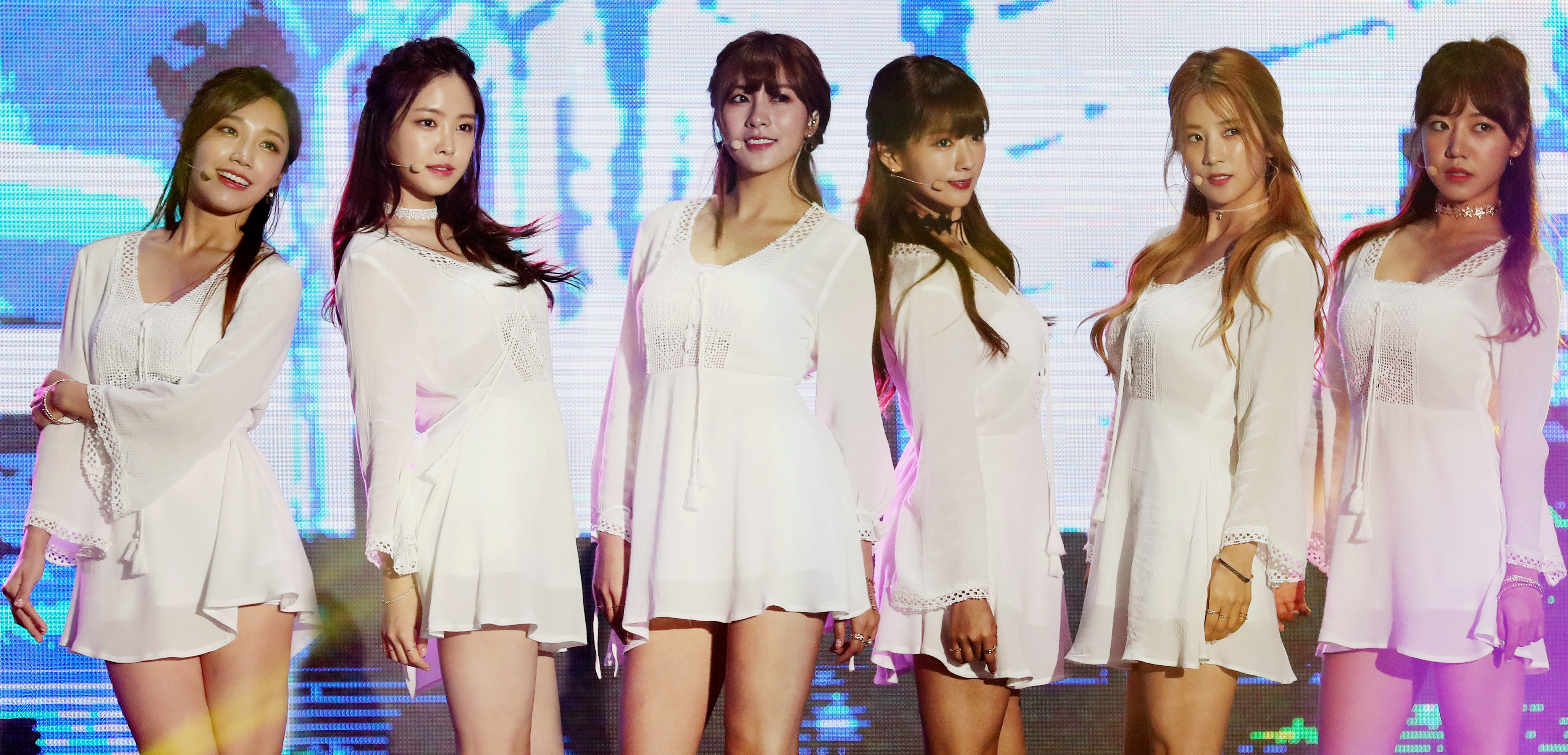
Apink

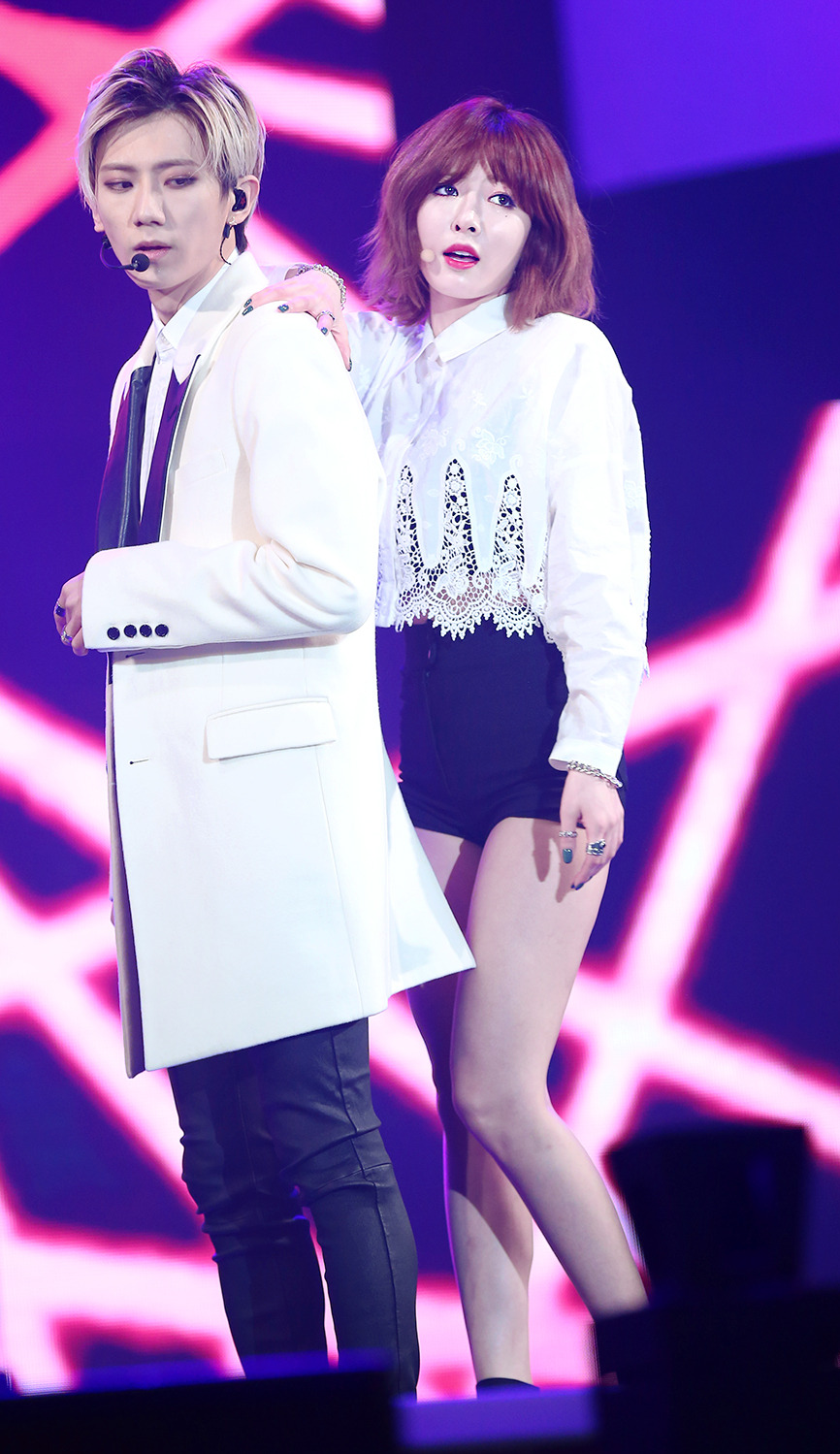
Trouble Maker

Danh sách các nhóm nhạc ra mắt trong năm 2011
| Tên                   | Tên                   | Số thành viên | Trưởng nhóm               | Giới tính      | Công ty quản lý                                                          | Tên fandom             | Tan rã | Ghi chú |
| Latinh                | Hangul                | Số thành viên | Trưởng nhóm               | Giới tính      | Công ty quản lý                                                          | Latinh                 | Tan rã | Ghi chú |
| --------------------- | --------------------- | ------------- | ------------------------- | -------------- | ------------------------------------------------------------------------ | ---------------------- | ------ | --- |
| A-Prince              | 에이프린스            | 5             | Sungwon                   | Nam            | Excellent Entertainment (2011-2012) New Planet Entertainment (2012-2015) | A-Land                 | 2015   | Ban đầu tên nhóm là Taken. Năm 2012, sau khi có sự thay đổi thành viên và công ty quản lý, nhóm đã tái ra mắt và đổi tên thành A-Prince |
| AA                    | 더블에이              | 2             | Woosang                   | Nam            | Blue Star Entertainment                                                  | W (Double U)           | 2015   | Nhóm còn có tên gọi khác là Double-A |
| After School Red      | 애프터 스쿨 레드      | 4             | Kahi                      | Nữ             | Pledis Entertainment                                                     | Play Girlz / Play Boyz | 2015   | Đây là nhóm nhỏ thứ hai của After School |
| After School Blue     | 애프터 스쿨 푸른      | 4             | Jooyeon                   | Nữ             | Pledis Entertainment                                                     | Play Girlz / Play Boyz | 2015   | Đây là nhóm nhỏ thứ ba của After School |
| Apeace                | 에이피스              | 12            | Won Sik                   | Nam            | Golden Goose Entertainment                                               | Hana-One               | —      | |
| Apink                 | 에이핑크              | 5             | Chorong                   | Nữ             | IST Entertainment                                                        | Panda                  | —      | Ngày 8/4/2022, thành viên Son Na-eun thông báo rời nhóm. |
| April Kiss            | 에이프릴키스          | 6             | Sumin                     | Nữ             | Olleh Music                                                              | —                      | 2011   | |
| B1A4                  | 비원에이포            | 3             | CNU                       | Nam            | WM Entertainment                                                         | BANA                   | —      | Đây là nhóm nhạc nam đầu tiên của công ty WM Entertainment |
| Blady                 | 블레이디              | 5             | Gabin                     | Nữ             | SY6 Entertainment Star Planet                                            | HoneyB                 | 2017   | |
| Block B               | 블락비                | 7             | Zico                      | Nam            | Seven Seasons                                                            | BBC                    | —      | |
| Boyfriend             | 보이프렌드            | 6             | Donghyun                  | Nam            | Starship Entertainment                                                   | Best Friend            | 2019   | |
| Brave Girls           | 브레이브걸스          | 4             | Minyoung                  | Nữ             | Brave Entertainment                                                      | Fearless               | —      | Cả 4 thành viên trong nhóm đều là line-up bổ sung năm 2016. |
| C-REAL                | 씨리얼                | 5             | Chemi                     | Nữ             | N.A.P Entertainment                                                      | C.C                    | 2014   | |
| Carcaro Girl          | 카카오걸              | 6             | —                         | Nữ             | Reverse Social                                                           | —                      | 2011   | |
| Chi Chi               | 치치                  | 4             | Sui                       | Nữ             | Trophy Entertainment                                                     | Shy Girls              | 2013   | |
| ChoColat              | 쇼콜라                | 4             | Min Soa                   | Nữ             | Paramount Music Universal Music Group                                    | Chocolatier            | 2017   | |
| Clover                | 클로버                | 3             | Eun Jiwon                 | Nam nữ hỗn hợp | GYM Entertainment                                                        | —                      | 2014   | |
| Dal Shabet            | 달샤벳                | 6             | Serri                     | Nữ             | Happy Face Entertainment                                                 | Darling                | —      | |
| F-ve Dolls            | 파이브돌스            | 6             | Soomi                     | Nữ             | MBK Entertainment                                                        | —                      | 2015   | Đây là nhóm nhạc tách ra từ Co-ed School |
| Geeks                 | 긱스                  | 2             | —                         | Nam            | Grandline Entertainment Rainbow Bridge World                             | —                      | —      | |
| Kassia                | 카시아                | 5             | Seula Haena               | Nữ             | —                                                                        | —                      | 2011   | |
| Leader'S              | 리더스                | 5             | —                         | Nữ             | TGN Entertainment                                                        | —                      | 2013   | Tháng 10/2011, TGN Entertainment thông báo rằng Leader'S đã được tổ chức lại thành một nhóm nhạc nữ 24 thành viên với các nhóm nhỏ: Leader'S T, Leader'S G và Leader'S N. Nhóm tan rã vào tháng 10/2015 với đội hình chính thức cuối cùng gồm 5 thành viên                         |
| M&D                   | 김희철&김정모         | 2             | —                         | Nam            | SM Entertainment                                                         | —                      | 2019   | Vào đầu tháng 7/2016, SM Entertainment thông báo bộ đôi sẽ trở lại với tên gọi là Kim Heechul & Kim Jungmo |
| M.I.B                 | 엠아이비              | 4             | 5Zic (nay là Zick Jasper) | Nam            | Jungle Entertainment                                                     | Busterz                | 2017   | |
| Myname                | 마이네임              | 5             | Gunwoo                    | Nam            | H2 Media                                                                 | Mygirl                 | —      | Vào ngày 3/12/2019, H2 Media thông báo Myname sẽ tan rã sau khi hợp đồng của họ hết hạn. Tuy nhiên trong một cuộc phỏng vấn với Osen, thành viên Seyong đã phủ nhận việc này. Công ty sau đó đã thanh minh rằng nhóm sẽ không tan rã                                               |
| N-Sonic               | 엔소닉                | 6             | J.Heart                   | Nam            | C2K Entertainment                                                        | Super Sonic            | 2016   | |
| N-Train               | 엔트레인              | 5             | Jungkyun                  | Nam            | Media Line Entertainment                                                 | —                      | 2013   | |
| New.F.O               | 뉴에프오              | 5             | JN                        | Nữ             | 6Theory EnterArts Global                                                 | —                      | 2012   | |
| Piggy Dolls           | 피기돌스              | 3             | Lee Jieyoung              | Nữ             | Winning Insight                                                          | —                      | 2013   | Ban đầu nhóm ra mắt với 3 thành viên nữ thừa cân. Mục đích của nhóm là muốn thúc đẩy cái nhìn tích cực của mọi người đối với cơ thể ở Hàn Quốc. Năm 2013, nhóm đã thay đổi hoàn toàn đội hình và concept nhưng vẫn tan rã vào cuối năm                                             |
| Rania                 | 라니아                | 4             | Youngheun                 | Nữ             | DR Music                                                                 | A1ST (A First)         | 2020   | Vào năm 2020, DR Music tiến hành tái ra mắt Rania và nhóm đổi tên thành Blackswan |
| Sistar19              | 씨스타19              | 2             | —                         | Nữ             | Starship Entertainment                                                   | STAR1                  | 2017   | Đây là nhóm nhỏ của Sistar |
| Stellar               | 스텔라                | 4             |                           | Nữ             | The Entertainment Pascal                                                 | Twinkle                | 2018   | |
| Super Junior-D&E      | 슈퍼주니어-동해&은혁, | 2             | —                         | Nam            | SM Entertainment                                                         | E.L.F                  | —      | Đây là nhóm nhỏ thứ năm của Super Junior |
| The Grace-Dana&Sunday | 천상지희 다나&선데이– | 2             | —                         | Nữ             | SM Entertainment                                                         | —                      | 2015   | Đây là nhóm nhỏ thứ nhất của The Grace |
| Trouble Maker         | 트러블 메이커         | 2             | —                         | Nam nữ hỗn hợp | Cube Entertainment                                                       | —                      | 2018   | Đây là nhóm nhỏ 2 thành viên bao gồm Hyuna (4Minute) và Jang Hyun-seung |
| Twi-Light             | 트와일라잇            | 7             | Siwan                     | Nam            | Yeil Entertainment                                                       | —                      | 2012   | |
| Ulala Session         | 울랄라 세션           | 4             | Seung Il                  | Nam            | Ulala Company                                                            | Ulala Sensation        | —      | Ban đầu trưởng nhóm là Lim Yoon-taek. Ngày 11/2/2013, anh qua đời vì ung thư dạ dày và thành viên Park Seung-il được chọn để thay cho vị trí trưởng nhóm |
| X-5                   | 엑스파이브            | 5             | Ghun                      | Nam            | Open World Entertainment                                                 | —                      | 2012   | Kể từ khi Giám đốc điều hành Jang Seok-woo của Open World Entertainment bị bắt vì quấy rối tình dục vào ngày 10 tháng 4 năm 2012 và sau đó ông bị cảnh sát giam giữ vào ngày 13 tháng 4, nhóm cùng với đối tác nhóm nhạc The Boss đã ngừng các hoạt động và chương trình của nhóm. |

## 2012

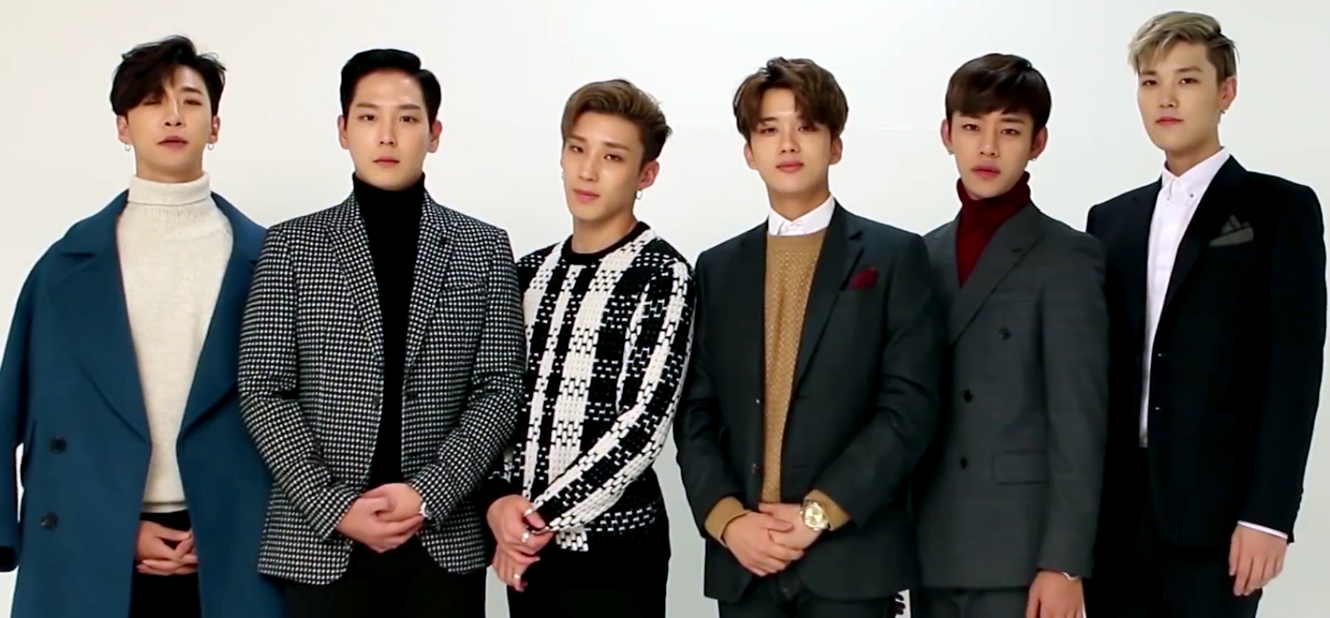
B.A.P

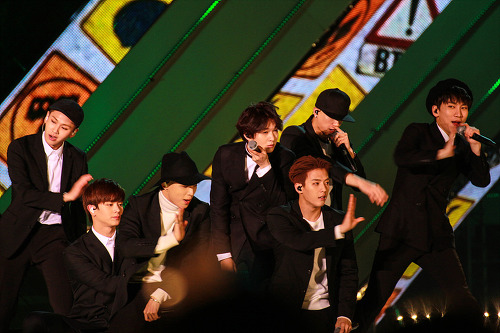
BTOB

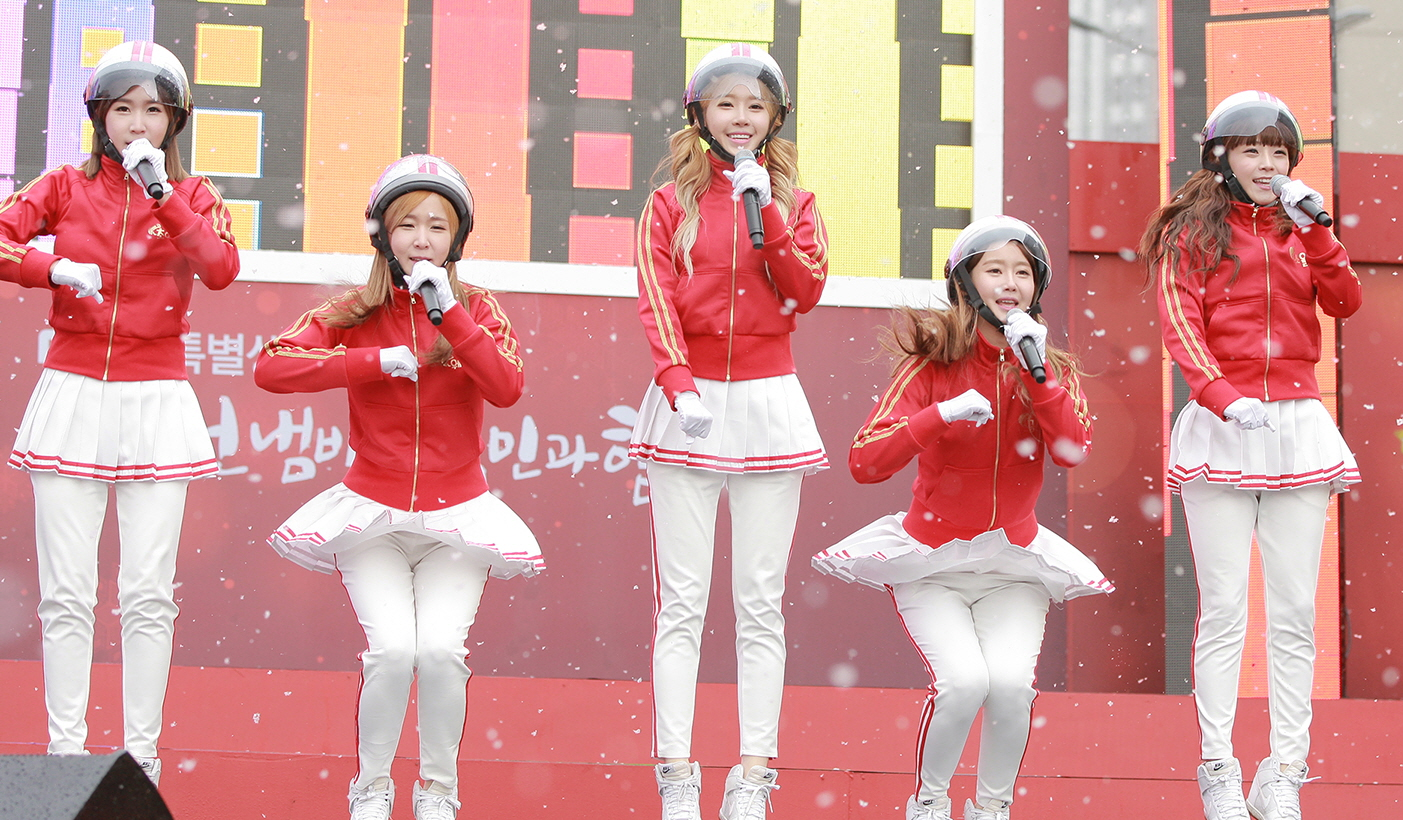
Crayon Pop

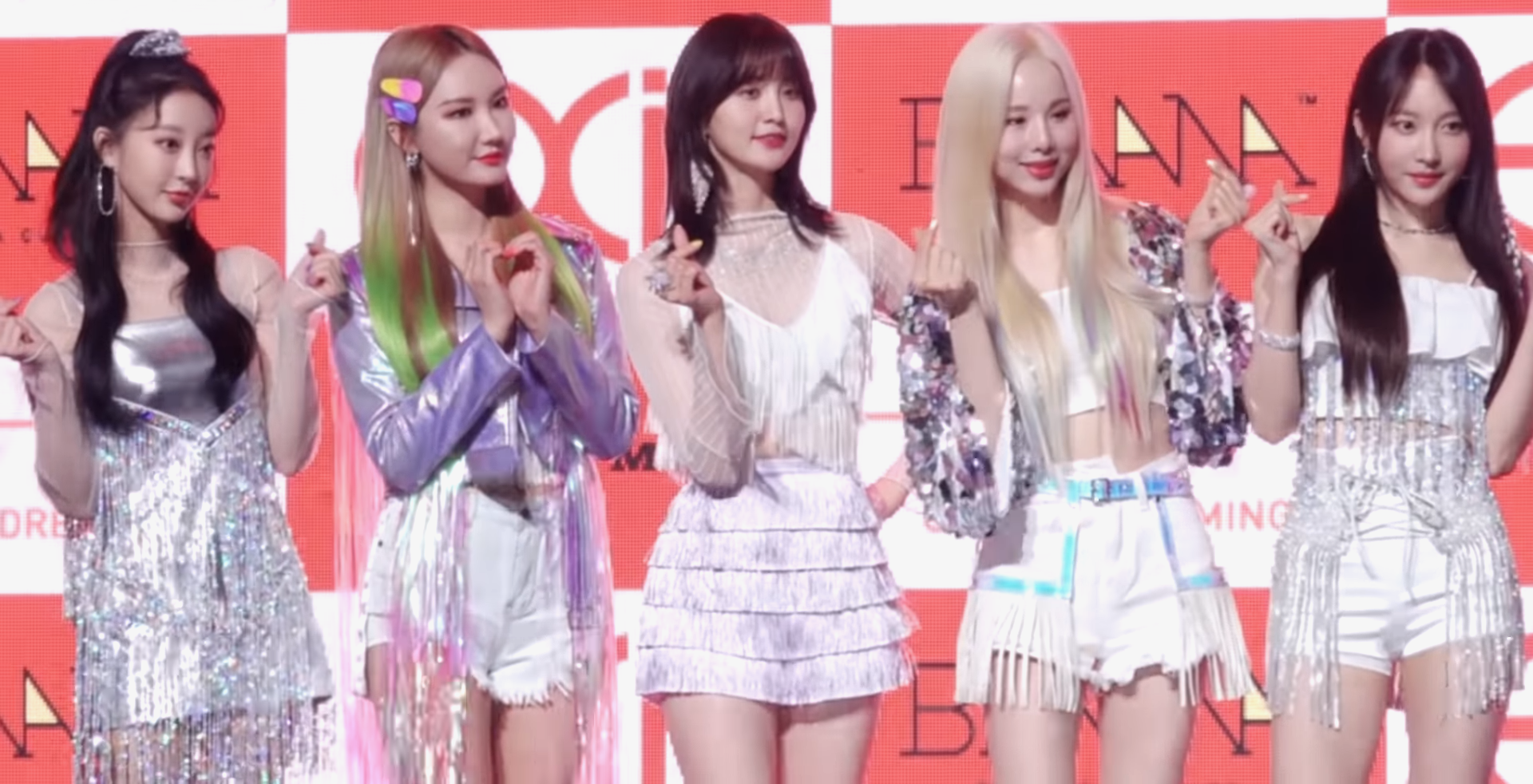
EXID

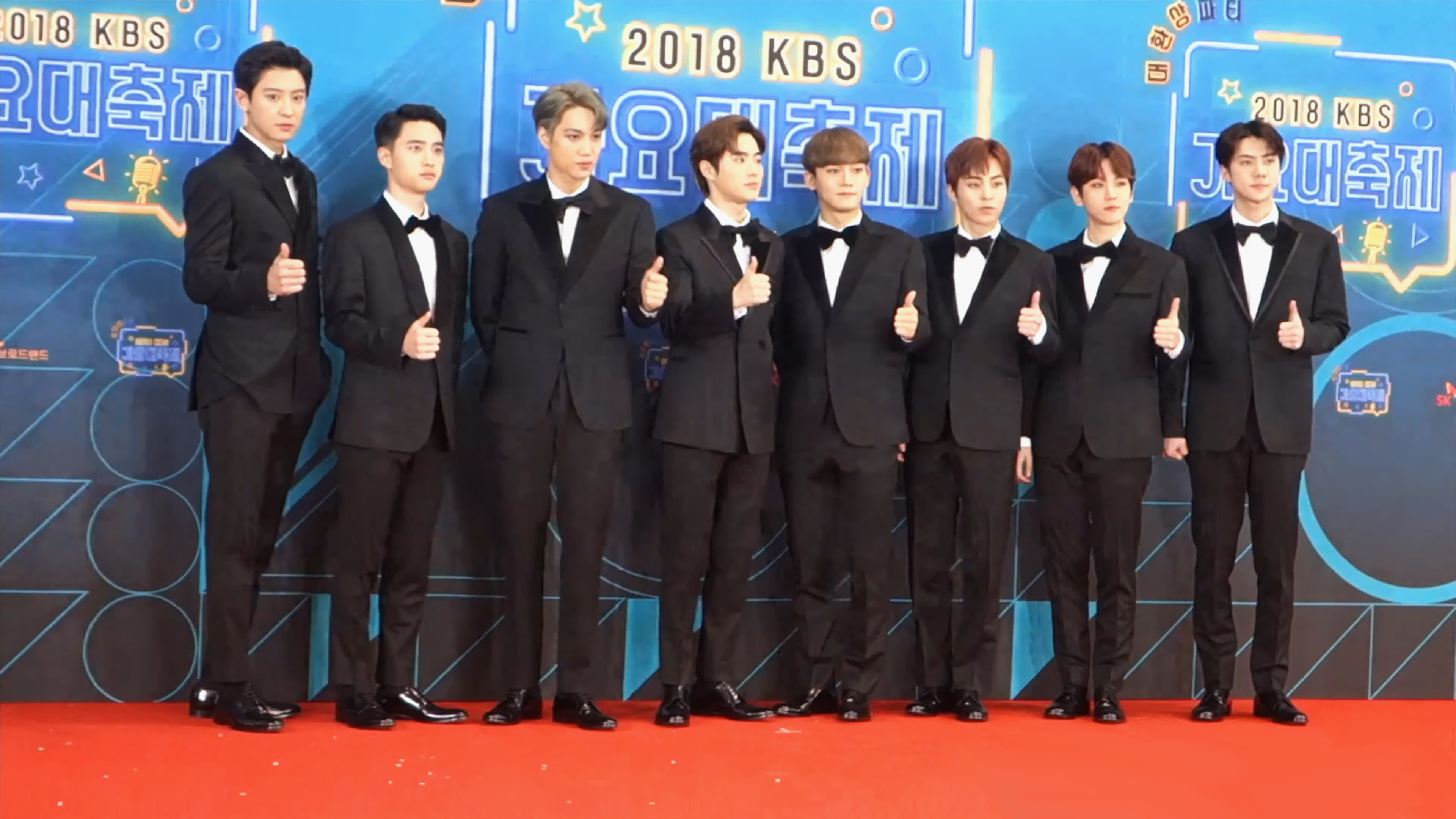
EXO

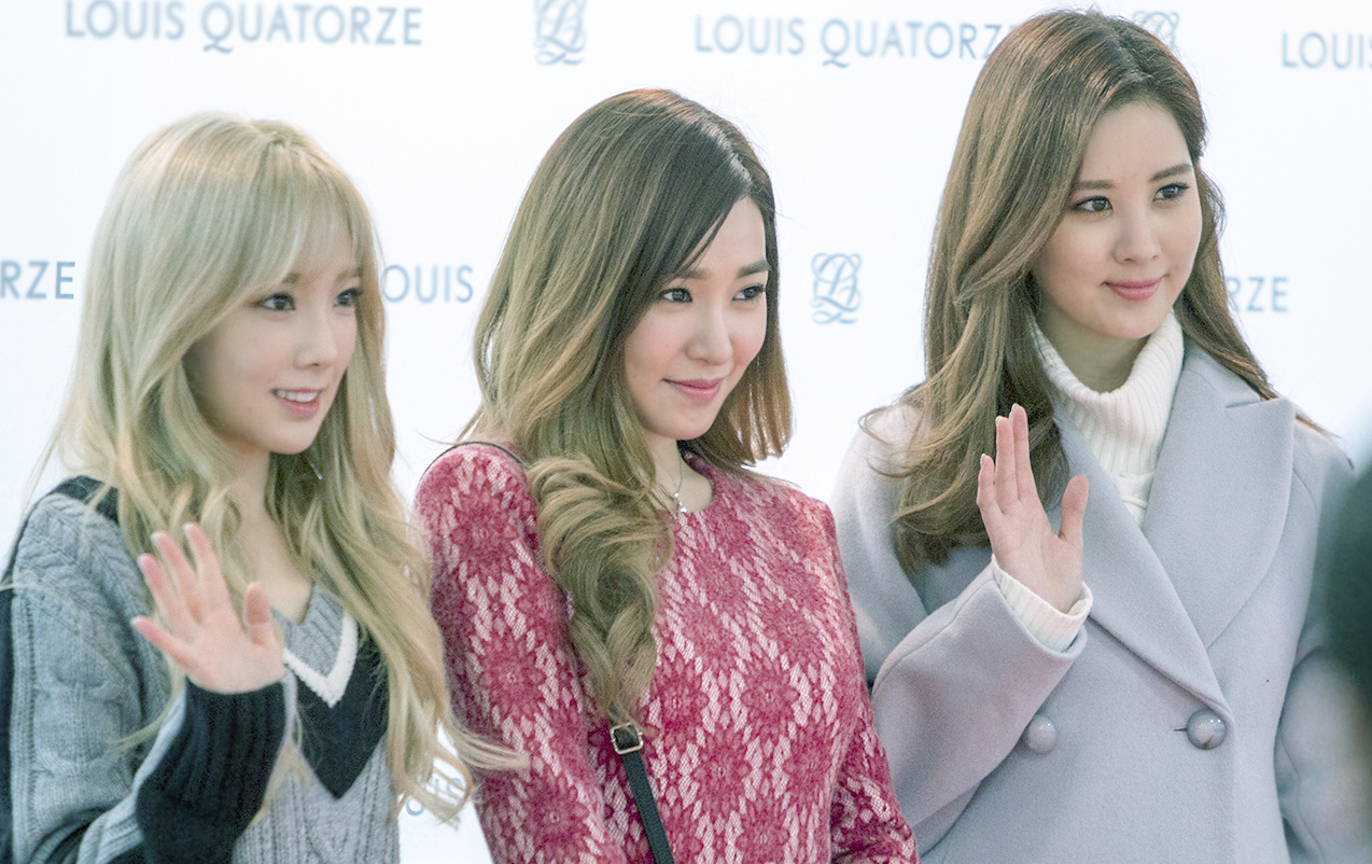
Girls' Generation-TTS

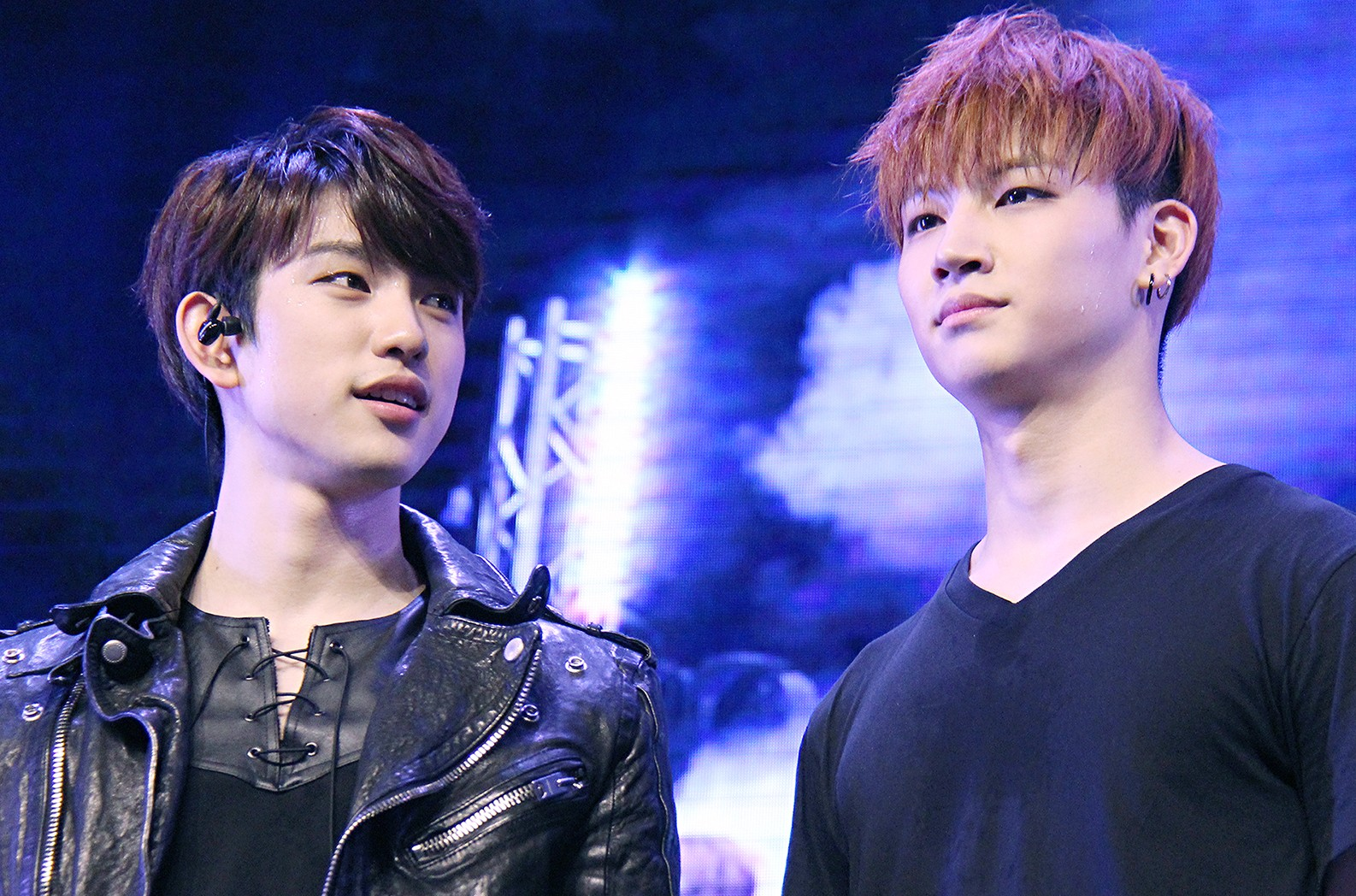
JJ Project

Các nhóm nhạc tiêu biểu ra mắt trong năm

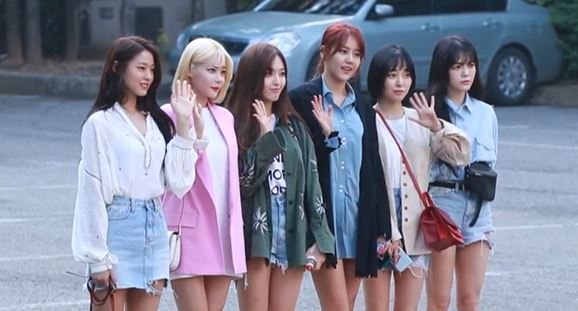
AOA

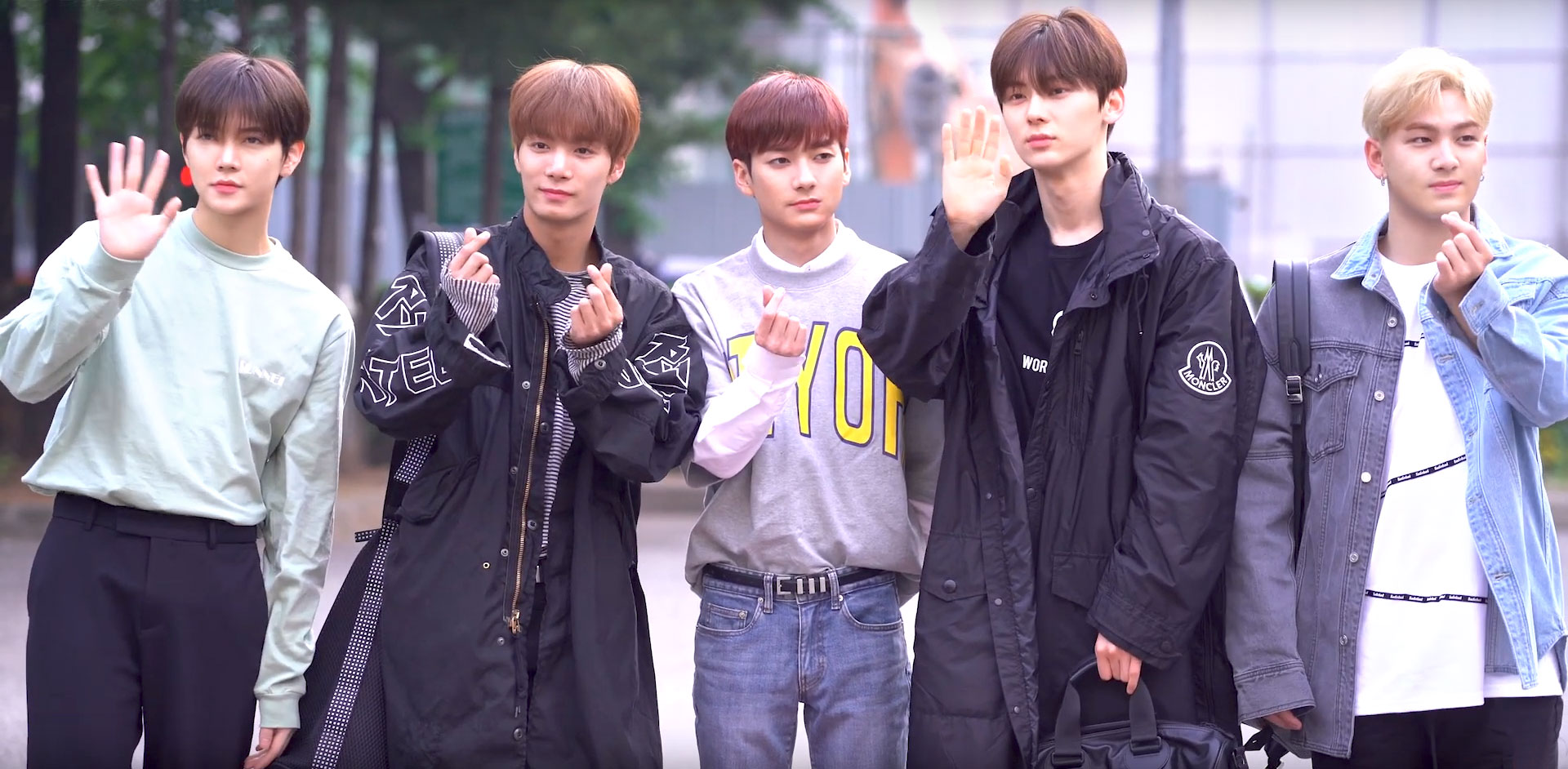
NU'EST

Danh sách các nhóm nhạc ra mắt trong năm 2012
| Tên                   | Tên             | Số thành viên | Trưởng nhóm   | Giới tính      | Công ty quản lý                                                                                     | Tên fandom   | Tan rã  | Ghi chú |
| Latinh                | Hangul          | Số thành viên | Trưởng nhóm   | Giới tính      | Công ty quản lý                                                                                     | Latinh       | Tan rã  | Ghi chú |
| --------------------- | --------------- | ------------- | ------------- | -------------- | --------------------------------------------------------------------------------------------------- | ------------ | ------- | --- |
| 15&                   | 피프틴앤드      | 2             | —             | Nữ             | JYP Entertainment                                                                                   | Dreamers     | 2019    | |
| 100%                  | 백퍼센트        | 4             | —             | Nam            | TOP Media                                                                                           | PERFECTION   | 2021    | Ban đầu nhóm gồm 7 thành viên. Thành viên Sanghoon rời nhóm năm 2014, Changbum rời nhóm vào năm 2016 trong khi trưởng nhóm Minwoo qua đời vào tháng 3/2018 do ngừng tim |
| AOA                   | 에이오에이      | 3             | —             | Nữ             | FNC Entertainment                                                                                   | Elvis        | —       | Ban đầu nhóm gồm 8 thành viên. Thành viên ChoA rời nhóm vào tháng 6/2017 và thành viên Mina rời nhóm vào tháng 5/2019. Ngày 4/7/2020, trưởng nhóm Jimin rời nhóm do scandal bắt nạt cựu thành viên Mina |
| 24K+                  | 투포케이플러스  | 5             | Xiwoo         | Nam            | Choeun Entertainment                                                                                | 24U          | —       | Tên trước đây là 24K. Từ năm 2013 đến 2023 có 14 thành viên rời nhóm. Năm 2021, Changsun tham gia Extreme Debut: Wild Idol và trở thành thành viên của TAN. Hơn 1 năm ra mắt cùng TAN, năm 2023, Changsun rời nhóm |
| 84LY                  | 에잇폴리        | 6             | Minyoung      | Nữ             | Universal Music Korea & Show M Entertainment                                                        | —            | 2013    | |
| A.Cian                | 에이션          | 4             | Jungsang      | Nam            | Wings Entertainment                                                                                 | A.URA        | 2020    | Ban đầu nhóm có 11 thành viên, từ nửa đầu năm 2013 đến 2018 đã có 7/11 thành viên rời nhóm. Năm 2020 nhóm chính thức tan rã |
| A-Jax                 | 에이젝스        | 5             | Dowoo         | Nam            | DSP Media                                                                                           | A-LIGHT      | 2019    | Tên trước đây là DSP Boys |
| BBde Girl             | 비비드 걸       | 6             | Hana          | Nữ             | Big Star Entertainment                                                                              | Princess XOX | 2013    | |
| B.A.P                 | 비에이피        | 6             | Bang Yong-guk | Nam            | TS Entertainment                                                                                    | B.A.B.Y      | 2019    | |
| BtoB                  | 비투비          | 6             | Eunkwang      | Nam            | Cube Entertainment                                                                                  | Melody       | —       | |
| Crayon Pop            | 크레용팝        | 5             | Geummi        | Nữ             | Chrome Entertainment                                                                                | Sketchbook   | 2017    | |
| Cross Gene            | 크로스진        | 4             | Shin          | Nam            | Amuse Korea                                                                                         | CandY        | —       | |
| EXID                  | 이엑스아이디    | 5             | Solji         | Nữ             | AB Entertainment (2012 – 2014) Banana Culture (2014 – 2020)                                         | LEGGO        | —       | Ban đầu nhóm gồm 6 thành viên. Tháng 4/2012, tức 2 tháng sau khi ra mắt, 3 thành viên Dami, Yuji và Haeryung rời nhóm và sau đó được thay thế bởi Solji và Hyerin. Năm 2020, nhóm kết thúc hợp đồng với công ty Banana Culture, song vẫn tiếp tục hoạt động dưới tên EXID cho tới hiện tại. Tên "EXID" cũng được các thành viên mua lại, chính thức sở hữu bản quyền tên nhóm. |
| Big Star              | 빅스타          | 5             | Feeldog       | Nam            | Brave Entertainment                                                                                 | Only One     | 2019    | |
| BOB4                  | 비오비포        | 5             | Yoobin        | Nam            | —                                                                                                   | —            | —       | |
| C-Clown               | 씨클라운        | 6             | Rome          | Nam            | Yedang Entertainment                                                                                | Crown        | 2015    | |
| EXO                   | 엑소            | 9             | Suho          | Nam            | SM Entertainment                                                                                    | EXO-L        | —       | Ban đầu nhóm gồm 12 thành viên. Tháng 5/2014, Kris khởi kiện SM Entertainment và yêu cầu chấm dứt hợp đồng với công ty. Luhan làm điều tương tự vào tháng 10/2014. Tháng 4/2015, Tao chấm dứt hoạt động cùng nhóm và sau đó cũng khởi kiện công ty. Đến tháng 7/2016, Kris và Luhan dàn xếp thành công với công ty, đồng thời chính thức không còn là thành viên của EXO. Sau sự việc trên, EXO-K và EXO-M được hợp nhất thành EXO và tiếp tục hoạt động với 9 thành viên còn lại |
| CHAOS                 | —               | 5             | Taeyang       | Nam            | Planet 950 Entertainment                                                                            | ChaoNyx      | 2013    | |
| Fiestar               | 피에스타        | 6             | Jei           | Nữ             | FAVE Entertainment                                                                                  | Let⭐s       | 2018    | |
| Gangkiz               | 갱키즈          | 7             | Jihyun        | Nữ             | MBK Entertainment                                                                                   | —            | 2014    | |
| Girls' Generation-TTS | 소녀시대-태티서 | 3             | Seohyun       | Nữ             | SM Entertainment                                                                                    | SONE         | 2016    | Đây là nhóm nhỏ thứ nhất của Girls' Generation |
| Glam                  | 글램            | 5             | Jiyeon        | Nữ             | Big Hit Entertainment                                                                               | —            | 2015    | |
| Hello Venus           | 헬로비너스      | 6             | Alice         | Nữ             | Pledis Entertainment Fantagio                                                                       | Hello Cupid  | 2019    | Đây là nhóm nhạc nữ thứ hai của công ty Pledis Entertainment (sau After School) và là nhóm nhạc tân binh thứ 2 được công ty cho ra mắt vào năm 2012 (sau NU'EST) |
| JJ Project            | JJ 프로젝트     | 2             | —             | Nam            | JYP Entertainment                                                                                   | —            | 2017    | Đây là một nhóm nhạc dự án được lập ra bởi JYP Entertainment. Ngày 16/1/2014, bộ đôi chính thức ra mắt với tư cách là thành viên nhóm nhạc Got7. Ngày 31/7/2017, JJ Project tái xuất sau 5 năm ra mắt. |
| NU'EST                | 뉴이스트        | 5             | JR            | Nam            | Pledis Entertainment                                                                                | L.O.Λ.E      | 2022    | Đây là nhóm nhạc nam đầu tiên của công ty Pledis Entertainment. Các thành viên JR, Minhyun, Baekho và Ren từng tham gia chương trình Produce 101 Mùa 2, trong đó Minhyun xếp thứ 9 chung cuộc và debut với nhóm nhạc Wanna One |
| Puretty               | 퓨리티          | 5             | Yoo Hye-in    | Nữ             | DSP Media                                                                                           | —            | 2014    | |
| Speed                 | 스피드          | 10            | Taewoon       | Nam            | MBK Entertainment                                                                                   | DEEPS        | 2016    | |
| E7                    | 이세븐          | 6             | —             | Nam            | Excellent Entertainment                                                                             | —            | 2013    | |
| EXCITE                | 익사이트        | 4             | Sihyuk        | Nam            | ntertainment                                                                                        | To You       | —       | Ban đầu nhóm có 5 thành viên và thuộc quản lý của Fenta ENC. Năm 2014, Tae.G rút lui và nhóm thay đổi công ty quản lý |
| Spica                 | 스피카          | 5             | Kim Boa       | Nữ             | B2M Entertainment                                                                                   | Mercury      | 2017    | |
| The SeeYa             | 더 씨야         | 4             | Minkyung      | Nữ             | MBK Entertainment                                                                                   | —            | 2015    | Đây là nhóm nhạc được cho ra mắt dựa trên mô hình của nhóm SeeYa |
| VIXX                  | 빅스            | 5             | N             | Nam            | Jellyfish Entertainment                                                                             | Starlight    | —       | |
| D-Unit                | 디유닛          | 3             | Ram           | Nữ             | D-Business Entertainment                                                                            | —            | 2013    | |
| E2RE                  | 이투알이        | 4             | I.lin         | Nữ             | CS Happy Entertainment                                                                              | —            | 2013    | |
| EvoL                  | 이블            | 5             | Say           | Nữ             | Stardom Entertainment                                                                               | Voller       | 2015    | |
| F.IX                  | 픽스            | 4             | Nuri          | Nam            | The Groove Entertainment                                                                            | Polaris      | 2014    | |
| FlaShe                | 플래쉬          | 4             | Nara          | Nữ             | CGM Entertainment (2012-2015) Flashe Entertainment (2015-2019) Play Music Entertainment (2019-2020) | Pedora       | 2020    | |
| GODDESS               | 가디스          | 4             | Yejin         | Nữ             | KW Entertainment                                                                                    | —            | 12/2012 | |
| Jevice                | 주비스          | 2             | Jia           | Nữ             | DreamT Entertainment                                                                                | GEMINIS      | 2014    | Jia là cựu thành viên của T-ARA giai đoạn đầu |
| Lay-T                 | 레이티          | 3             | Daeeun        | Nữ             | Whites Entertainment                                                                                | —            | 2013    | Ban đầu nhóm có 5 thành viên |
| Lunafly               | 루나플라이      | 2             | Sam           | Nam            | Nega Network                                                                                        | Lukie        | 2017    | Năm 2016 Teo, Jin và Yub rời nhóm |
| Mr.Mr                 | 미스터미스터    | 5             | Changjae      | Nam            | E-HO Entertainment                                                                                  | Miso         | 2018    | |
| NEP                   | 냅              | 4             | Jisu          | Nữ             | Naeum Entertainment                                                                                 | —            | 12/2012 | |
| OffRoad               | 오프로드        | 7             | Daewoon       | Nam            | Kairos Entertainment                                                                                | —            | 2017    | Năm 2017, 5 thành viên bao gồm cả trưởng nhóm Dawoon rời nhóm. OffRoad dừng hoạt động, Năm 2018 Hanbin, Daewoon và Harang gia nhập công ty mới và tái debut dưới tên BNF |
| Phantom               | 팬텀            | 3             | Kiggen        | Nam            | Brand New Music & RBW                                                                               | Phantomism   | 2017    | |
| Queen B'Z             | 퀸비즈          | 5             | Meari         | Nữ             | JS Entertainment                                                                                    | —            | 2017    | Tên nhóm trước đây là Pop Con |
| Six Bomb              | 식스밤          | 3             | Soa           | Nữ             | World Event Agency                                                                                  | Bombalicious | 2021    | Ban đầu nhóm có 8 thành viên |
| She'Z                 | 쉬즈            | 4             | Jina          | Nữ             | Line Entertainment                                                                                  | HOLIC        | 2016    | |
| SKarf                 | 스카프          | 4             | Tasha         | Nữ             | Alpha Entertainment Korea                                                                           | —            | 2014    | Năm 2012, Sol rời đi và Joo A, Hana được thêm vào. Năm 2014 Ferlyn rời đi và nhóm tan rã |
| Sunny Days            | 써니데이즈      | 5             | Sunkyung      | Nữ             | Haeun Entertainment                                                                                 | —            | 2016    | |
| Sweden Launry         | 스웨덴세탁소    | 2             | Seyoon        | Nữ             | Shofar Music                                                                                        | —            | —       | |
| Tahiti                | 타히티          | 4             | Minjae        | Nữ             | JLine Entertainment                                                                                 | Black Pearl  | 2018    | Ban đầu nhóm có 9 thành viên |
| Tasty                 | 테이스티        | 2             | —             | Nam            | Woollim Entertainmen                                                                                | —            | 2015    | Họ là hai anh em sinh đôi. Năm 2015 họ chấm dựt hợp động với công ty và đổi tên thành Hanch - hoạt động tại Trung Quốc |
| Tiny-G                | 타이니지        | 4             | J.Min         | Nữ             | GNG Production                                                                                      | —            | 2016    | |
| Two X                 | 투엑스          | 4             | JiU           | Nữ             | J.Tune Camp (2012-2014) Star Gaze Entertainment (2014-2018)                                         | Doubling     | 2018    | Ban đầu nhóm có 5 thành viên |
| Younique Unit         | 유니크 유닛     | 6             | —             | Nam nữ hỗn hợp | SM Entertainment & Hyundai Motor                                                                    | —            | 12/2012 | Nhóm nhạc đặc biệt trong dự hợp tác với Hyundai bao gồm các thành viên từ các nhóm nhạc của SM Entertainment: Eunhyuk (Super Junior), Henry (Cựu Super Junior-M), Hyoyeon (Girls'Generation), Kai (EXO) và Luhan (cựu EXO) |
| Wonder Boys           | 원더보이즈      | 4             | Chi Gi        | Nam            | ENT 102                                                                                             | —            | 2015    | Ban đầu nhóm có 5 thành viên |
| Black Queen           | 블랙퀸          | 5             | Jandi         | Nữ             | Black Queen Entertainment                                                                           | —            | 2017    | Ban đầu họ là một nhóm nhảy với 23 thành viên, sau sự rời đi lần lượt nhóm còn lại 5 thành viên và ra mắt vào năm 2012. Năm 2017, nhóm tái debut với tên mới HeyGirls, sau đó 5 thành viên cũ cũng lần lượt rời đi và 5 thành viên mới được thêm vào. |

## 2013

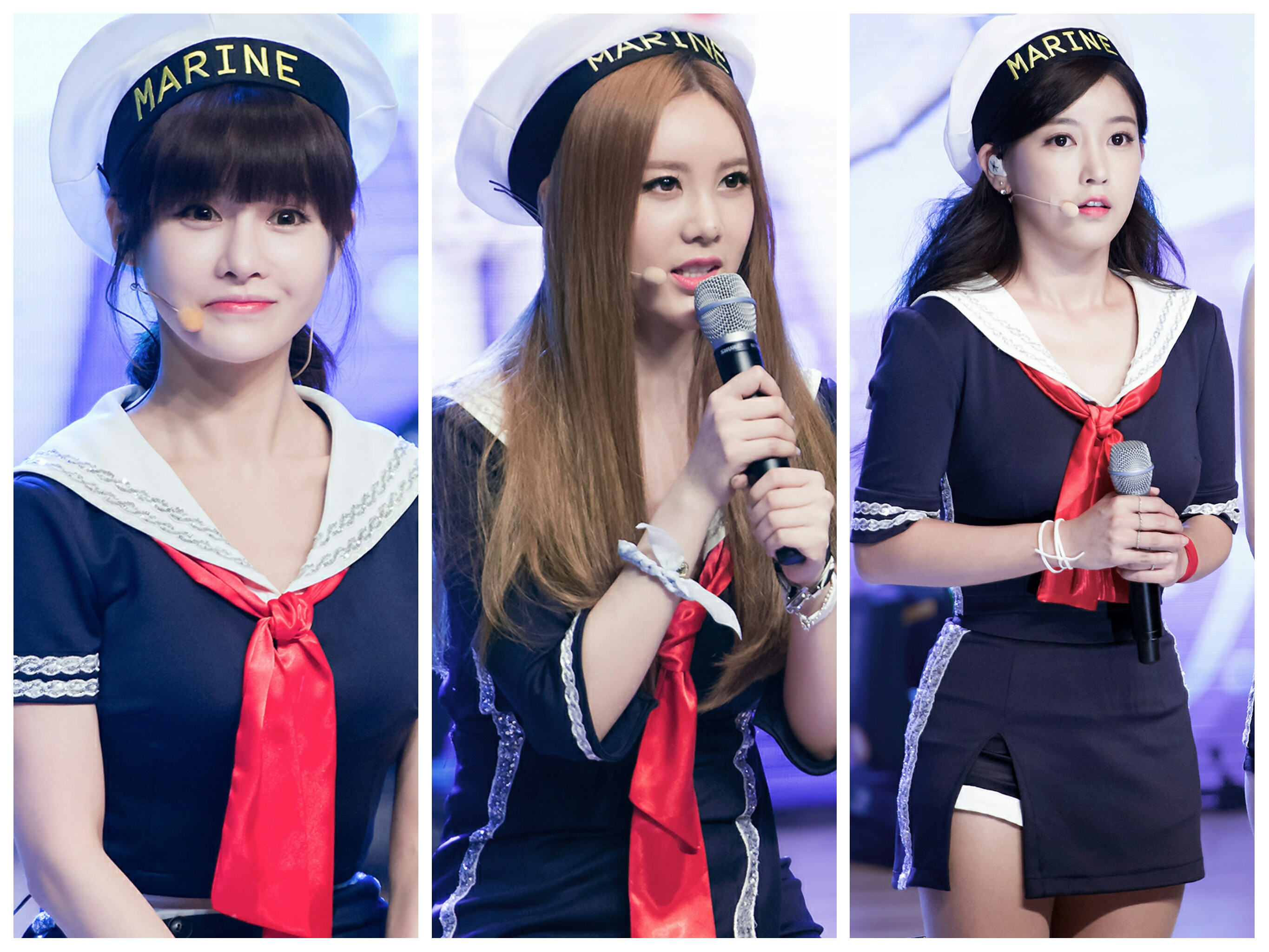
T-ara QBS

Các nhóm nhạc tiêu biểu ra mắt trong năm

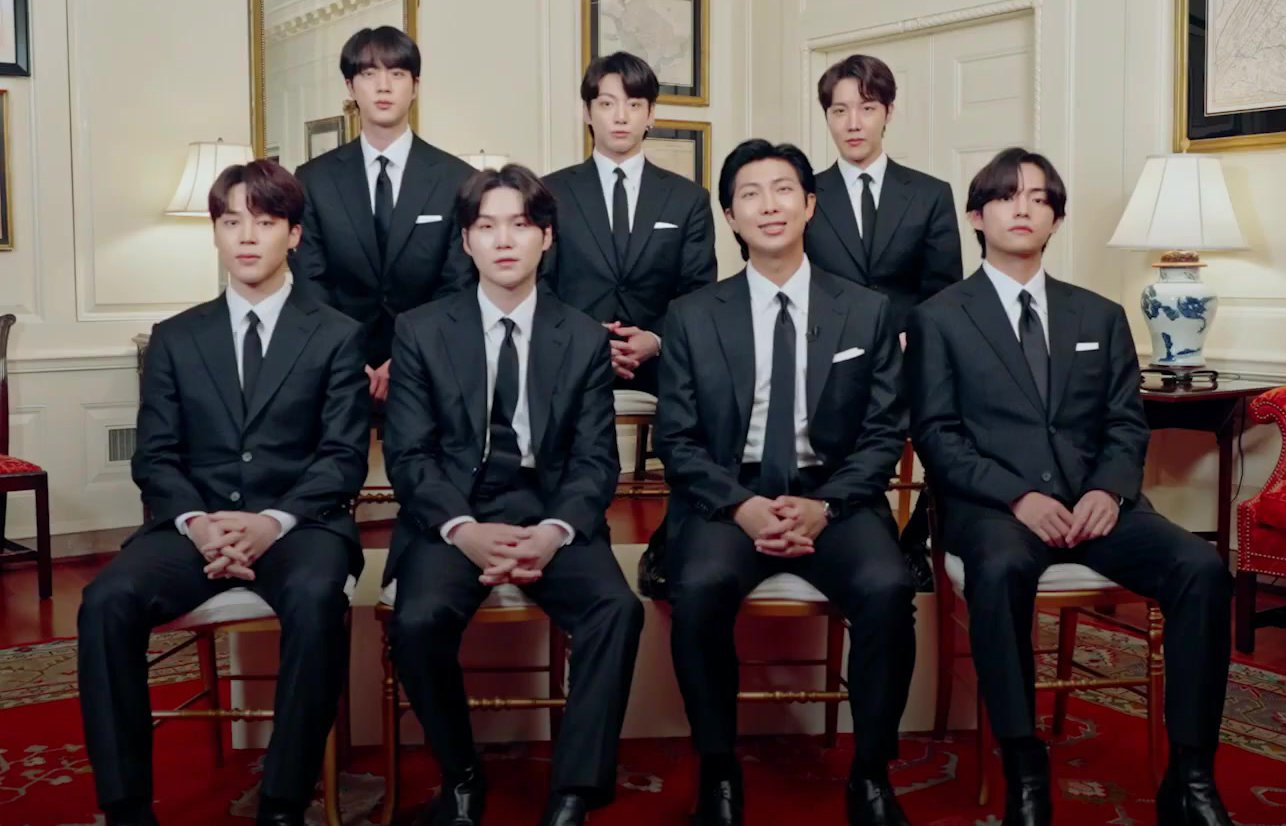
BTS

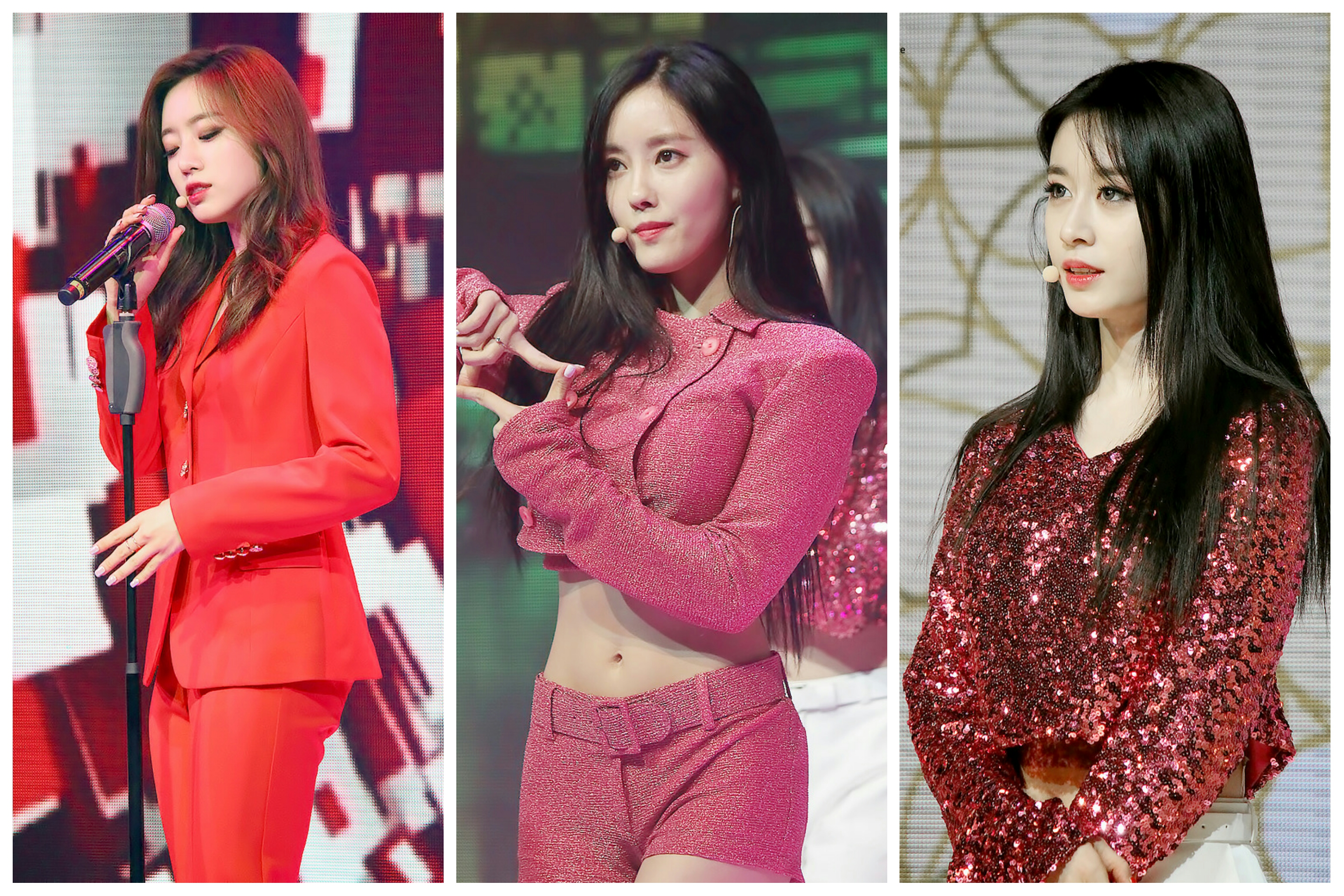
T-ara N4

Danh sách các nhóm nhạc ra mắt trong năm 2013
| Tên                   | Tên            | Số thành viên | Trưởng nhóm | Giới tính | Công ty quản lý                                                   | Tên fandom   | Tan rã  | Ghi chú |
| Latinh                | Hangul         | Số thành viên | Trưởng nhóm | Giới tính | Công ty quản lý                                                   | Latinh       | Tan rã  | Ghi chú |
| --------------------- | -------------- | ------------- | ----------- | --------- | ----------------------------------------------------------------- | ------------ | ------- | --- |
| 2Eyes                 | 투아이즈       | 4             | Hyangsuk    | Nữ        | SidusHQ                                                           | —            | 2018    | |
| 2YOON                 | 투윤           | 2             | —           | Nữ        | Cube Entertainment                                                | 4NIA         | 2016    | Đây là nhóm nhỏ của 4Minute |
| 5urprise              | 서프라이즈     | 5             | Kang-joon   | Nam       | Fantagio                                                          | —            | 2020    | Đây là nhóm nhạc đầu tiên quy tụ toàn các diễn viên |
| Acourve               | 어쿠루브       | 2             | —           | Nam       | Bridge Media (2013 – 2017) Starship Entertainment (2017 – nay)    | —            | —       | Nhóm tái ra mắt vào năm 2017 và đổi tên thành Mind U |
| AlphaBat              | 알파벳         | 5             | B:eta       | Nam       | YUB Entertainment                                                 | Alpha        | —       | |
| AOA Black             | 에이오에이검은 | 4             | —           | Nữ        | FNC Entertainment                                                 | Elvis        | 2016    | Đây là nhóm nhỏ thứ nhất của AOA |
| Bestie                | 베스티         | 4             | Hyeyeon     | Nữ        | YNB Entertainment                                                 | BESTiny      | 2018    | |
| Boys Republic         | 소년공화국     | 5             | Onejunn     | Nam       | Universal Music Group                                             | Royal Family | 2018    | |
| BTS                   | 방탄소년단     | 7             | RM          | Nam       | Big Hit Music                                                     | A.R.M.Y      | —       | Đây là nhóm nhạc nam đầu tiên của công ty Big Hit Entertainment, là một trong những nghệ sĩ nổi tiếng nhất và có sức ảnh hưởng hàng đầu cả ở trong nước lẫn thế giới hiện nay |
| GI                    | 지아이         | 5             | One Ket     | Nữ        | Simtong Entertainment                                             | —            | 2016    | |
| History               | 히스토리       | 5             | Kyungil     | Nam       | LOEN Entertainment                                                | STORIA       | 2017    | Đây là nhóm nhạc nam đầu tiên của công ty LOEN Entertainment |
| Infinite H            | 인피니트 H     | 2             | —           | Nam       | Woollim Entertainment                                             | Inspirit     | 2017    | Đây là nhóm nhỏ thứ nhất của Infinite |
| Ladies' Code          | 레이디스 코드  | 3             | Ashley      | Nữ        | Polaris Entertainment (2013 – 2020)                               | Lavely       | —       | Ban đầu nhóm gồm 5 thành viên. Ngày 3/9/2014, nhóm gặp một tai nạn xe hơi nghiêm trọng gây nên cái chết của hai thành viên EunB và RiSe. Sau biến cố trên, nhóm tiếp tục hoạt động với đội hình 3 người. Ngày 17/2/2020, Ladies' Code rời Polaris Entertainment sau khi hết hạn hợp đồng và quyết định không gia hạn với công ty này. Nhóm hiện đang gián đoạn hoạt động vô thời hạn với việc các thành viên theo đuổi sự nghiệp solo |
| LC9                   | 엘씨 나인      | 5             | Rasa        | Nam       | Nega Network                                                      | LOVE BEAT    | 2015    | |
| M.Pire                | 엠파이어       | 7             | Taehee      | Nam       | CMG Chorok Stars                                                  | M.U.S.E      | 2015    | |
| N.O.M (Nature of Man) | 엔오엠         | 3             | J.K         | Nam       | BROS Entertainment                                                | —            | —       | Ban đầu nhóm gồm 4 thành viên. Sau khi hai thành viên NIO và Q rời đi, thành viên B-side được thêm vào nhóm. Ngày 18/6/2020, nhóm tái xuất trở lại sau nhiều năm đóng băng hoạt động |
| NOM (No Other Man)    | 엔오엠         | 5             | A-In        | Nam       | JM Star Entertainment                                             | NEYB         | 2016    | |
| Speed                 | 스피드         | 7             | Yuhwan      | Nam       | MBK Entertainment                                                 | Deeps        | 2016    | Đây là nhóm nhạc tách ra từ Co-ed School |
| T-ara N4              | 티아라 N4      | 4             | —           | Nữ        | MBK Entertainment                                                 | Queen's      | 2017    | Đây là nhóm nhỏ thứ nhất của T-ara |
| QBS                   | 티아라         | 3             | —           | Nữ        | MBK Entertainment                                                 | Queen's      | 2017    | Đây là nhóm nhỏ thứ hai của T-ara |
| Topp Dogg             | 탑독           | 5             | Sangdo      | Nam       | Stardom Entertainment                                             | ToppKlass    | 2018    | Năm 2018 Topp Dogg đổi tên thành Xeno-T |
| Wassup                | 와썹           | 4             | Nari        | Nữ        | Mafia Records và Sony Music                                       | W.A.F.F.L.E  | 2019    | |
| B.O.i                 | 비오아이       | 5             | —           | Nam       | M.Fel Entertainment                                               | —            | 2013    | Họ phát hành một đĩa đơn Pre-debut và tan rã trước khi chính thức debut |
| SoljiHani             | 솔지하니       | 2             | Solji       | Nữ        | Banana Culture                                                    | LEGGO        | 2019    | Nhóm nhỏ đầu tiên của EXID, trước đây nhóm tên là Dasoni |
| Demino                | 데미온         | 5             | Yoon        | Nam       | Lion's Bridge                                                     | —            | 2014    | |
| Live High             | 리브하이       | 3             | Gabin       | Nữ        | Red Creative Company                                              | —            | 2019    | Ban đầu nhóm có 7 thành viên |
| Peach Girl            | 피치걸         | 5             | Mimi        | Nữ        | JM Star Entertainment                                             | —            | 2014    | |
| Pungdeng-E            | 풍뎅이         | 3             | Blue        | Nữ        | DOMA Entertainment                                                | —            | 2020    | |
| Purplay               | 퍼플레이       | 4             | Woomi       | Nữ        | Purplei Entertainment                                             | —            | 12/2013 | |
| Switch Berry          | 스위치 베리    | 4             | Jimin       | Nữ        | Starcubic Entertainment (2013-2014) DAM Entertainment (2014-2018) | —            | 2018    | Ban đầu họ được công bố là một nhóm nhỏ của Switch, nhưng sau khi thay đổi công ty quản lý họ đã trở thành nhóm chính. |
| TINT                  | 틴트           | 5             | Mei         | Nữ        | GH Entertainment                                                  | —            | 2015    | |
| UnderDog              | 언더독         | 3             | Steelo      | Nam       | Independent (2013-2016) 2ABLE Company (2016-2017)                 | —            | 2017    | Ban đầu nhóm có 6 thành viên. Nhưng năm 2014 có 3 thành viên rời đi. Năm 2015 có 4 thành viên mới được thêm vào. Năm 2016 có 7 thành viên mới được thêm vào và 5 thành viên cũ rời đi. Trước khi nhóm tan rã vào 4/2017 đã có 6 thành viên rời nhóm trước |
| AGirls                | 에이걸스       | 4             | Yeonju      | Nữ        | Star Bay Entertainment                                            | —            | 2017    | |
| XENO-T                | 제노티         | 5             | Sangdo      | Nam       | Stardom Entertainment                                             | ToppKlass    | 2021    | Tên trước đây là Topp Dogg. Nhóm chủ yếu quảng bá ở Nhật Bản |

## 2014
Các nhóm nhạc tiêu biểu ra mắt trong năm

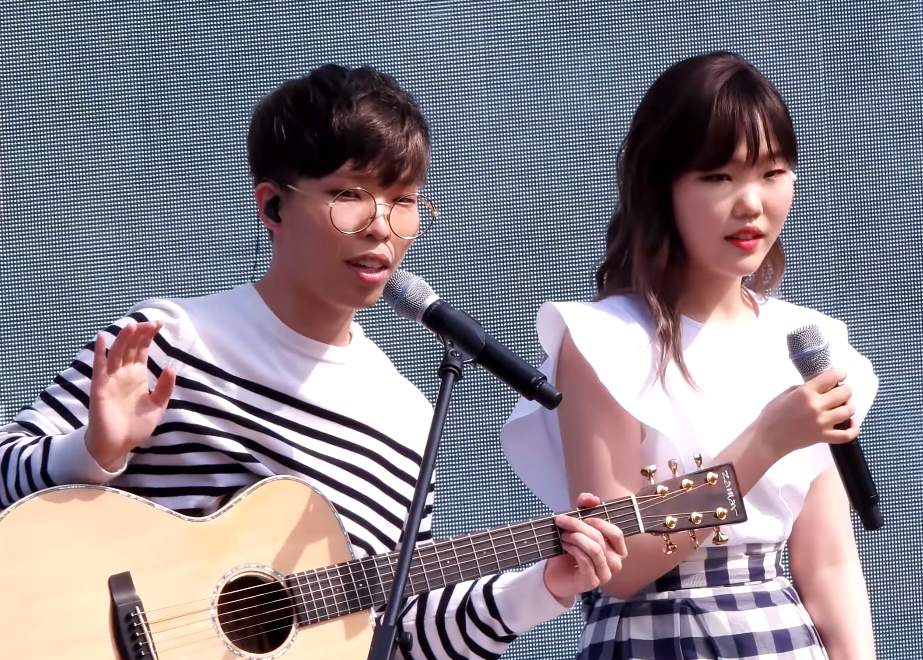
AKMU

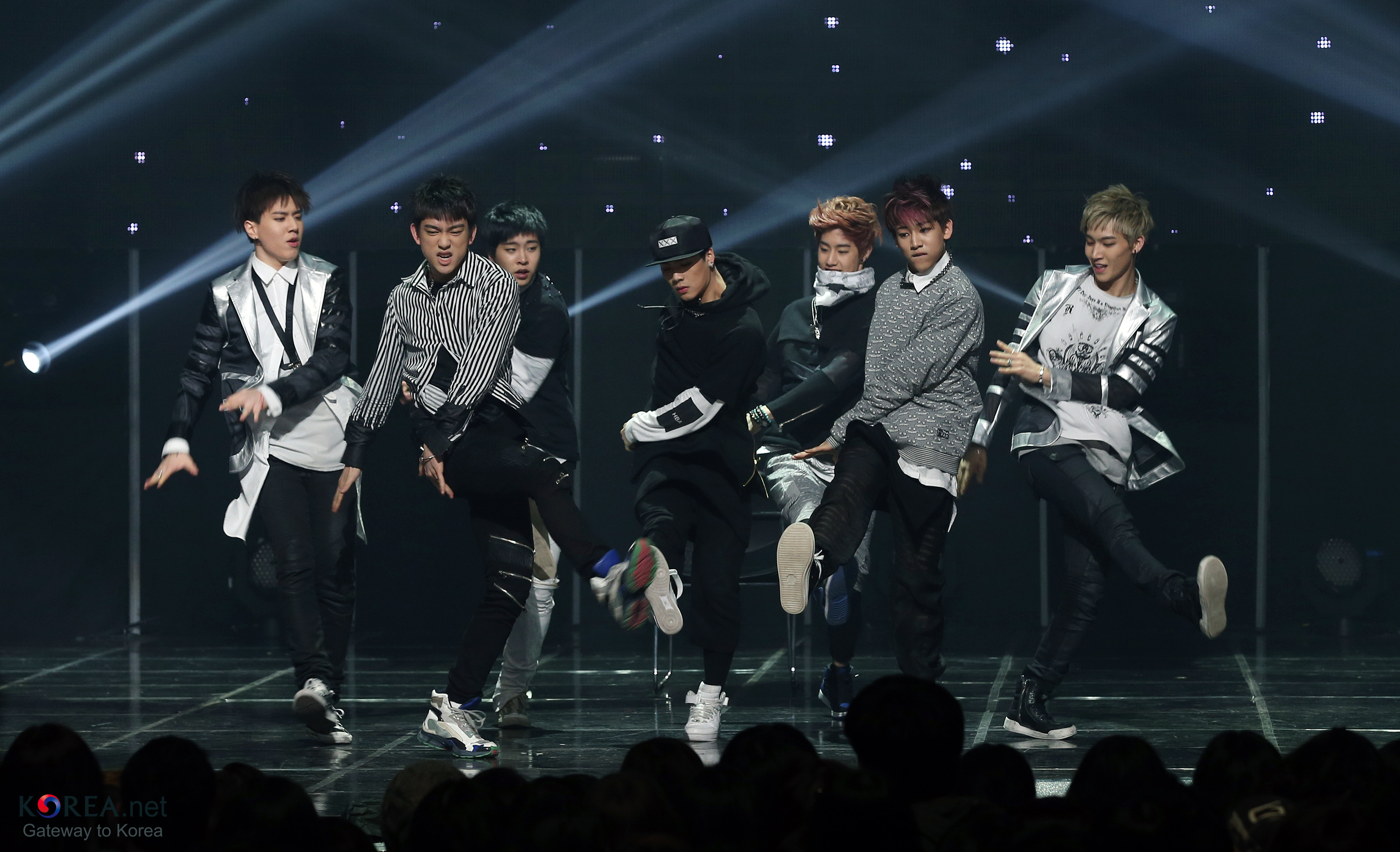
GOT7

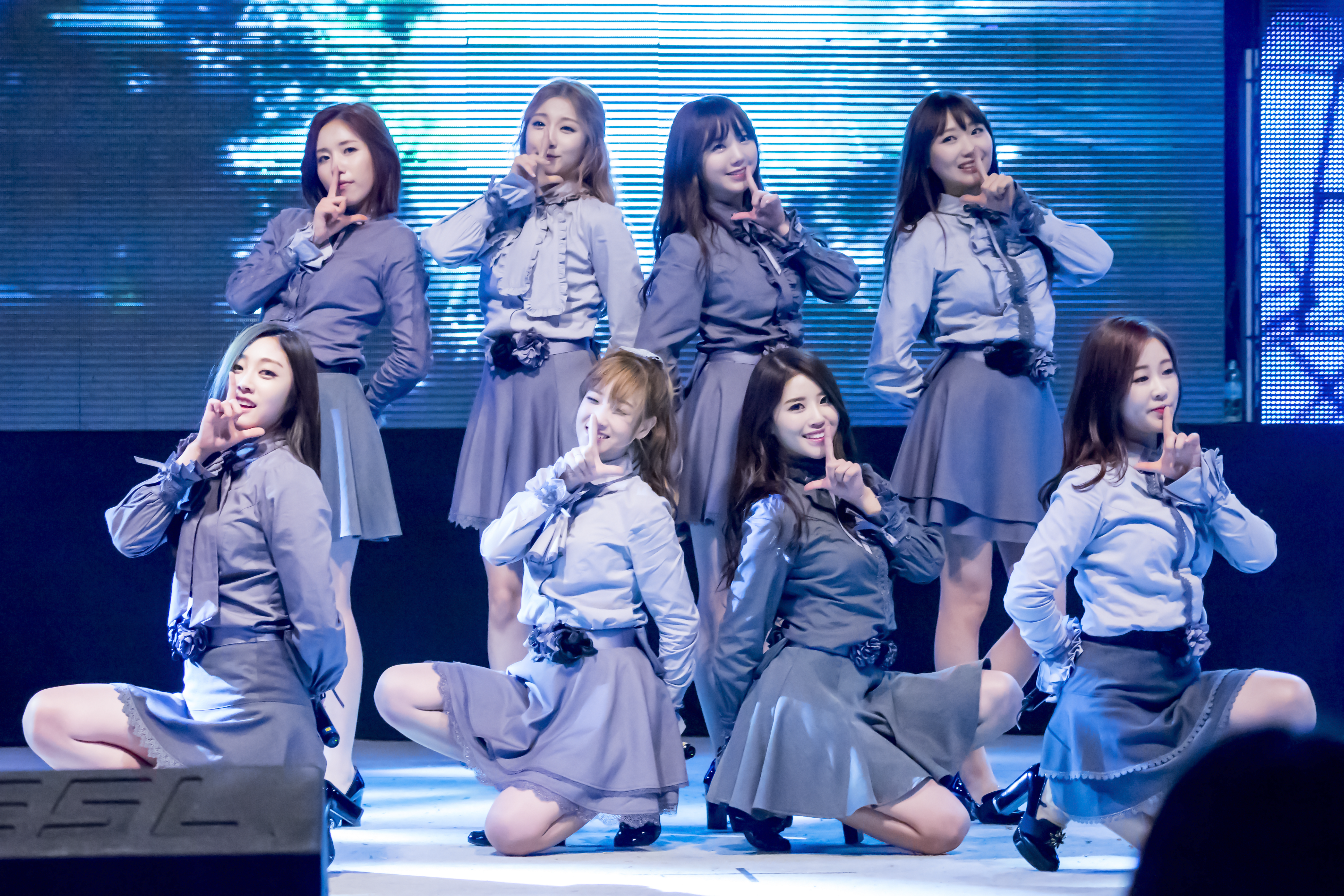
Lovelyz

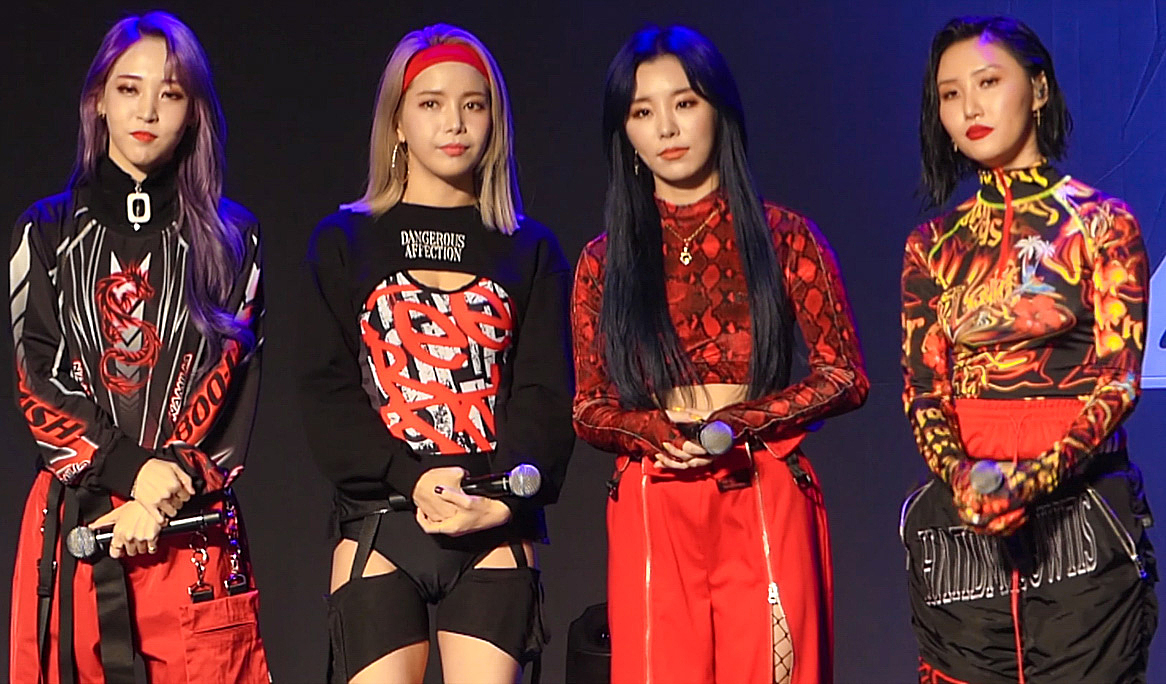
Mamamoo

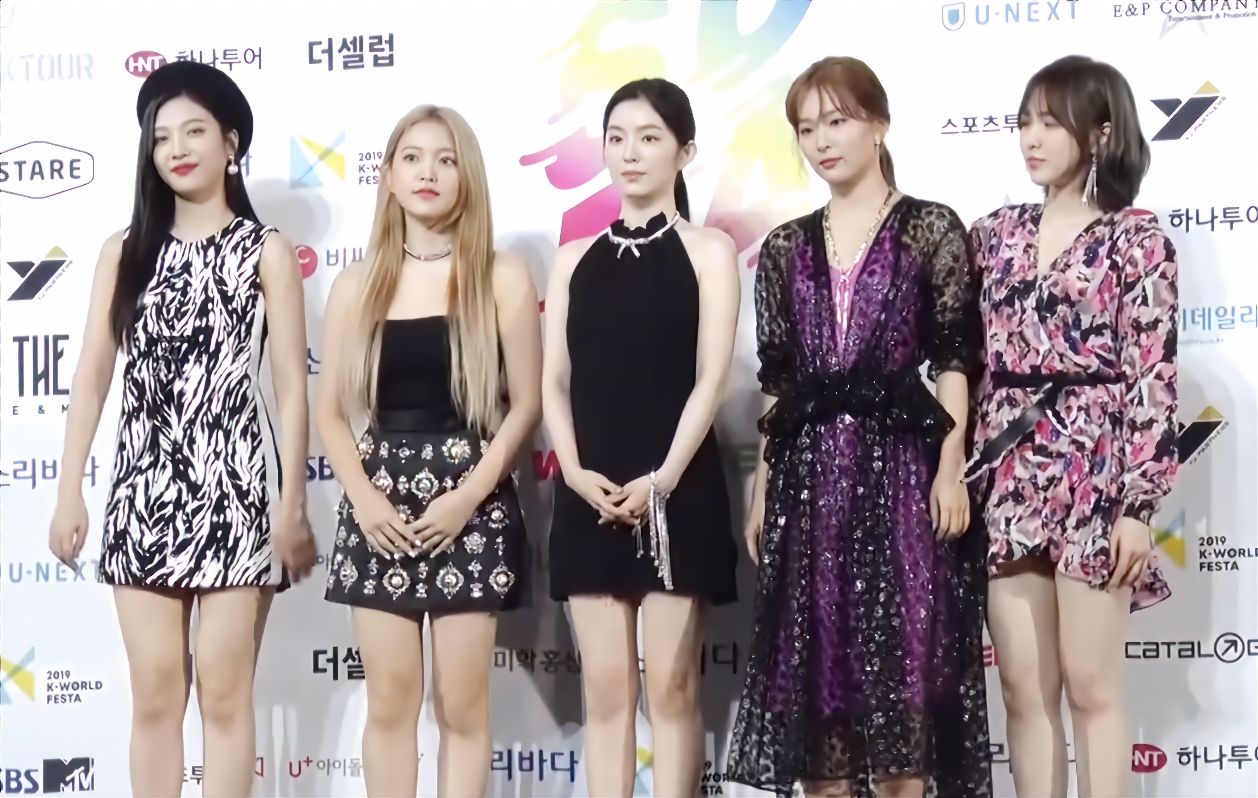
Red Velvet

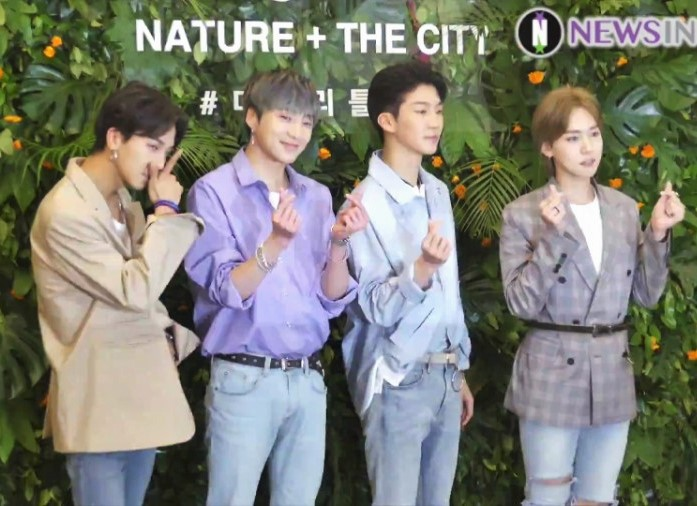
Winner

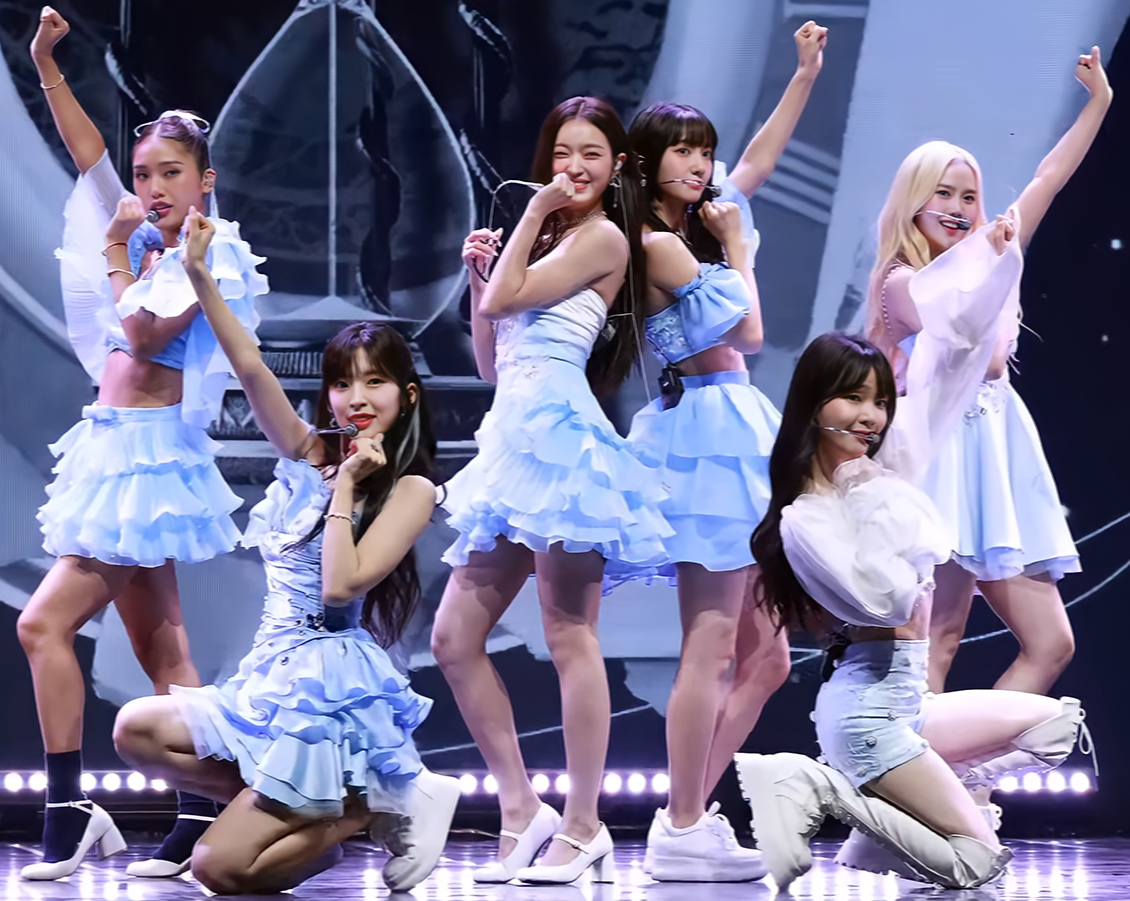
Oh My Girl

Danh sách các nhóm nhạc ra mắt trong năm 2014
| Tên             | Tên              | Số thành viên              | Trưởng nhóm              | Giới tính      | Công ty quản lý                                                      | Tên fandom     | Tan rã | Ghi chú |
| Latinh          | Hangul           | Số thành viên              | Trưởng nhóm              | Giới tính      | Công ty quản lý                                                      | Latinh         | Tan rã | Ghi chú |
| --------------- | ---------------- | -------------------------- | ------------------------ | -------------- | -------------------------------------------------------------------- | -------------- | ------ | --- |
| 2000 Won        | 이천원           | 2                          | —                        | Nam            | Reve Entertainment                                                   | —              | —      | Bước ra từ K-pop Star Mùa 2 |
| 4L              | 포엘             | 4                          | Chany                    | Nữ             | Jade Contents Media                                                  | —              | 2016   | |
| 4Ten            | 포텐             | 3                          | Hyeji                    | Nữ             | Jungle Entertainment                                                 | —              | —      | |
| al Tri:al       | 트라이얼         | 3                          | —                        | Nam            | Together E&M                                                         | Laeros         | 2018   | Tên trước đây là SoReal. Ban đầu nhóm có 4 thành viên, trưởng nhóm Jangmoon đã rời nhóm mà không rõ lý do                                                                         |
| AKMU            | 악뮤             | 2                          | —                        | Nam nữ hỗn hợp | YG Entertainment                                                     | The Aunts      | —      | Bước ra từ K-pop Star Mùa 2 |
| Almeng          | 알맹             | 2                          | —                        | Nam nữ hỗn hợp | YNB Entertainment (2014-2018) Majesty Entertainment (2019-nay)       | —              | —      | Bước ra từ K-pop Star Mùa 3 |
| Apink BnN       | —                | 2                          | Bomi                     | Nữ             | Play M Entertainment                                                 | Panda          | —      | Đây là nhóm nhỏ thứ nhất của Apink |
| B.I.G           | 비아이지         | 6                          | J-Hoon                   | Nam            | GH Entertainment                                                     | Biginning      | —      | |
| Beatwin         | 비트윈           | 5                          | Sunhyeok                 | Nam            | Elen Entertainment                                                   | Trophy         | —      | |
| Berry Good      | 베리굿           | 5                          | —                        | Nữ             | JTG Entertainment                                                    | Very Berry     | —      | |
| BigFlo          | 빅플로           | 3                          | Euijin                   | Nam            | HO Company                                                           | Wave           | —      | |
| GD X Taeyang    | —                | 2                          | —                        | Nam            | YG Entertainment                                                     | V.I.P          | —      | Đây là nhóm nhỏ thứ hai của Big Bang |
| Got7            | 갓세븐           | 7                          | JB                       | Nam            | JYP Entertainment                                                    | IGOT7 / Ahgase | 2021   | |
| HALO            | 헤일로           | 6                          | Ooon                     | Nam            | Histar Entertainment                                                 | HALOVE         | 2019   | |
| Hotshot         | 핫샷             | 6                          | Choi Jun-hyuk            | Nam            | Star Crew Entertainment                                              | HOTPLE         | 2021   | |
| Infinite F      | 인피니트 F       | 3                          | Sungyeol                 | Nam            | Woollim Entertainment                                                | Inspirit       | —      | Đây là nhóm nhỏ thứ hai của Infinite |
| JJCC            | 제이제이씨씨     | 6                          | Simba                    | Nam            | Jackie Chan Group Korea                                              | Key            | —      | |
| Laboum          | 라붐             | 4                          | —                        | Nữ             | NH Media và Nega Network (2014-2021) Interpark Music Plus (2021-nay) | Latte          | —      | Ngày 9/9/2021, trưởng nhóm Yujeong quyết định không tái ký hợp đồng và rời nhóm.                                                                                                  |
| Lovelyz         | 러블리즈         | 8                          | Baby Soul                | Nữ             | Woollim Entertainment                                                | Lovelinus      | 2021   | Đây là nhóm nhạc nữ đầu tiên của công ty Woollim Entertainment |
| Mamamoo         | 마마무           | 4                          | Solar                    | Nữ             | RBW                                                                  | Moomoo         | —      | Đây là nhóm nhạc nữ đầu tiên của công ty RBW |
| Melody Day      | 멜로디데이       | 4                          | Yeoeun                   | Nữ             | Cre.Ker Entertainment                                                | Me2            | 2018   | |
| MINX            | 밍스             | 5                          | JiU                      | Nữ             | Happy Face Entertainment                                             | —              | 2016   | Vào năm 2017, Happy Face Entertainment tiến hành tái ra mắt MINX và nhóm đổi tên thành Dreamcatcher                                                                               |
| Red Velvet      | 레드벨벳         | 5                          | Irene                    | Nữ             | SM Entertainment                                                     | ReVeluv        | —      | |
| Sonamoo         | 소나무           | 7                          | Sumin                    | Nữ             | TS Entertainment                                                     | Solbangul      | 2021   | |
| UNIQ            | 유니크           | 5                          | Zhou Yixuan (Trung Quốc) | Nam            | Yuehua Entertainment                                                 | UNICORN        | 2018   | |
| UNIQ            | 유니크           | 5                          | Kim Sung-joo (Hàn Quốc)  | Nam            | Yuehua Entertainment                                                 | UNICORN        | 2018   | |
| Wings           | 윙스             | 2                          | —                        | Nữ             | Sony Music Korea (2014-2018) Dal&Byul Music                          | —              | —      | |
| Winner          | 위너             | 4                          | Yoon                     | Nam            | YG Entertainment                                                     | Inner Circle   | —      | Bước ra từ WIN: Who Is Next |
| Ye-A            | 예아             | 8                          | Hyei                     | Nữ             | Kiroy Company Shinhoo Entertainment (mua lại Kiroy Company)          | Holic U        | 2015   | |
| Year 7 Class 1  | 칠학년일반       | 7                          | Baek Sehee               | Nữ             | DRB Entertainment                                                    | —              | —      | |
| 1PS             | 원피스           | 4                          | Yena                     | Nữ             | Maroo Entertainment                                                  | Four Seasons   | 2015   | |
| Alice White     | 엘리스 화이트    | 5                          | Eunjo                    | Nữ             | SMAF Entertainment                                                   | —              | 2015   | |
| A-Daily         | 에이데일리       | 4                          | Sena                     | Nữ             | DK Entertainment                                                     | Edelweiss      | 2016   | Ban đầu nhóm có 10 thành viên. Năm 2015 có 6 thành viên rời nhóm |
| A.KOR           | 에이코어         | 3                          | Jiyoung                  | Nữ             | Doo Republic                                                         | —              | 2017   | Ban đầu nhóm có 5 thành viên |
| BADKIZ (cũ)     | 베드키즈         | 7                          | Monika                   | Nữ             | Zoo Entertainment (2014-2019)                                        | GOODKIZ        | —      | Nhóm ra mắt vào năm 2014 với tên BADKIZ, trải qua 19 lần thay đổi thành viên và tái ra mắt với tên HOT PLACE vào năm 2019. Tuy nhiên, năm 2020 nhóm đổi lại tên ban đầu là BADKIZ |
| Be.A            | 비에이           | 3                          | Hongkyu                  | Nam            | Chrome Entertainment                                                 | —              | 2017   | Ban đầu nhóm có 5 thành viên. Tên nhóm trước đây là K-Much. Năm 2017 họ tái ra mắt và đổi tên thành Be.A nhưng đã tan rã trong năm                                                |
| BLast           | 블래스트         | 5                          | Jiwoo                    | Nam            | Kings Entertainment                                                  | —              | 2015   | Các thành viên ban đầu của nhóm đã rời nhóm và được thay thế khi ra mắt tại Nhật Bản                                                                                              |
| Bob Girls       | 단발머리         | 4                          | Dahye                    | Nữ             | Chrome Entertainment                                                 | —              | 2015   | |
| BTL             | 비티엘           | 8                          | Jean Paul                | Nam            | Kiroy Company (2014-2015) Shinhoo Entertainment (2015)               | Limit          | 2015   | Năm 2023 4/8 thành viên tái hợp và trình diễn trên show Peak Time nhưng họ bị loạt ở tập 2                                                                                        |
| Chaness         | 차니스           | 5                          | —                        | Nữ             | Aquargo Entertainment                                                | —              | 2016   | Nhóm nhỏ của LPG, năm 2016 họ dừng hoạt động do nhóm chính LPG tan rã |
| D.Holic         | 디 홀릭          | 4                          | Rena                     | Nữ             | Star Road Entertainment                                              | —              | 2017   | Ban đầu nhóm có 7 thành viên |
| HeartB          | 하트비           | 4                          | Dojin                    | Nam            | Marble Pop Entertainment                                             | —              | 2016   | |
| High4           | 하이포           | 4                          | Alex                     | Nam            | NAP Entertainment                                                    | —              | 2017   | |
| Kiss&Cry        | 키스&크라이      | 4                          | Bohye                    | Nữ             | Winning Insight Media                                                | —              | 8/2014 | |
| Lip Service     | 립서빗           | 2                          | BiPa                     | Nữ             | Chorok Entertainment                                                 | LipBalm        | 2017   | |
| MADTOWN         | 매드타운         | 7                          | Moos                     | Nam            | J.Ture Camp (2014-2017) GNI Entertainment (2017)                     | MADPEOPLE      | 2017   | |
| MOA             | 모아             | 6                          | Hika                     | Nữ             | Professional Entertainment                                           | —              | 2015   | |
| Play the Siren  | 플레이 더 사이렌 | 3                          | Siren                    | Nam nữ hỗn hợp | Baljunso                                                             | —              | 2015   | Ban đầu nhóm có 5 thành viên |
| Purfles         | 퍼펄즈           | 3                          | Geonhee                  | Nữ             | Crescendo Music                                                      | —              | 2016   | |
| PRITZ           | 프리츠           | 4 thành viên và 2 linh vật | —                        | Nữ             | Pandagram                                                            | —              | 2015   | |
| SEENROOT        | 신현희와김루트   | 2                          | —                        | Nam nữ hỗn hợp | D Ocean Music (2014-2016) Mun Hwa In (2016-2019)                     | —              | 2019   | |
| Strawberry Milk | —                | 2                          | —                        | Nữ             | Chrome Entertainment                                                 | Pop-jeossi     | 2017   | Nhóm nhỏ của Crayon Pop |
| The Legend      | 전설             | 5                          | Listen                   | Nam            | JK Space Entertainment (2014-2015) SS Entertainment (2015-2017)      | Herose         | 2017   | Các thành viên đệ đơn kiện công ty vì hợp đồng bất công và họ không được nhận lương. Họ thắng kiện và chấm dứt hoạt đồng vào năm 2017                                             |
| Toheart         | 투하트           | 2                          | Woohyun                  | Nam            | SM Entertainment & Woollim Entertainment                             | —              | —      | Nhóm nhạc hợp tác giữa SM và Woollim với hai thành viên Woohyun (INFINITE) và Key (SHINee)                                                                                        |
| Vetty L         | 베티엘           | 3                          | Chaeree                  | Nữ             | OH Entertainment                                                     | —              | 2016   | |

## 2015
Các nhóm nhạc tiêu biểu ra mắt trong năm

Twice

Danh sách các nhóm nhạc ra mắt trong năm 2015
| Tên              | Tên             | Số thành viên | Trưởng nhóm    | Giới tính | Công ty quản lý                                                          | Tên fandom                                                      | Tan rã  | Ghi chú |
| Latinh           | Hangul          | Số thành viên | Trưởng nhóm    | Giới tính | Công ty quản lý                                                          | Latinh                                                          | Tan rã  | Ghi chú |
| ---------------- | --------------- | ------------- | -------------- | --------- | ------------------------------------------------------------------------ | --------------------------------------------------------------- | ------- | --- |
| 1PUNCH           | 원펀치          | 2             | One            | Nam       | Brave Entertainment D-Business Entertainment                             | —                                                               | 2015    | Bộ đôi chính thức tan rã sau khi One ký hợp đồng với công ty YG Entertainment. Cả hai thành viên gồm One và Punch (hiện lấy nghệ danh là Kim Samuel) đều đã ra mắt với tư cách là nghệ sĩ solo vào năm 2017 |
| April            | 에이프릴        | 6             | Chaekyung      | Nữ        | DSP Media                                                                | Fineapple                                                       | 2022    | Nhóm trưởng ban đầu là Somin. Sau khi Somin rời nhóm, Chaewon là trưởng nhóm tạm thời cho đến khi Chaekyung được thêm vào April. |
| Bambino          | 밤비노          | 5             | Hadam          | Nữ        | JS Entertainment                                                         | —                                                               | 2017    | Ngay sau khi hai thành viên Hadam và Eunsol rời nhóm, nhóm nhạc chính thức tan rã |
| Big Brain        | 빅브레인        | 4             | —              | Nam       | World Show Market (cũ) MAJOR9 (hiện tại)                                 | —                                                               | —       | |
| Block B Bastarz  | 블락비 바스타즈 | 3             | B-Bomb         | Nam       | Seven Seasons                                                            | BBC                                                             | 2015    | Đây là nhóm nhỏ thứ nhất của Block B |

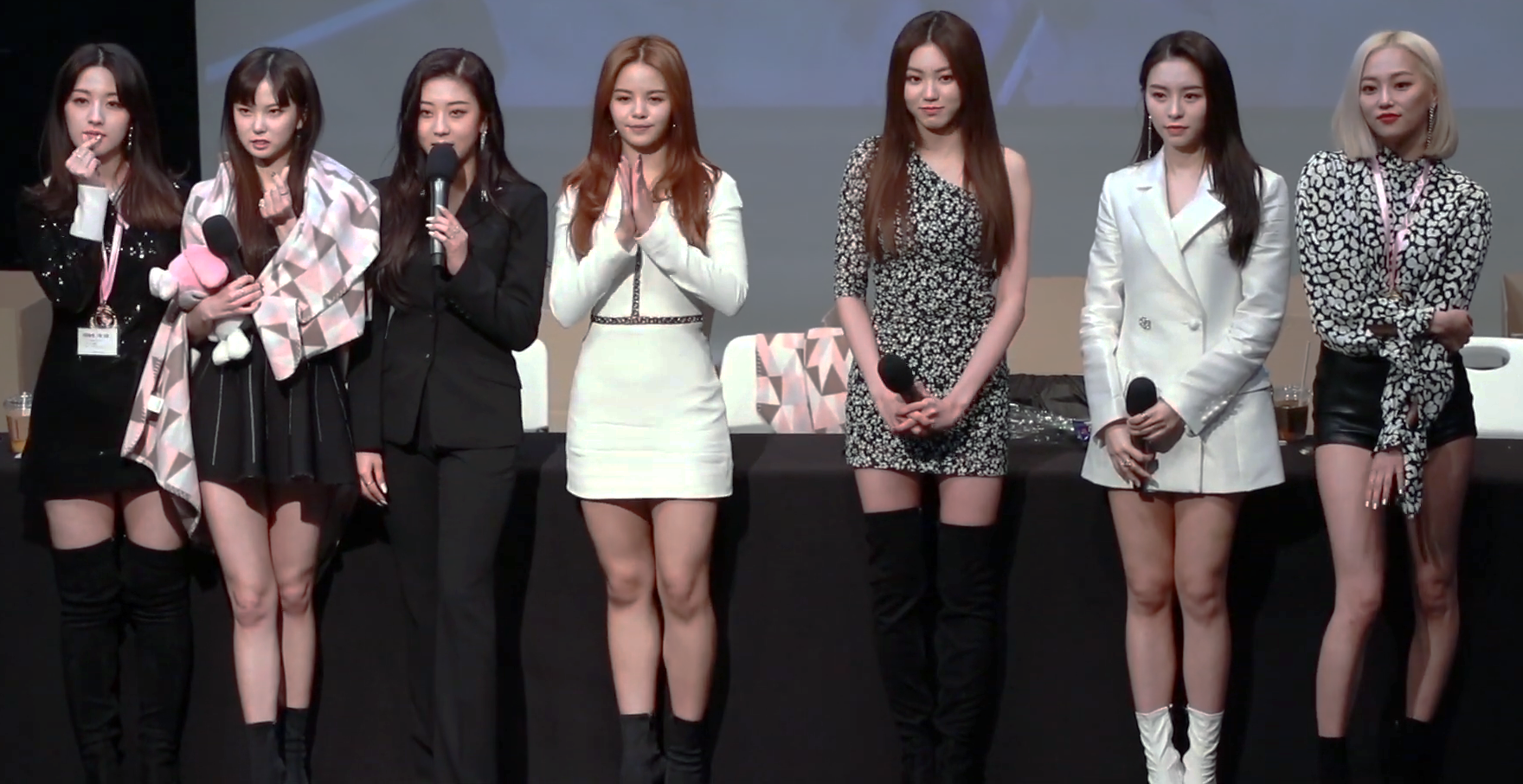
CLC

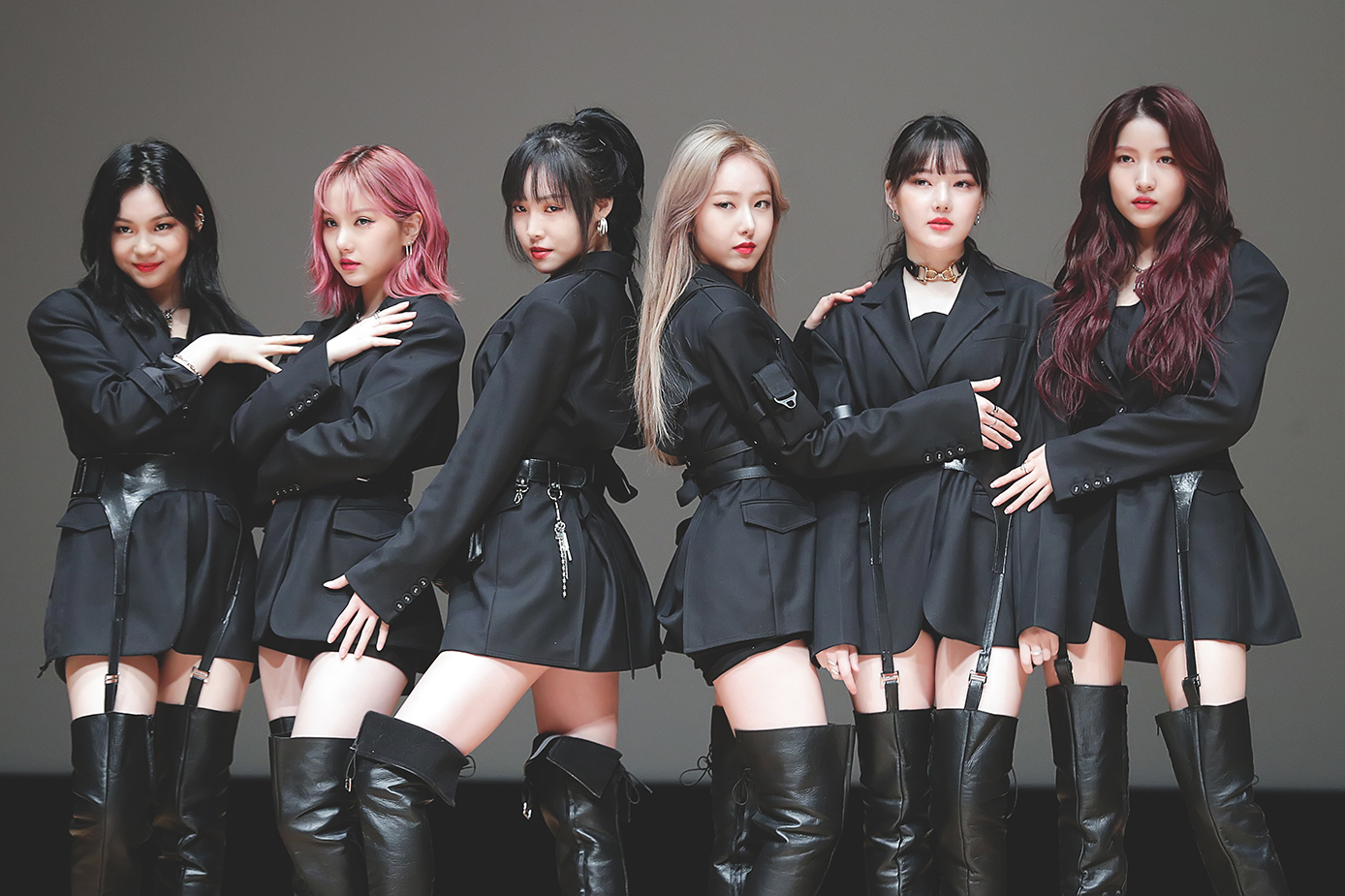
GFriend

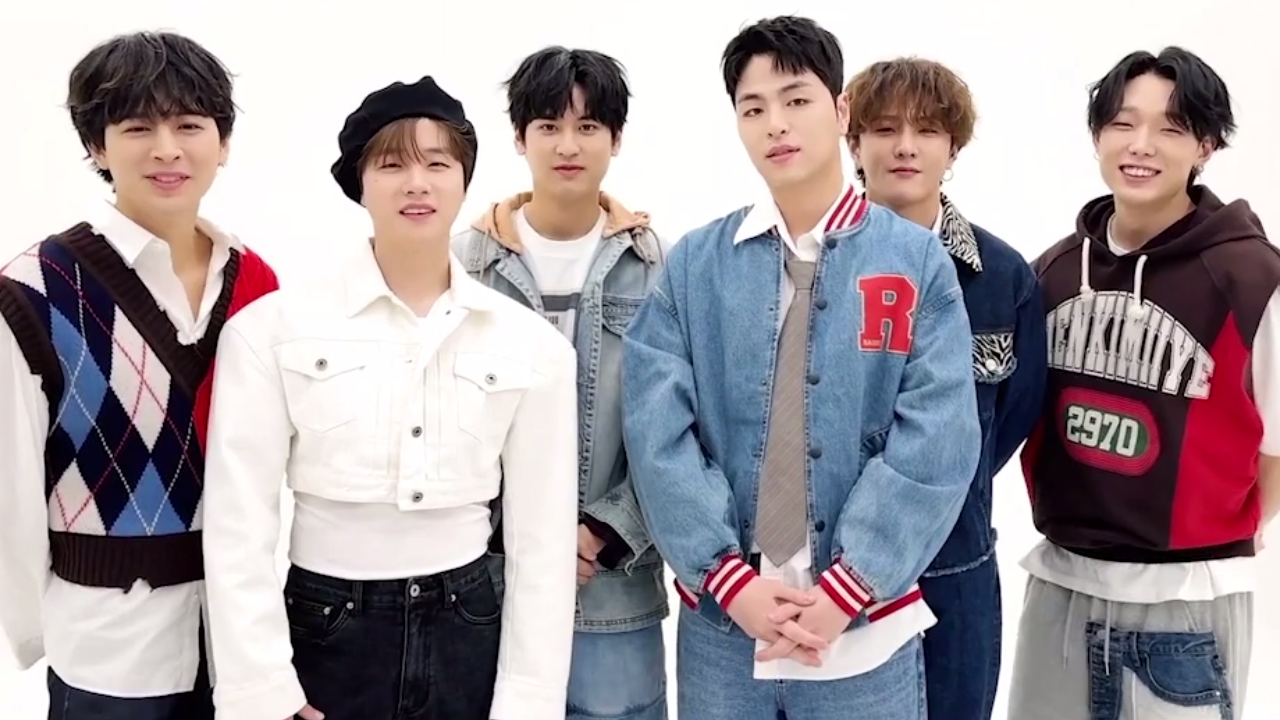
iKON

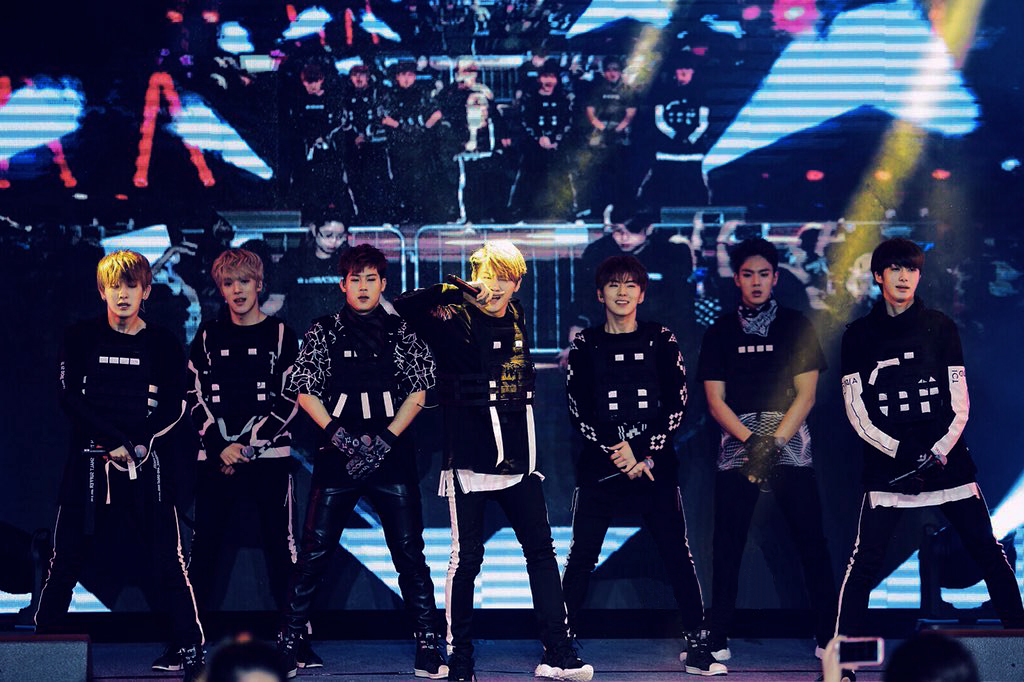
Monsta X

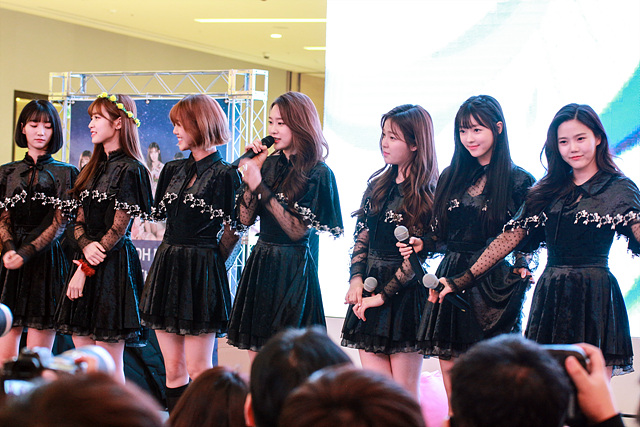
Oh My Girl

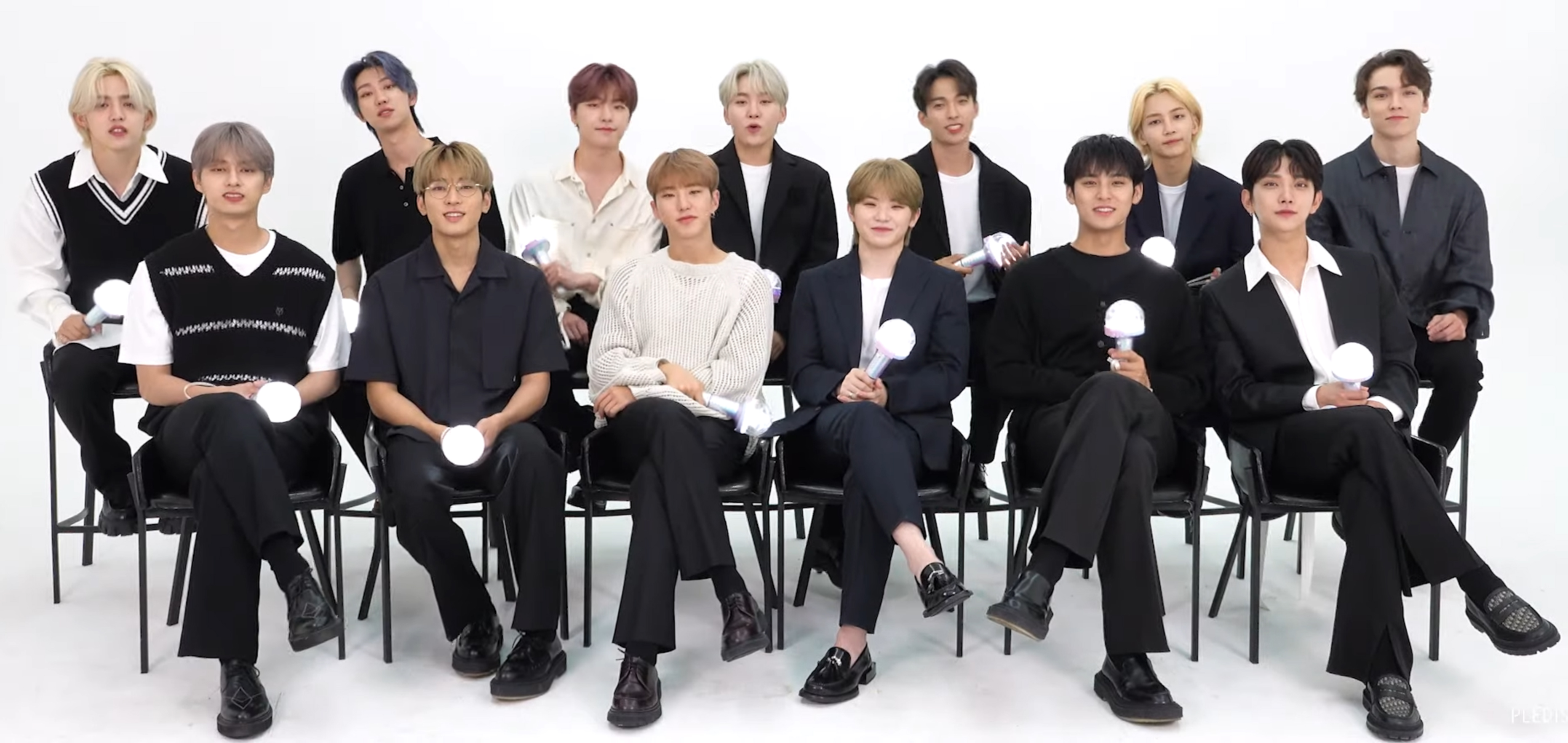
Seventeen

| CLC              | 씨엘씨          | 6             | Seungyeon      | Nữ        | Cube Entertainment                                                       | Cheshire                                                        | 2022    | Đây là nhóm nhạc nữ thứ hai của công ty Cube Entertainment Ban đầu CLC có 5 thành viên nhưng năm 2016 nhóm bổ sung 2 thành viên mới là Elkie và Eunbin. Đến năm 2021, Elkie chính thức rời nhóm. Trưởng nhóm ban đầu là Seunghee, về sau được trao lại cho Seungyeon. Ngày 10 tháng 5 năm 2022, công ty thông báo CLC sẽ tan rã vào ngày 6 tháng 6 năm 2022. |
| Day6             | 데이식스        | 5             | Sungjin        | Nam       | JYP Entertainment                                                        | My Day                                                          | —       | |
| DIA              | 다이아          | 7             | Huihyeon       | Nữ        | MBK Entertainment                                                        | AID                                                             | —       | |
| GFriend          | 여자친구        | 6             | Sowon          | Nữ        | Source Music                                                             | Buddy                                                           | 2021    | Nhóm hiện là nghệ sĩ duy nhất trực thuộc công ty Source Music. Năm 2020, sau khi Big Hit Music mua lại Source Music, GFriend trở thành nhóm nữ duy nhất của công ty này |
| iKON             | 아이콘          | 6             | —              | Nam       | YG Entertainment                                                         | iKONIC                                                          | —       | Bước ra từ Mix & Match |
| Monsta X         | 몬스타엑스      | 6             | Shownu         | Nam       | Starship Entertainment                                                   | Monbebe                                                         | —       | Bước ra từ No Mercy |
| N.Flying         | 엔플라잉        | 5             | Lee Seung-hyub | Nam       | FNC Entertainment                                                        | N.Fia                                                           | —       | |
| Oh My Girl       | 오마이걸        | 6             | Hyojung        | Nữ        | WM Entertainment                                                         | Miracle                                                         | —       | Đây là nhóm nhạc nữ đầu tiên của công ty WM Entertainment. Ban đầu nhóm gồm 8 thành viên. Tháng 10/2017, vì lí do sức khoẻ nên thành viên JinE đã dừng hợp đồng với công ty và rời nhóm. Ngày 9/5/2022, thành viên Jiho quyết định rời nhóm. |
| Playback         | 플레이백        | 5             | Woolim         | Nữ        | Coridel Entertainment                                                    | —                                                               | 2019    | |
| Romeo            | 로미오          | 7             | Seunghwan      | Nam       | Pony Canyon Korea và CT Entertainment                                    | Juliet                                                          | —       | |
| Rubber Soul      | 러버 소울       | 2             | —              | Nữ        | Mad Soul Child                                                           | —                                                               | —       | Ban đầu nhóm gồm 3 thành viên. Năm 2017, trưởng nhóm Lala rời nhóm mà không rõ lý do |
| Seventeen        | 세븐틴          | 13            | S.Coups        | Nam       | Pledis Entertainment                                                     | CARAT                                                           | —       | Đây là nhóm nhạc nam thứ hai của công ty Pledis Entertainment (sau NU'EST) |
| The Ark          | 디아크          | 5             | Minju          | Nữ        | Music K Entertainment                                                    | —                                                               | 2016    | |
| Twice            | 트와이스        | 9             | Jihyo          | Nữ        | JYP Entertainment                                                        | ONCE                                                            | —       | Bước ra từ Sixteen. Đây là nhóm nhạc nữ thứ ba của công ty JYP Entertainment (sau Wonder Girls và Miss A), được mệnh danh là "Nhóm nhạc quốc dân thế hệ mới" |
| UP10TION         | 업텐션          | 10            | Jinhoo         | Nam       | TOP Media                                                                | HONEY10                                                         | —       | |
| VAV              | 브이에이브이    | 7             | St.Van         | Nam       | A Team Entertainment                                                     | Vampz                                                           | —       | |
| WANNA.B          | 워너비          | 5             | Sejin          | Nữ        | Zenith Media Contents                                                    | RU.B                                                            | 2019    | |
| 10x10            | 텐텐            | 5             | Hyeonsung      | Nữ        | Gaon Entertainment                                                       | —                                                               | 2016    | Cindy rời nhóm vào năm 2015, trước khi nhóm tan rã |
| All-Star         | 올스타          | 6             | Harang         | Nam       | BurnHard Entertainment                                                   | —                                                               | 2017    | P.B được thêm vào nhóm năm 2016 |
| ACE              | 에이스          | 4             | Jina           | Nữ        | Worthy Entertainment                                                     | —                                                               | 2016    | |
| ASHA             | 아샤            | 4             | Daae           | Nữ        | CM Entertainment                                                         | —                                                               | 2016    | |
| Awe5ome Baby     | 어썸 베이비     | 5             | June           | Nữ        | TN Nation Entertainment                                                  | —                                                               | 2016    | |
| A6P              | 에이식스피      | 3             | Jungyeon       | Nam       | DS Entertainment                                                         | —                                                               | 2016    | Ban đầu nhóm có 6 thành viên |
| BaBa             | 바바            | 5             | Pureum         | Nữ        | PR Entertainment                                                         | Ttu-Ttu                                                         | 2020    | Nhóm đã có 21 thành viên trải qua nhiều đội hình khác nhau |
| Baby Boo         | 베이비부        | 3             | Shine          | Nữ        | Hyunda Entertainment                                                     | MayBoo                                                          | 2020    | Nhóm đã có nhiều sự thay đổi thành viên, đội hình ban đầu đã thay đổi hoàn toàn |
| Cupid            | 큐피트          | 4             | Bona           | Nữ        | IN Entertainment (2015-2016) Narda Entertainment (2016-2019)             | —                                                               | 2019    | Đội hình ra mắt ban đầu là 4 thành viên. Năm 2016 có 4 thành viên mới được thêm vào và 3 thành viên cũ rời đi. Đến năm 2017 nhóm xác nhận 2 thành viên rời đi và 1 thành viên mới gia nhập. |
| GIRLSGIRLS       | 여자여자        | 3             | Bori           | Nữ        | H Brothers Entertainment                                                 | Dealer                                                          | 2019    | Ban đầu nhóm có 5 thành viên |
| ICIA             | 아이시어        | 3             | Nayoon         | Nữ        | DAM Entertainment                                                        | Candy                                                           | 2019    | Nhóm đã trải qua nhiều lần thay đổi đội hình và thành viên |
| I.CE             | 아이스          | 3             | Kimmi          | Nữ        | HS Entertainment                                                         | —                                                               | 2020    | Ban đầu nhóm có 5 thành viên |
| HEXE             | 헤쎄            | 5             | Soyeah         | Nữ        | Serenity Music                                                           | —                                                               | 2016    | |
| HOTTIES          | 핫티즈          | 4             | Gyuri          | Nữ        | Solreino                                                                 | —                                                               | 2017    | Ban đầu nhóm có 5 thành viên |
| LAYSHA           | 레이샤          | 4             | Goeun          | Nữ        | Double Media                                                             | —                                                               | —       | Nhóm đã trải qua nhiều lần thay đổi thành viên |
| LoveUs           | 러브어스        | 4             | Migyo          | Nữ        | Creative Su Entertainment                                                | —                                                               | 2016    | |
| MAS0094          | 원위            | 5             | Yoonghoon      | Nam       | Morden Music (2015-2017) RBW (2017-nay)                                  | WEVE (tên fandom được công bố sau khi nhóm đổi tên thành ONEWE) | —       | Nhóm ban đầu được gọi là MAS 0094 và ra mắt dưới Modern Music vào tháng 8/2015. Sau đó chuyển đến RBW vào tháng 6/2017 dưới tên MAS. Các thành viên chính thức ra mắt lại với tên ONEWE dưới RBW vào ngày 13/5/2019 |
| M.FECT           | 엠펙트          | 4             | Mingun         | Nam       | Midas Entertainment (2015-2019) Pluswin Entertainment (2022-nay)         | MFECTABLE                                                       | —       | Năm 2019 nhóm rời Midas Entertainment và bị hạn chế sự dụng tên nhóm M.Fect. Họ buộc đổi tên thành XST. Năm 2022 họ gia nhập Pluswin và đổi lại tên M.Fect |
| MAP6             | 맵식스          | 5             | Minhyuk        | Nam       | Dream T Entertainment                                                    | MAPSI                                                           | —       | |
| MyB              | 마이비          | 6             | Jookyung       | Nữ        | Maroo Entertainment                                                      | —                                                               | 2016    | |
| Pocket Girls     | 포켓걸스        | 3             | Jieun          | Nữ        | MissDica Entertainment                                                   | —                                                               | —       | MissDica là một công ty người mẫu xe đua đã thành lập POCKET GIRLS để giúp quảng bá người mẫu của họ. Vậy nên nhóm có sự thay đổi đội hình liên tục. |
| SNUPER           | 스누퍼          | 6             | Taewoong       | Nam       | Widmay Entertainment                                                     | Swing                                                           | 2023    | |
| TWEETY           | 트위티          | 2             | —              | Nữ        | Time Entertainment                                                       | —                                                               | —       | Ban đầu nhóm có 12 thành viên |
| Boys' Generation | 소년시대        | 13            | Seojun         | Nam       | Prism Entertainment                                                      | Sowons                                                          | 2021    | |
| Unicorn          | 유니콘          | 4             | Rumi           | Nữ        | Show Brothers Entertainment (2015-2016) Cartoon Blue Company (2016-2017) | —                                                               | 2017    | Winnie rời nhóm vào năm 2016 |
| Vitamin Angle    | 비타민엔젤      | 5             | Jenny          | Nữ        | Pops Entertainment                                                       | Vienna                                                          | —       | Nhóm đã nhiều lần thay đổi thành viên |
| Vividiva         | 비비디바        | 5             | Guu Me         | Nữ        | DN Entertainment                                                         | —                                                               | 2016    | |
| VIXX LR          | 빅스 LR         | 2             | Leo            | Nam       | Jellyfish Entertainment                                                  | ST☆RLIGHT                                                       | 2023    | Đây là nhóm nhỏ của VIXX. Năm 2023 Ravi rời nhóm nhỏ. |
| ZZBEst           | 지지베스트      | 5             | Ina            | Nữ        | Faith Entertainment                                                      | —                                                               | 12/2015 | |
| ZE:A J           | 제국의 아이들J  | 5             | —              | Nam       | Star Empire Entertainment                                                | ZE:A STYLE                                                      | —       | Nhóm nhỏ của ZE:A, ra mắt tại Nhật Bản và Trung Quốc |
| A-Plus           | 에이플러스      | 3             | Dayoung        | Nữ        | Owl Entertainment                                                        | —                                                               | 2016    | |

## 2016

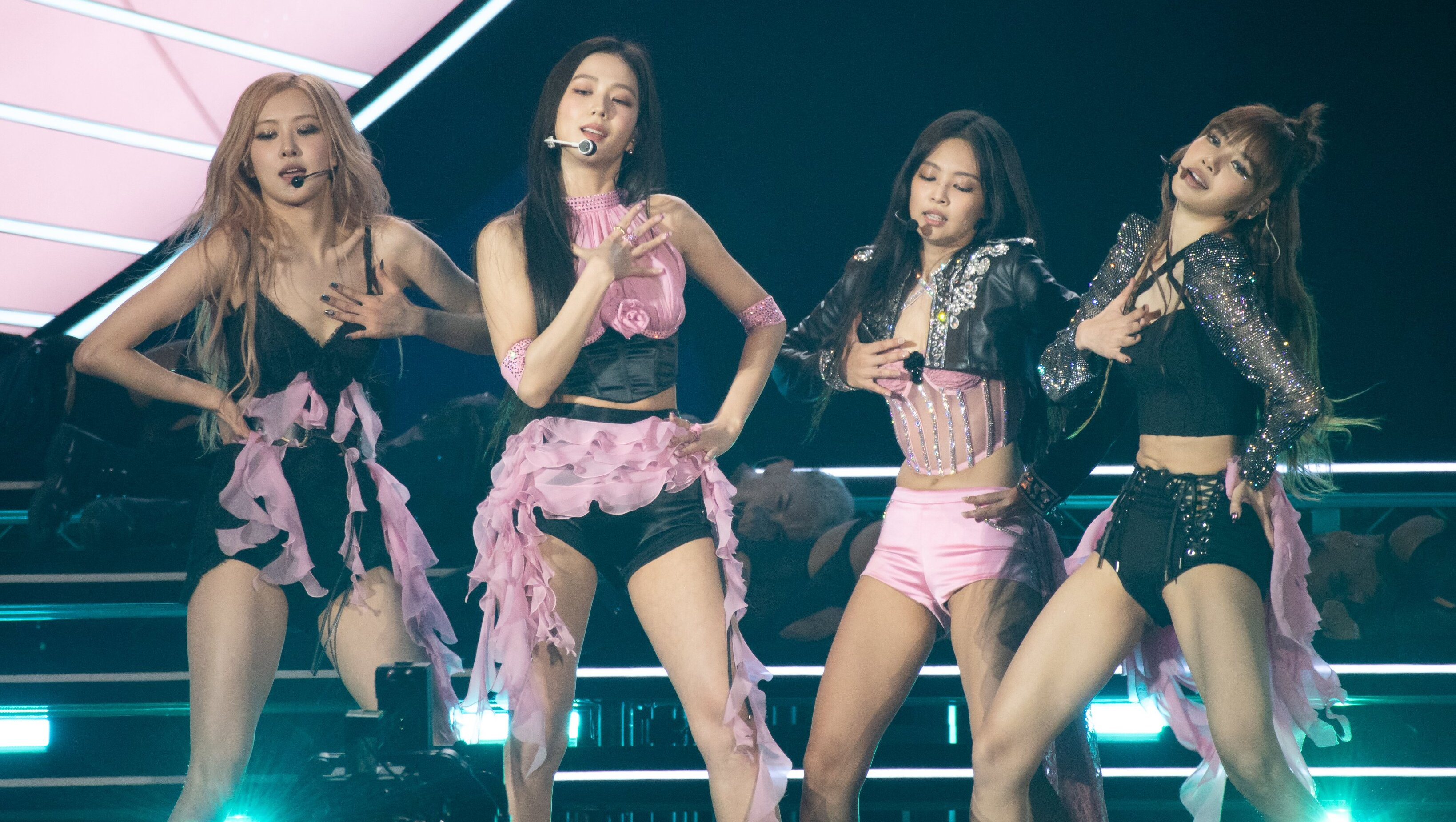
Blackpink

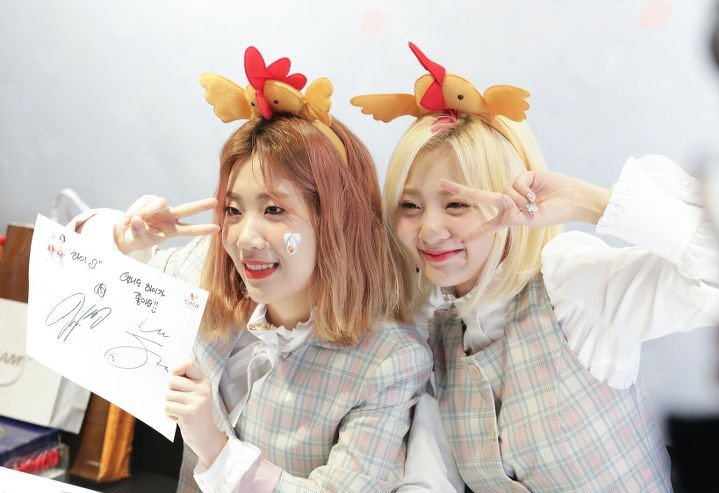
Bolbbalgan4

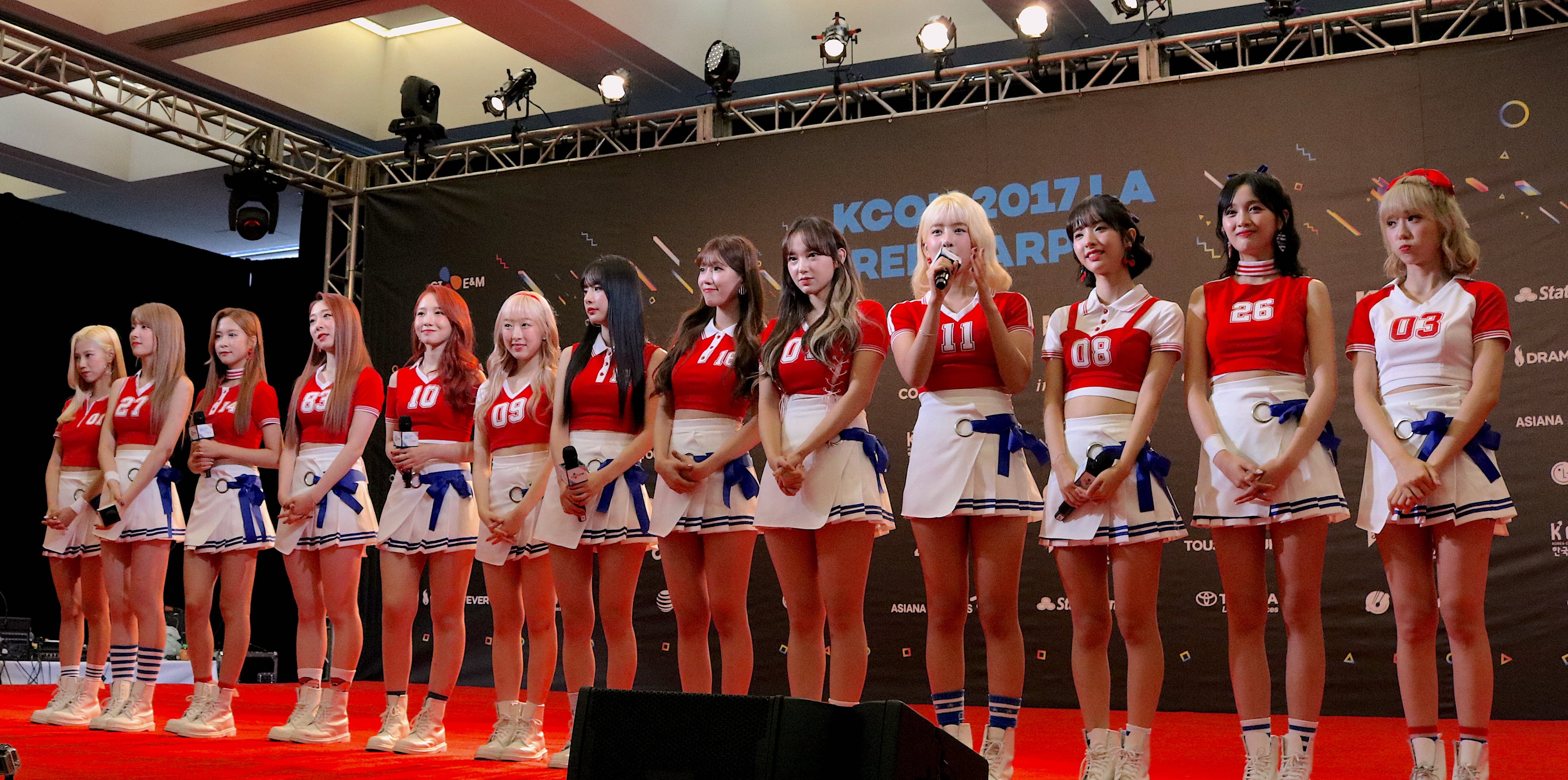
WJSN

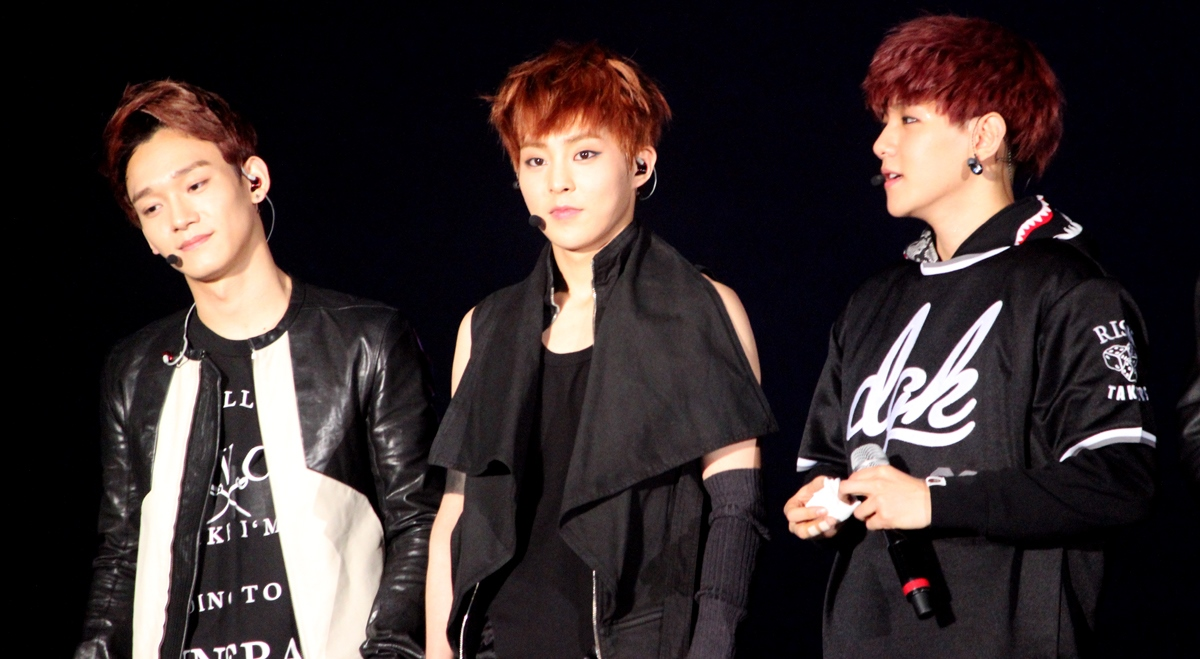
EXO-CBX

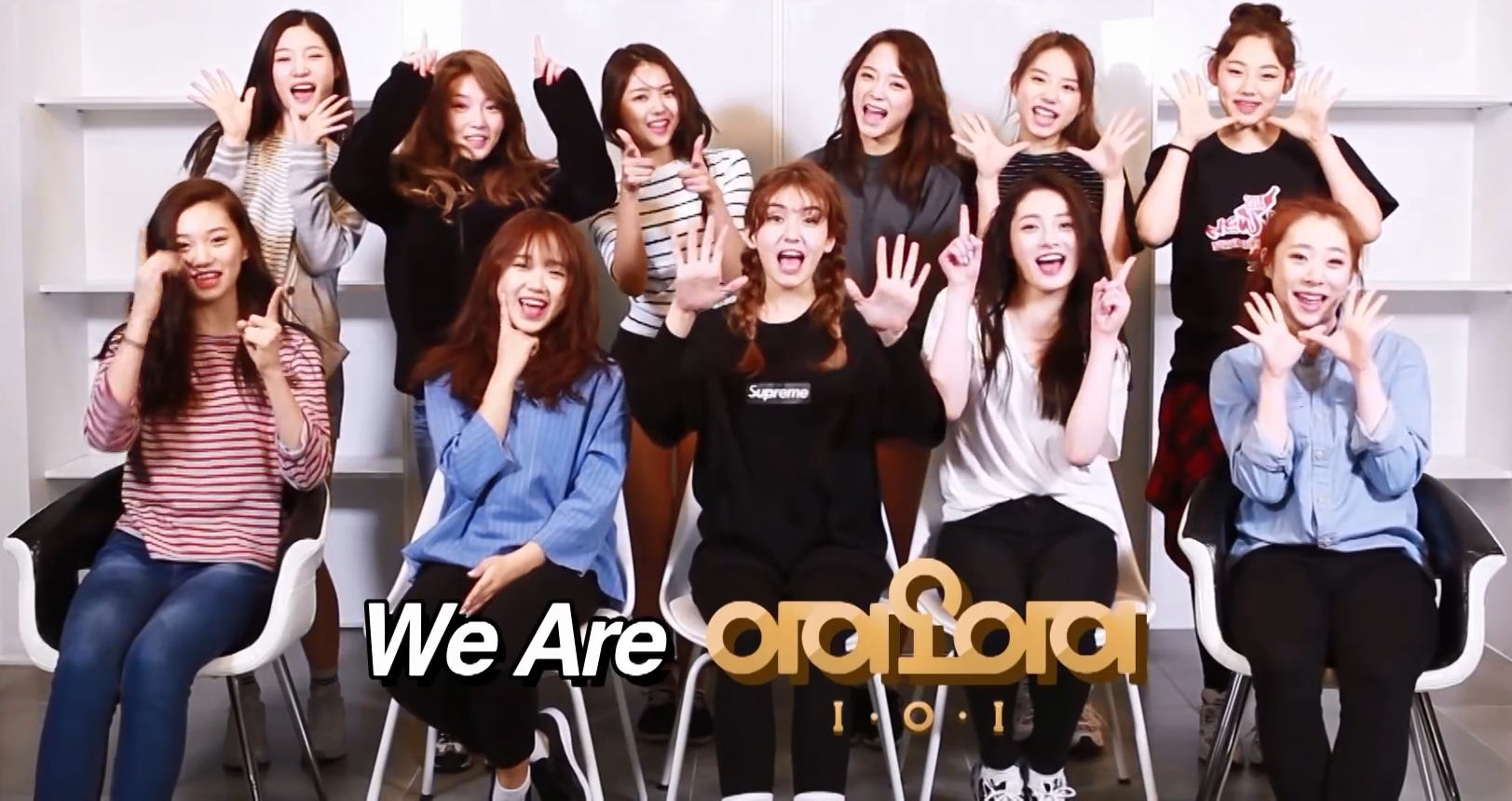
I.O.I

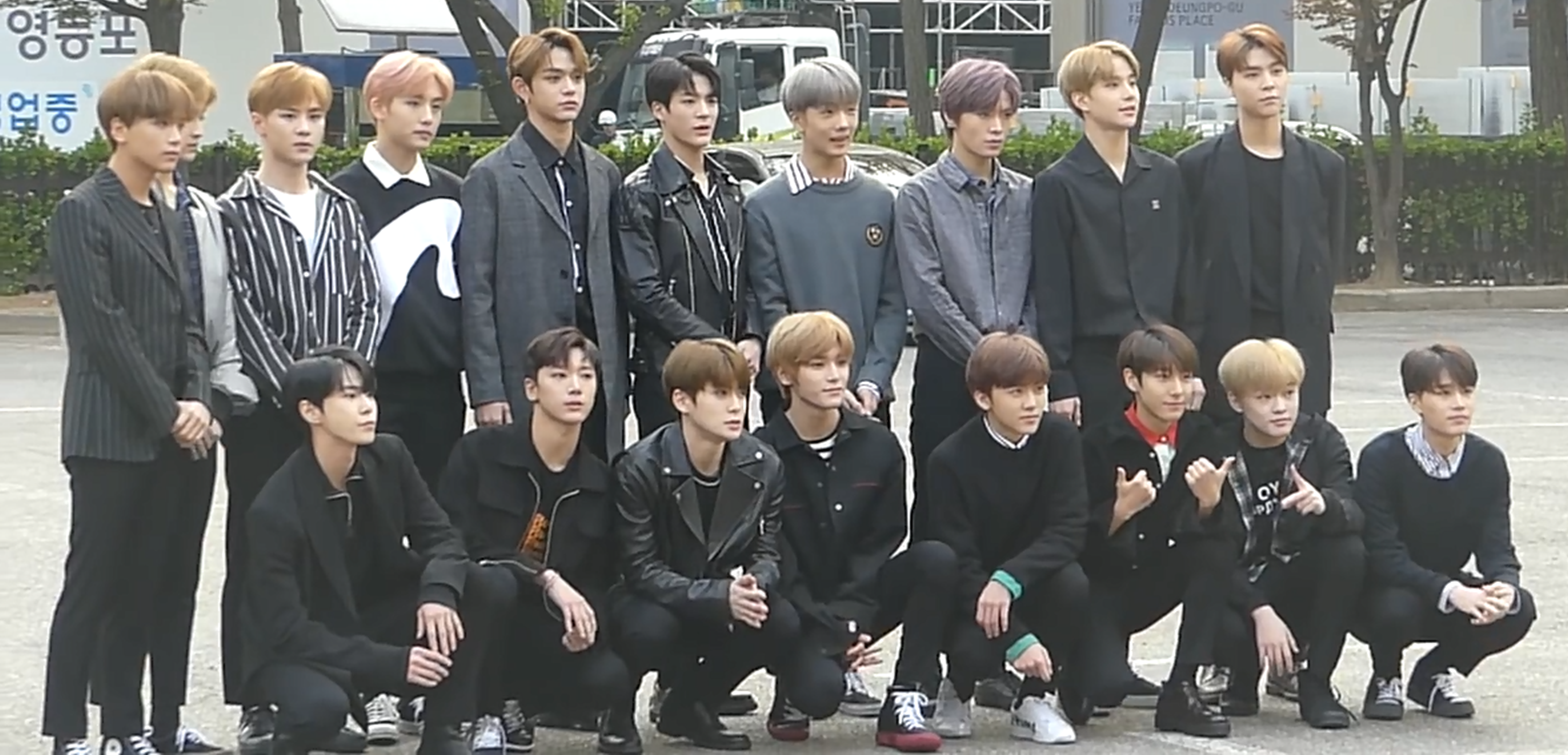
NCT

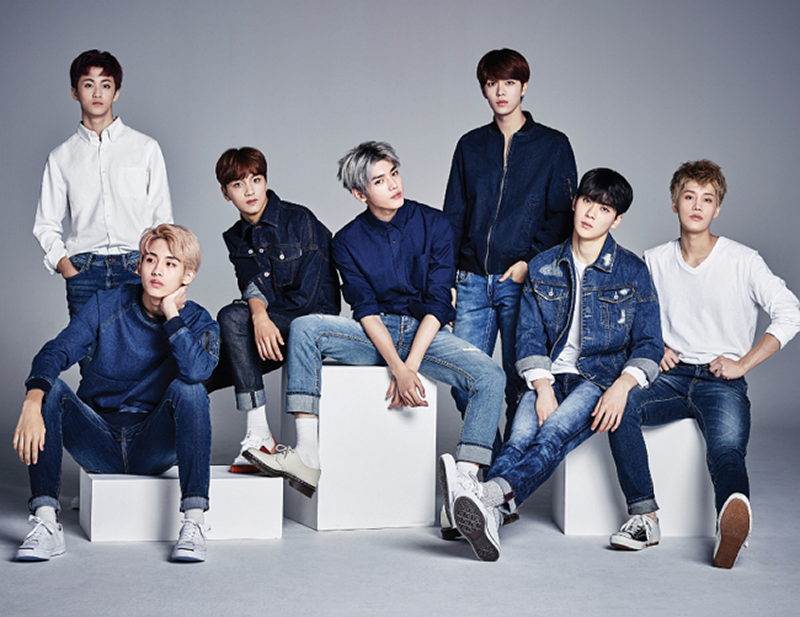
NCT 127

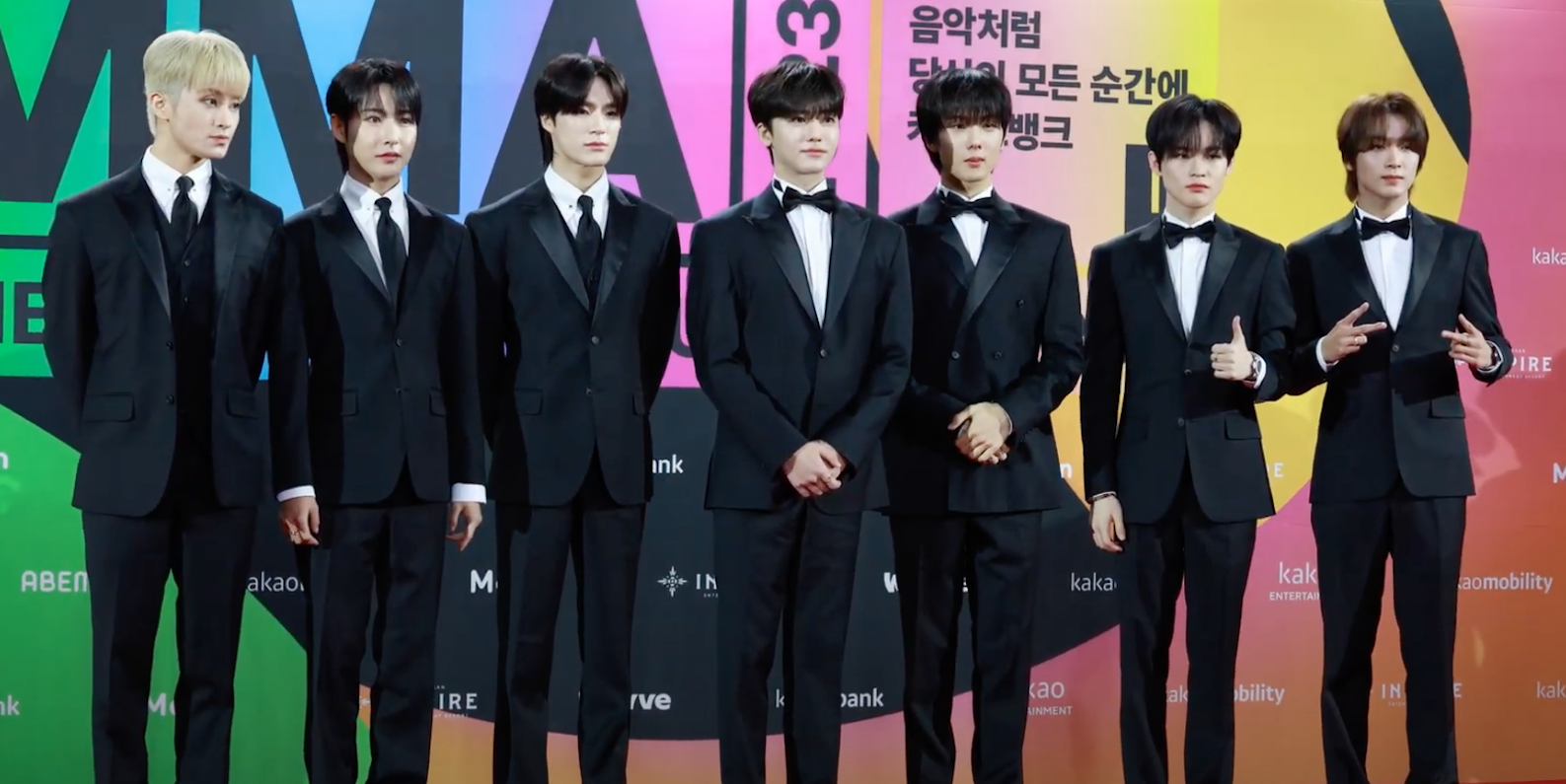
NCT Dream

Các nhóm nhạc tiêu biểu ra mắt trong năm

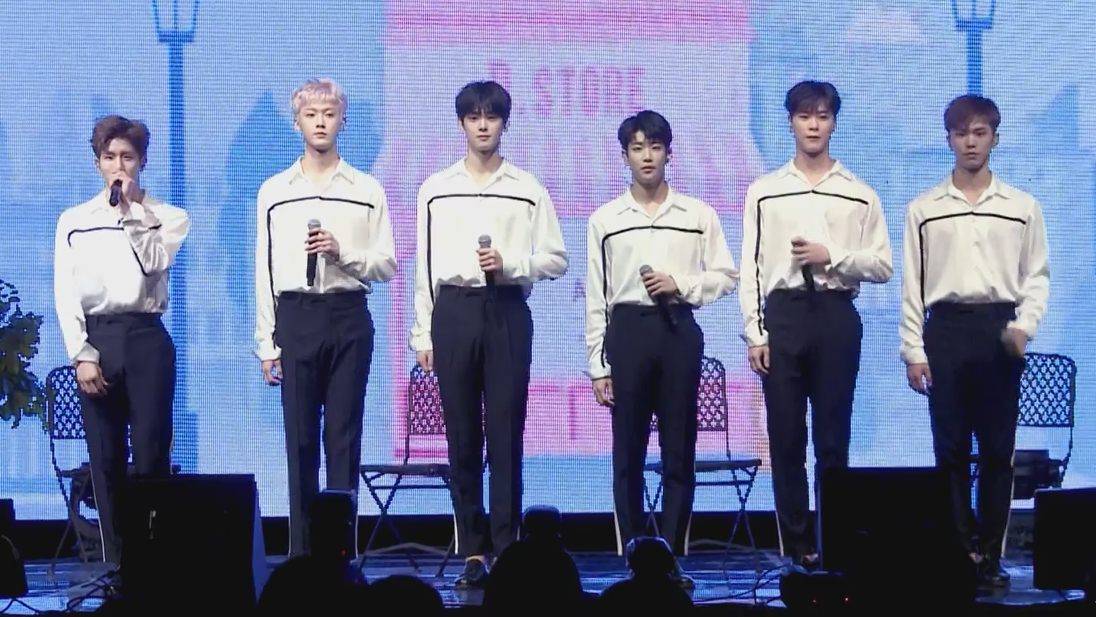
Astro

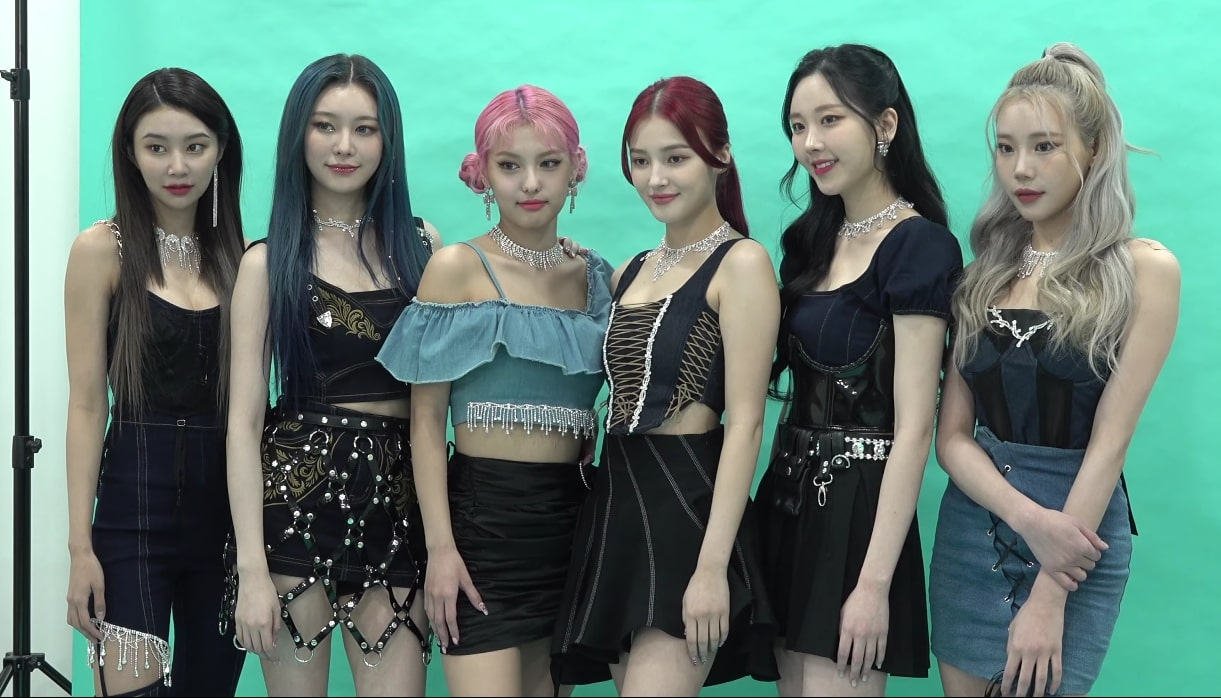
Momoland

Danh sách các nhóm nhạc ra mắt trong năm 2016
| Tên                | Tên              | Số thành viên  | Trưởng nhóm | Giới tính      | Công ty quản lý                                            | Tên fandom           | Tan rã  | Ghi chú |
| Latinh             | Hangul           | Số thành viên  | Trưởng nhóm | Giới tính      | Công ty quản lý                                            | Latinh               | Tan rã  | Ghi chú |
| ------------------ | ---------------- | -------------- | ----------- | -------------- | ---------------------------------------------------------- | -------------------- | ------- | --- |
| A.De               | 에이디이         | 7              | Suyeon      | Nữ             | 2ABLE Company                                              | —                    | 2017    | |
| A.Some             | 어썸             | 5              | —           | Nữ             | The Solution                                               | —                    | 2016    | |
| AOA Cream          | 에이오에이 크림  | 3              | —           | Nữ             | FNC Entertainment                                          | Elvis                | 2016    | Đây là nhóm nhỏ thứ hai của AOA |
| APL                | 에이플           | 5              | Seoin       | Nam            | DAM Entertainment                                          | —                    | —       | Nhóm còn có tên gọi khác là A+ |
| Astro              | 아스트로         | 6              | JinJin      | Nam            | Fantagio                                                   | AROHA                | —       | Đây là nhóm nhạc đầu tiên của công ty Fantagio |
| AxisB              | 아시즈비         | 5              | Junghoon    | Nam            | AxB Entertainment                                          | —                    | 2017    | |
| Blackpink          | 블랙핑크         | 4              | —           | Nữ             | YG Entertainment                                           | BLINK                | —       | Đây là nhóm nhạc đầu tiên của công ty YG Entertainment có thành viên ngoại quốc, là một trong những nghệ sĩ nổi tiếng nhất Hàn Quốc và có sức ảnh hưởng hàng đầu cả ở trong nước lẫn thế giới hiện nay. |
| Bling              | 블링             | 4              | Rian        | Nữ             | PS Creative                                                | —                    | 2018    | |
| Bloomy             | 블루미           | 4              | Geonyoung   | Nữ             | DS Entertainment                                           | Gardener             | 2017    | |
| Bolbbalgan4        | 볼빨간사춘기     | 2              | —           | Nữ             | Shofar Music                                               | LoBoly               | —       | Ban đầu nhóm gồm 2 thành viên. Đến ngày 2/4/2020, Shofar Music thông báo rằng Woo Ji-yoon đã rời khỏi bộ đôi này, còn Ahn Ji-young sẽ tiếp tục quảng bá với cái tên Bolbbalgan4 |
| BTOB Blue          | 비투비 블루      | 4              | Eunkwang    | Nam            | Cube Entertainment                                         | Melody               | —       | Đây là nhóm nhỏ thứ nhất của BTOB |
| Bulldok            | 불독             | 5              | Kimi        | Nữ             | Kconic Entertainment                                       | Hotdok               | 2018    | |
| C.I.V.A            | 씨아이 브이 에이 | 3              | Soomin      | Nữ             | Sony Music Korea Lee & Tak Entertainment                   | CIVARAGI             | 2016    | Bước ra từ The God of Music 2. Họ được biết đến là nhóm nhạc nhại lại I.O.I trong bài hát của họ |
| CocoSori           | 코코소리         | 2              | —           | Nữ             | Mole Entertainment                                         | —                    | 2019    | |
| WJSN               | 우주소녀         | 13             | Exy         | Nữ             | Starship Entertainment Yuehua Entertainment                | Ujung                | —       | Nhóm còn có tên gọi khác là Cosmic Girls |
| EXO-CBX            | 엑소-첸백시      | 3              | —           | Nam            | SM Entertainment                                           | EXO-L                | —       | Đây là nhóm nhỏ thứ nhất của EXO |
| Gugudan            | 구구단           | 8              | Hana        | Nữ             | Jellyfish Entertainment                                    | Danjjak/ Dear Friend | 2020    | |
| I.B.I              | 아이비아이       | 5              | —           | Nữ             |                                                            | —                    | 2017    | Bước ra từ Produce 101 |
| I.O.I              | 아이오아이       | 11             | Nayoung     | Nữ             | YMC Entertainment                                          | AngAng               | 2017    | Bước ra từ Produce 101 |
| IMFACT             | 임팩트           | 5              | —           | Nam            | Star Empire Entertainment                                  | —                    | 2022    | |
| MOBB               | —                | 2              | —           | Nam            | YG Entertainment                                           | —                    | 2019    | Đây là nhóm nhỏ 2 thành viên bao gồm Mino (Winner) và Bobby (iKON) |
| Momoland           | 모모랜드         | 6              | Hyebin      | Nữ             | MLD Entertainment                                          | Merry-Go-Round       | 2023    | Ban đầu nhóm gồm 7 thành viên. Tháng 3/2017, Double Kick Company (nay là MLD Entertainment) thông báo Daisy và Taeha được thêm vào nhóm. Đội hình 9 người được duy trì cho đến tháng 11/2019 khi Taeha và Yeonwoo rời nhóm. Ngày 13/5/2020, có thông báo rằng Daisy đã rời nhóm do những mâu thuẫn với công ty |
| NCT                | 엔시티           | Không giới hạn | —           | Nam            | SM Entertainment                                           | NCTzen               | —       | |
| NCT U              | 엔시티 유        | Không giới hạn | —           | Nam            | SM Entertainment                                           | NCTzen               | —       | Đây là nhóm nhỏ thứ nhất của NCT |
| NCT 127            | 엔시티 127       | Không giới hạn | Taeyong     | Nam            | SM Entertainment                                           | NCTzen               | —       | Đây là nhóm nhỏ thứ hai của NCT |
| NCT Dream          | 엔시티 드림      | Không giới hạn | —           | Nam            | SM Entertainment                                           | NCTzen               | —       | Đây là nhóm nhỏ thứ ba của NCT |
| Nine Muses A       | 나인뮤지스A      | 4              | Hyemi       | Nữ             | Star Empire Entertainment                                  | MINE                 | 2019    | Đây là nhóm nhỏ thứ nhất của Nine Muses |
| Pentagon           | 펜타곤           | 9              | Hui         | Nam            | Cube Entertainment                                         | Universe             | —       | Bước ra từ Pentagon Maker. Ban đầu nhóm gồm 10 thành viên. Đến ngày 14/11/2018, Cube Entertainment thông báo thành viên E'Dawn rời nhóm do những lùm xùm quanh việc hẹn hò |
| SF9                | 에스에프나인     | 9              | Youngbin    | Nam            | FNC Entertainment                                          | Fantasy              | —       | Bước ra từ D.O.B (Dance or Band) |
| The East Light     | 더 이스트라이트  | 6              | Seokcheol   | Nam            | Media Line Entertainment                                   | Sunnies              | 2018    | |
| Victon             | 빅톤             | 6              | Seungsik    | Nam            | IST Entertainment                                          | ALICE                | —       | Các thành viên Seungwoo và Byungchan từng tham gia chương trình Produce X 101, trong đó Seungwoo xếp thứ 3 chung cuộc và debut với nhóm nhạc X1. Ngày 10/11/2022, Sau khi thảo luận với nhóm và công ty IST, Heo Chan đã quyết định sẽ rời nhóm, không muốn gây thêm tổn hại sau scandal say rượu lái xe.      |
| Vromance           | 브로맨스         | 4              | Janghyun    | Nam            | RBW                                                        | Vroccoli             | —       | |
| Double S 301/SS301 | 더블에스301      | 3              | Youngsaeng  | Nam            | DSP Entertainment (2008-2009) CI Entertainment (2016-nay)  | Triple S 301         | —       | Nhóm dự án đặc biệt SS501 đã được ra mắt vào năm 2008 với tên gọi SS301 và tan rã vào năm 2009. Năm 2016 nhóm ký hợp đồng với CI và tái debut với tên mới Double S 301 |
| Dorothy            | 도로시           | 5              | Jiyu        | Nữ             | leek.mill                                                  | —                    | 2017    | Ban đầu nhóm có 6 thành viên |
| INX                | 인엑스           | 5              | Sangho      | Nam            | NA Entertainment                                           | —                    | 2017    | Họ đề đơn kiện công ty do điều kiện làm việc kém và rời đi. Năm 2018 có thông tin rằng INX đã thắng kiện |
| Heart              | 하트             | 4              | Chayou      | Nữ             | KC Entertainment                                           | —                    | 2017    | |
| HeyMiss            | 헤이미스         | 3              | —           | Nữ             | CG Entertainment                                           | —                    | —       | Năm 2018, trưởng nhóm Amin rời nhóm |
| Highteen           | 하이틴           | 4              | Hyejoo      | Nữ             | Illusion Entertainment                                     | —                    | 2019    | Ban đầu nhóm có 5 thành viên |
| Holics             | 홀릭스           | 5              | —           | Nữ             | LPA Entertainment                                          | —                    | 2022    | |
| KNK                | 크나큰           | 4              | Jihun       | Nam            | YNB Entertainment (2016-2018) 200 Entertainment (2019-nay) | Tinkerbell           | —       | Nhóm đã nhiều lần thay đổi thành viên |
| MASC               | —                | 3              | Woosoo      | Nam            | J Planet Entertainment                                     | MaBling              | 2020    | Moonbong gia nhập nhóm năm 2017 và rời nhóm năm 2020 trước khi nhóm chính thức tan rã |
| Mercury            | 머큐리           | 4              | Hanbit      | Nữ             | Gaon Entertainment                                         | —                    | 12/2016 | Nhóm có thành viên chuyển giới |
| Oh!Bliss           | 오블리스         | 5              | Mei         | Nữ             | JT Corea Entertainment                                     | —                    | 2017    | |
| Unnies (2016)      | 언니쓰           | 5              | Tiffany     | Nữ             | KBS & Loen Entertainment                                   | —                    | 2016    | Nhóm dự án được lập từ Sister's Slam Dunk mùa 1. Đội hình năm 2016: Tiffany (Girls'Generation), Min Hyorin, La Miran, Jessi, Kim Sook, Hong Jinkyung |
| Various            | 베리어스         | 4              | Heeso       | Nữ             | Cowl Entertainment                                         | Verywin              | 2018    | Ban đầu nhóm có 9 thành viên |
| Voisper            | 보이스퍼         | 4              | Daekwang    | Nam            | Evermore Music                                             | Whale                | 2021    | |
| Y TEEN             | Y틴              | 14             | —           | Nam nữ hỗn hợp | Starship Entertainment & KT                                | —                    | —       | Nhóm là sự hợp tác với công ty điện thoại KT gồm 7 thành viên Monsta X và 7 thành viên WJSN để quảng bá với tư cách là người mẫu quảng cáo cho gói điện thoại 'Y Teen' |

## 2017
Các nhóm nhạc tiêu biểu ra mắt trong năm

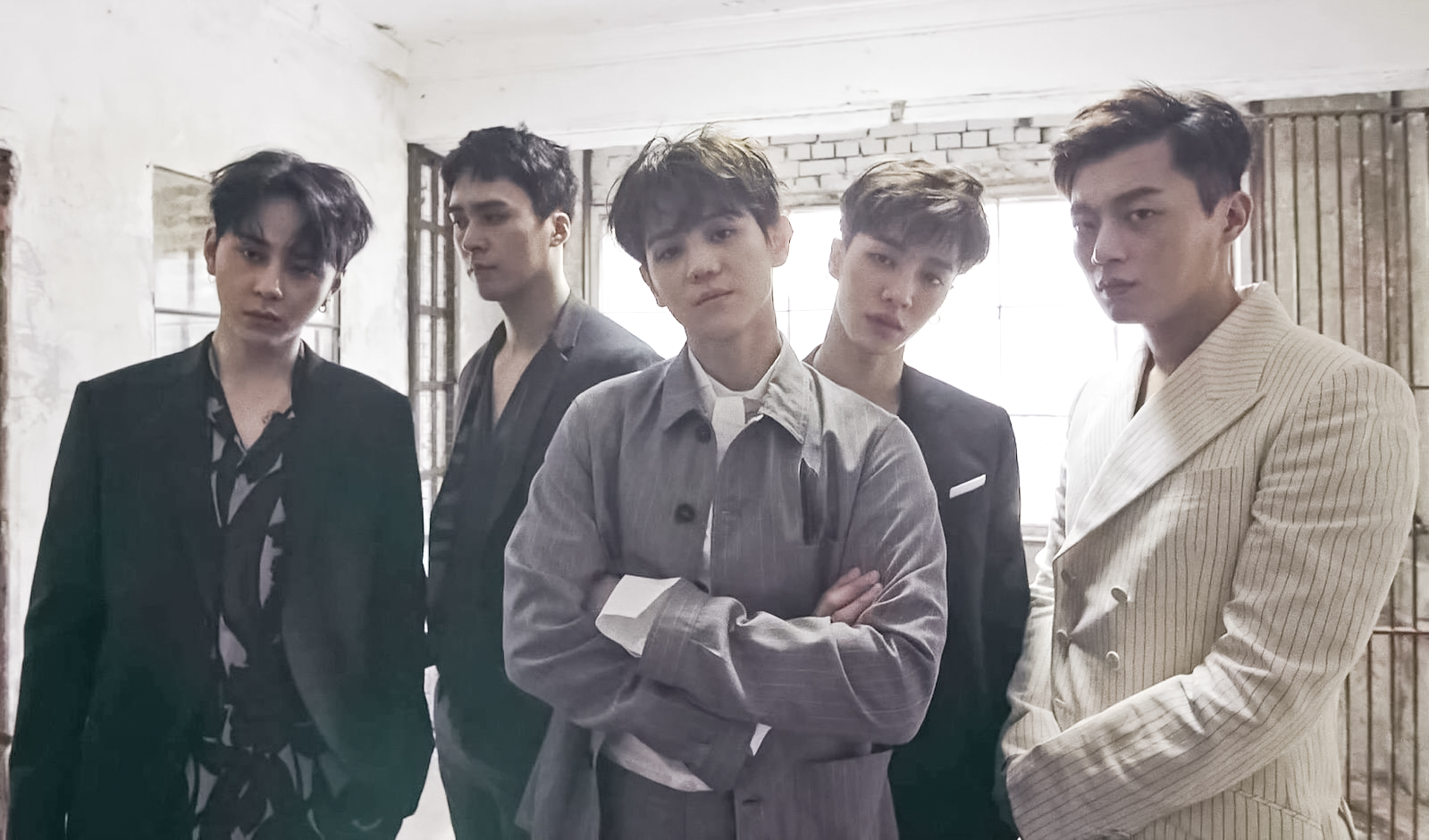
Highlight

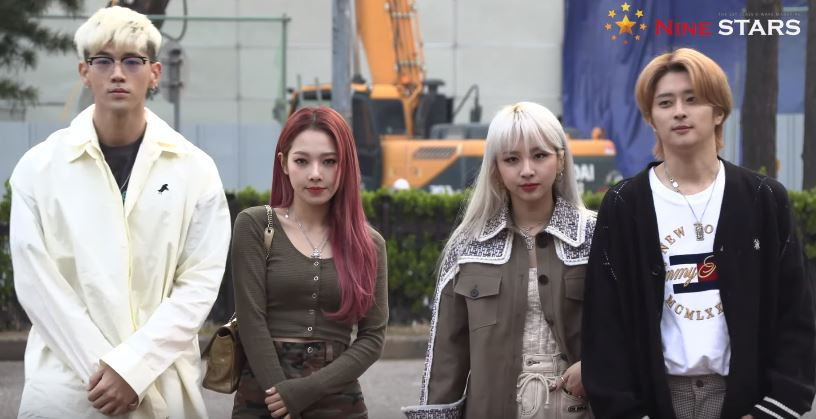
KARD

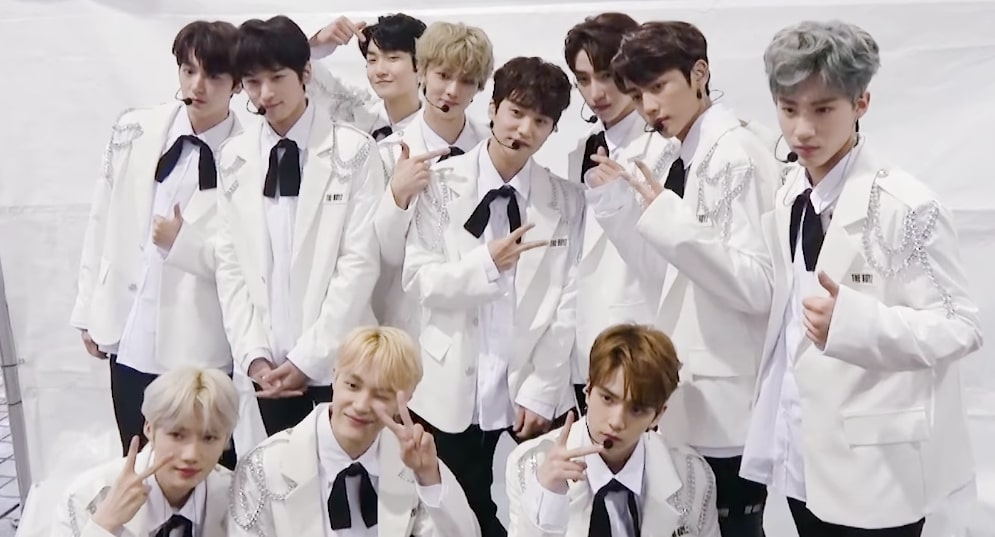
The Boyz

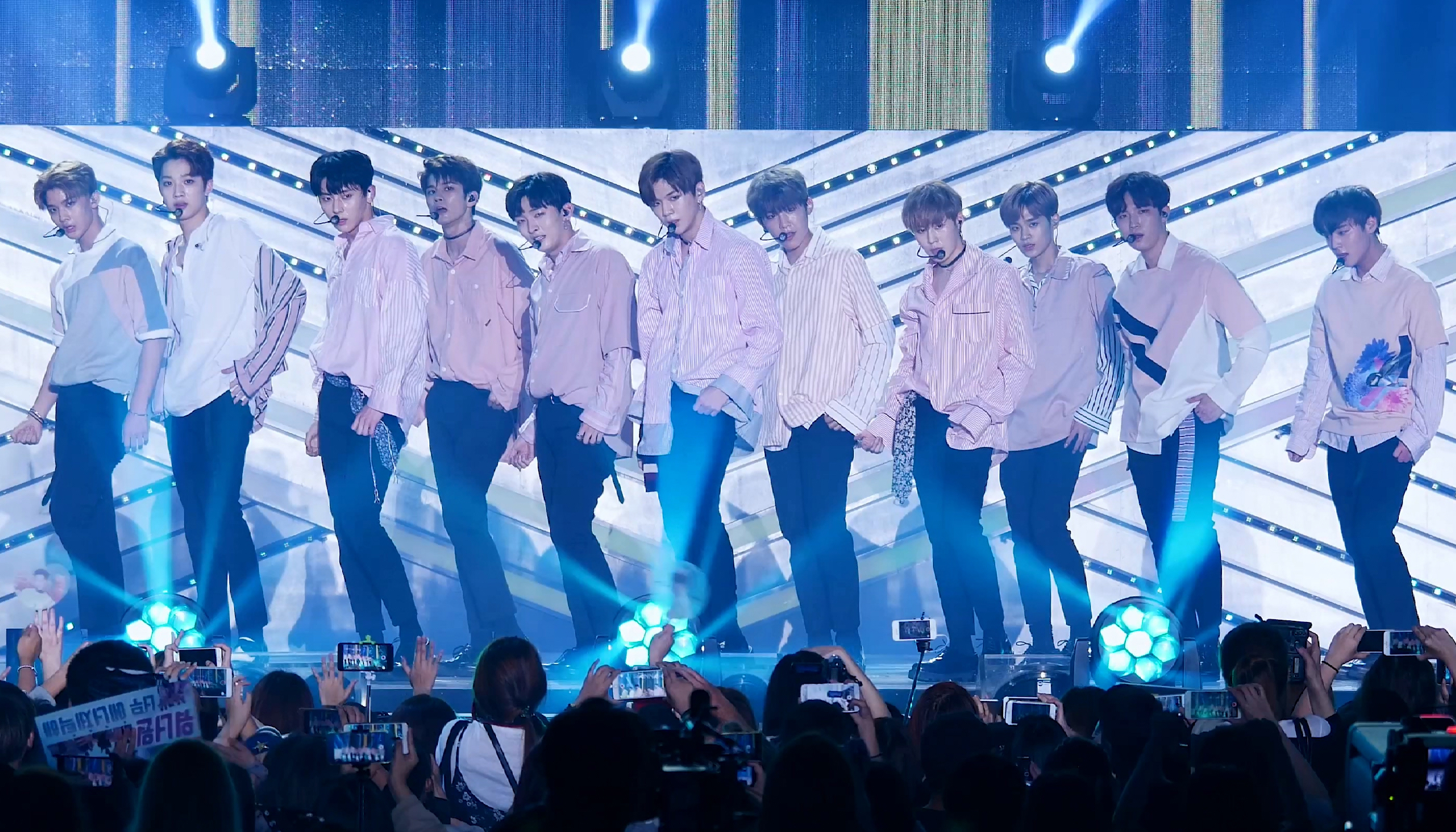
Wanna One

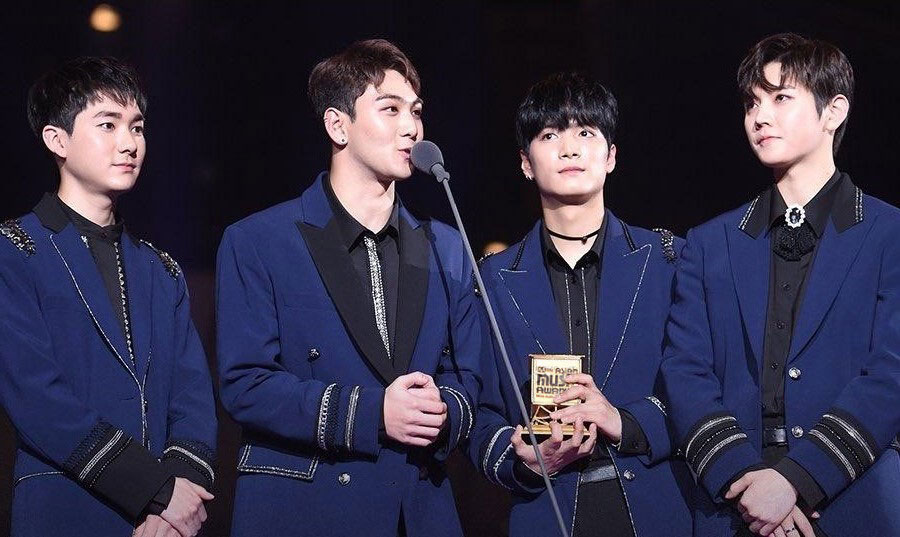
[https://en.m.wikipedia.org/wiki/NU%27EST_W NU'EST W

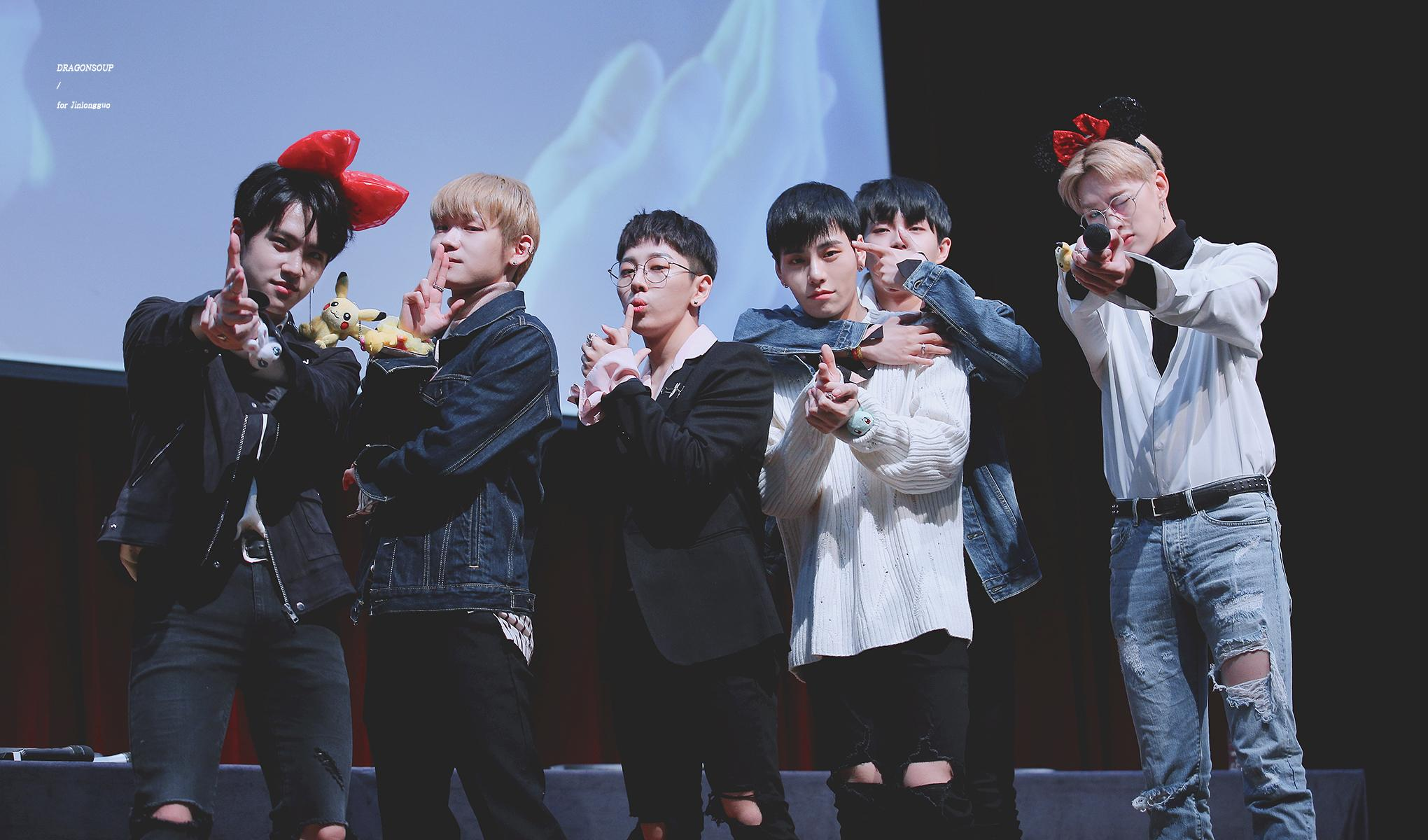
JBJ

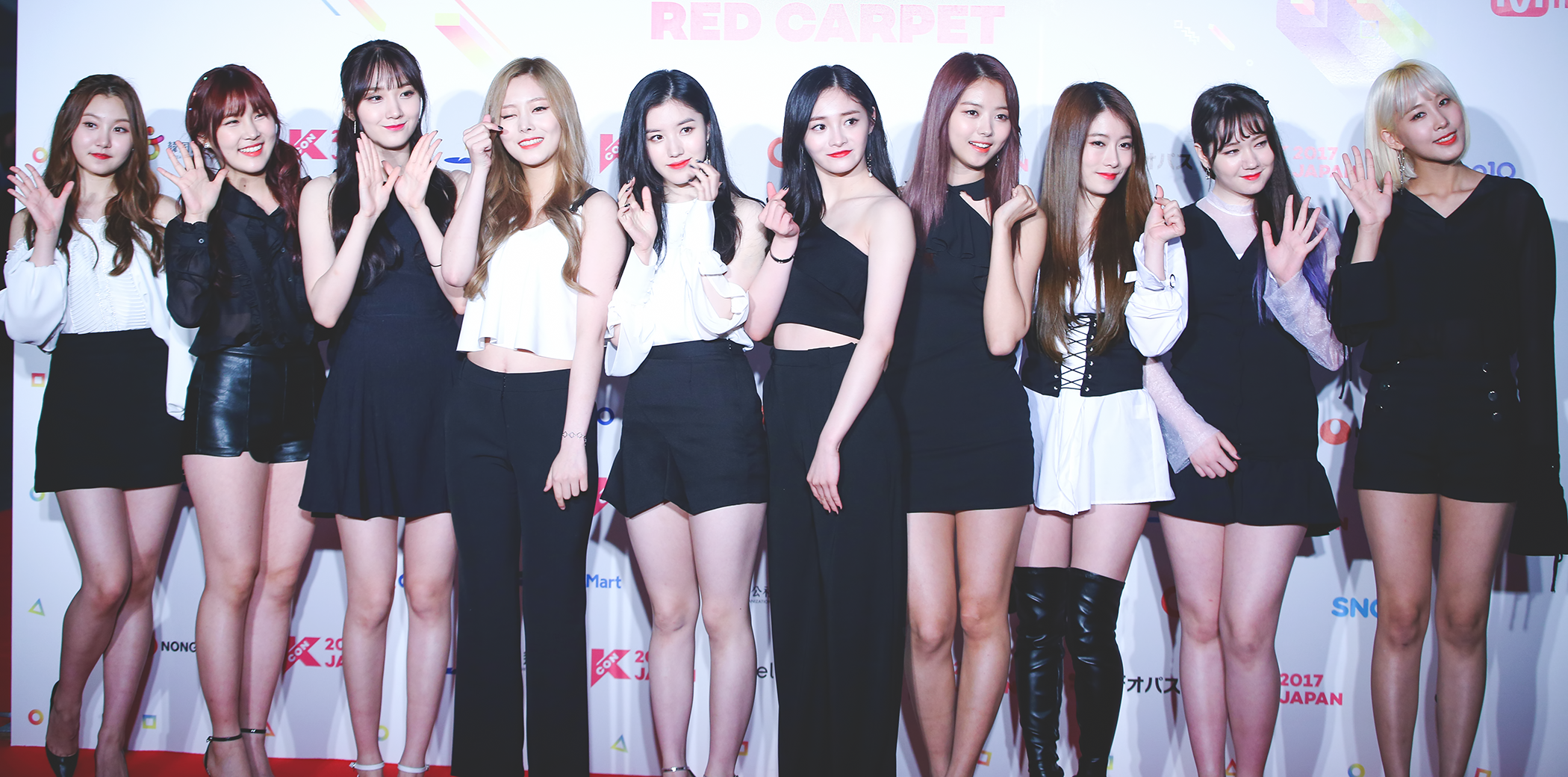
Pristin

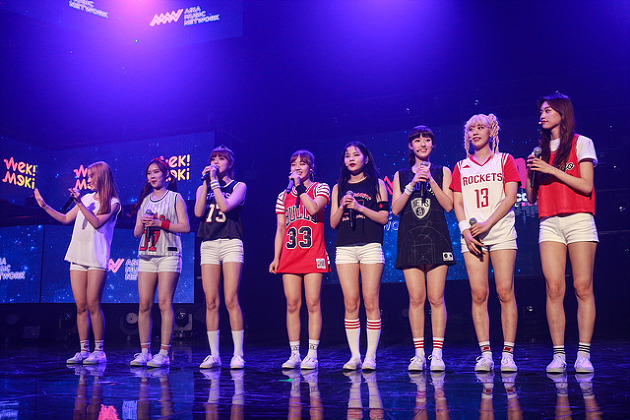
Weki Meki

Danh sách các nhóm nhạc ra mắt trong năm 2017
| Tên                   | Tên             | Số thành viên | Trưởng nhóm      | Giới tính      | Công ty quản lý                                                                     | Tên fandom            | Tan rã  | Ghi chú |
| Latinh                | Hangul          | Số thành viên | Trưởng nhóm      | Giới tính      | Công ty quản lý                                                                     | Latinh                | Tan rã  | Ghi chú |
| --------------------- | --------------- | ------------- | ---------------- | -------------- | ----------------------------------------------------------------------------------- | --------------------- | ------- | --- |
| A.C.E                 | 에이스          | 5             | Jun              | Nam            | Beat Interactive                                                                    | CHOICE                | —       | |
| Apple.B               | 애플비          | 5             | Yuji             | Nữ             | GH Entertainment                                                                    | —                     | 2018    | |
| B.HEART               | 비하트          | 4             | Tae U            | Nam            | Poong Entertainment                                                                 | —                     | 2017    | |
| Busters               | 버스터즈        | 3             | —                | Nữ             | Marbling E&M Inc. JTG Entertainment                                                 | Beotchu               | —       | |
| Dreamcatcher          | 드림캐쳐        | 7             | JiU              | Nữ             | Happy Face Entertainment                                                            | InSomnia              | —       | Đây là nhóm nhạc gồm 5 thành viên cũ của MINX và thêm 2 thành viên mới |
| Elris                 | 엘리스          | 7             | Bella            | Nữ             | Hunus Entertainment                                                                 | BLRIS                 | —       | |
| Favorite              | 페이버릿        | 6             | —                | Nữ             | Astory Entertainment                                                                | Dear                  | —       | |
| BLANC7                | 블랑세븐        | 7             | Jean Paul        | Nam            | Jackpot Entertainment                                                               | PRISM                 | 2019    | |
| Golden Child          | 골든차일드      | 10            | Daeyeol          | Nam            | Woollim Entertainment                                                               | Goldenness            | —       | |
| Honeyst               | 허니스트        | 4             | Seo Dong-sung    | Nam            | FNC Entertainment                                                                   | Honeybees             | 2019    | Bước ra từ D.O.B (Dance or Band) |
| Highlight             | 하이라이트      | 4             | Doojoon          | Nam            | Around US Entertainment                                                             | LIGHT                 | —       | Đổi tên từ Beast |
| IN2IT/SKYE            | 인투잇          | 6             | Inpyo            | Nam            | MMO Entertainment (2017–2020) First Entertainment (2020-nay)                        | IN2U                  | —       | Bước ra từ Boys24. Tháng 3/2018, Riho rời nhóm vì anh ấy mắc bệnh Meniere. Tháng 9/2019, Sunghyun rời nhóm vì lý do cá nhân. Tháng 1/2020 cả nhóm rời MMO và thành lập công ty quản lý riêng có tên là First Entertainment. Họ đổi tên nhóm thành SKYE vào tháng 3/2023      |
| JBJ                   | 제이비제이      | 6             | Roh Tae-hyun     | Nam            | Fave Entertainment                                                                  | Joyful                | 2018    | Bước ra từ Produce 101 Mùa 2 |
| KARD                  | 카드            | 4             | —                | Nam nữ hỗn hợp | DSP Media                                                                           | HiDden KARD           | —       | |
| MYTEEN                | 마이틴          | 6             | Kookheon         | Nam            | Music Works                                                                         | You''th               | 2019    | |
| ONF                   | 온앤오프        | 6             | Hyojin (ON Team) | Nam            | WM Entertainment                                                                    | FUSE                  |         | Đây là nhóm nhạc nam thứ hai của công ty WM Entertainment (sau B1A4) |
| ONF                   | 온앤오프        | 6             | J-Us (OFF Team)  | Nam            | WM Entertainment                                                                    | FUSE                  |         | Đây là nhóm nhạc nam thứ hai của công ty WM Entertainment (sau B1A4) |
| Pristin               | 프리스틴        | 10            | Nayoung          | Nữ             | Pledis Entertainment                                                                | High                  | 2019    | Có 2 thành viên đã ra mắt với I.O.I |
| RAINZ                 | 레인즈          | 7             | Seong-ri         | Nam            | Kiss Entertainment                                                                  | RAINZER               | 2018    | |
| S2                    | 에스투          | 6             | Soyul            | Nữ             | Climix Entertainment                                                                | —                     | —       | |
| Seven O'Clock         | 세븐어클락      | 6             | Hangyeom         | Nam            | Staro Entertainment KDH Entertainment                                               | R.O.S.E               | 2021    | |
| The Boyz              | 더보이즈        | 11            | Sangyeon         | Nam            | IST Entertainment                                                                   | The.B                 | —       | |
| TRCNG                 | 티알씨엔지      | 9             | Taeseon          | Nam            | TS Entertainment                                                                    | Champion              | 2021    | |
| Triple H              | 트리플 H        | 3             | —                | Nam nữ hỗn hợp | Cube Entertainment                                                                  | —                     | 2018    | Đây là nhóm nhỏ 3 thành viên bao gồm HyunA, Hui (Pentagon) và cựu thành viên Pentagon E'Dawn |
| Wanna One             | 워너원          | 11            | Yoon Ji-sung     | Nam            | YMC Entertainment (16/6/2017 –31/5/2018) Swing Entertainment (1/6/2018 –31/12/2018) | Wannable              | 2018    | Bước ra từ Produce 101 Mùa 2 |
| Weki Meki             | 위키미키        | 8             | Suyeon           | Nữ             | Fantagio                                                                            | Ki-Ling               | —       | Đây là nhóm nhạc thứ hai của công ty Fantagio (sau Astro) |
| Nu'est W              | 뉴이스트 W      | 4             | JR               | Nam            | Pledis Entertainment                                                                | L.O.Λ.E               | 2018    | Đây là nhóm nhỏ của Nu'est, nhóm hoạt động trong thời gian đợi Minhyun trở về |
| 1NB                   | 원앤비          | 5             | Shinhye          | Nữ             | Trivus Entertainment                                                                | —                     | 2018    | Ban đầu nhóm có 6 thành viên |
| 14U                   | 원포유          | 14            | E.Sol            | Nam            | BG Entertainment                                                                    | Only U                | 2019    | Nhóm được chia thành 2 nhóm nhỏ: Xplosive và Lucky |
| 3RACHA                | 쓰리라차        | 3             | CB97             | Nam            | JYP Entertainment                                                                   | Stay                  | —       | Nhóm nhỏ chuyên sản xuất âm nhạc Stray Kids gồm CB97 (Bangchan), Spearb (Changbin) và J.One (Han) nhóm ra mắt trước khi Stray Kids debut |
| ABRY                  | 쓰리라차        | 2             | Gayun            | Nữ             | withHC                                                                              | —                     | —       | Ban đầu nhóm có 4 thành viên |
| Blah Blah             | 블라블라        | 5             | Jiwoo            | Nữ             | FAB Entertainment                                                                   | Blah Some             | 2019    | |
| Black6ix              | 블랙식스        | 6             | Taeyoung         | Nam            | Black Helo Entertainment                                                            | Blackpearl            | 2021    | |
| BLK                   | 비엘케이        | 7             | D.A              | Nam            | BYKING Entertainment (2017-2018) & Checkmate Entertainment (2017-2018)              | —                     | 2018    | Tên trước đây là ACEMAX-BLK. Năm 2023 4/7 thành viên tái hợp tham gia Peak Time |
| BONUSBaby             | 보너스베이비    | 5             | Moonhee          | Nữ             | Maroo Entertainment                                                                 | —                     | 2020    | Năm 2018 em út Kongyoo rời nhóm |
| Duetto                | 듀에토          | 2             | —                | Nam            | Starship Entertainment (2017-2021) Highline Entertainment (2021-nay)                | Duetti                | —       | |
| Girls' Alert          | 소녀주의보      | 3             | Jisung           | Nữ             | Roots Entertainment                                                                 | Weather               | —       | Ban đầu nhóm có 6 thành viên |
| IM                    | 아이엠          | 4             | Taeeun           | Nam            | MBK Entertainment (trước khi ra mắt) Yama&Hotchicks Entertainment (2017-2019)       | —                     | 2019    | Đây là nhóm nhỏ của IM66. IM66 dự kiến sẽ ra mắt với 10 thành viên vào tháng 9/2017. Tuy nhiên kế hoạch đã đỗ vỡ và chỉ ra mắt được nhóm nhỏ IM với 4 thành viên |
| IZ                    | 아이즈          | 4             | Hyunjun          | Nam            | Music K Entertainment                                                               | ILUV                  | —       | |
| MXM                   | 엠엑스엠        | 2             | Youngmin         | Nam            | Brand New Music                                                                     | —                     | 2018    | Bộ đôi ra mắt sau khi trở về Produce 101 mùa 2 gồm Youngmin (bị loại ở chung kết) và Donghyun (bị loại ở tập 10). Sau này họ được xem như một nhóm nhỏ của AB6IX |
| Hyeongseop X Euiwoong | 형섭 x 의웅     | 2             | —                | Nam            | Yuehua Entertainment                                                                | —                     | 2021    | Dự án nhóm nhạc với Ahn Hyeongseop và Lee Euiwoong sau khi kết thúc Produce 101 mùa 2. Họ tan rã sau khi tập trung ra mắt cùng Tempest |
| Good Day              | 굿데이          | 10            | Heejin           | Nữ             | C9 Entertainment                                                                    | Haru                  | 2019    | |
| S.I.S                 | 에스아이에스    | 4             | Minzy            | Nữ             | XX Entertainment                                                                    | MILY                  | —       | J-sun và Dal rời nhóm vào năm 2019 |
| Hashtag               | 해시태그        | 5             | Hyunji           | Nữ             | LUK Factory (2017-nay) & Wannabe Entertainment (2022-nay)                           | Happi                 | —       | Họ được sản xuất bởi cựu thành viên Baby VOX Kan Mi Youn. Ban đầu nhóm có 7 thành viên |
| H.U.B                 | 에이치유비      | 2             | Rui              | Nữ             | New Planet Entertainment                                                            | WE.B                  | 2019    | Trước khi chính thúc tan rã đã có 6 thành viên rời nhóm vào năm 2018 |
| WALWARI               | 왈와리          | 3             | Mr. Boombox      | Nam nữ hỗn hợp | Noori Entertainment                                                                 | —                     | 2020    | Ban đầu nhóm có 5 thành viên |
| G-reyish              | 그레이시        | 4             | Hyeji            | Nữ             | Hyuk&Company (2017-2021) BIGOCEAN ENM (2021-2022)                                   | Syrup                 | 2022    | Hyunseo rời nhóm năm 2018 |
| South Club            | 사우스클럽      | 4             | Taehyun          | Nam            | P&B Entertainment                                                                   | AMP                   | —       | Ban đầu nhóm 9 thành viên và có cả thành viên nữ |
| Longguo & Shihyun     | 용국 & 시현     | 2             | —                | Nam            | Choon Entertainment                                                                 | —                     | 2018    | Bộ đôi được ra mắt gồm Yongguk và Shihyun sau khi họ tham gia Produce 101 mùa 2. Yongguk còn là thành viên của JBJ |
| WeAreYoung            | 위아영          | 2             | —                | Nam            | MYmusic Entertainment                                                               | —                     | —       | |
| The Rose              | 더로즈          | 4             | Woosung          | Nam            | J&Star Company (2017-2020) Windfall (2022-nay)                                      | Black Rose            | —       | The Rose đã đệ đơn kiện J&Star Company để chấm dứt hợp đồng độc quyền của họ do quản lý yếu kém vào năm 2020. Năm 2022 họ tự lập công ty mới |
| TST                   | 일급비밀        | 4             | Ain              | Nam            | KJ Music Entertainment                                                              | HANA                  | 2020    | Trước đây tên nhóm là 7STONE, vì ban đầu có 7 thành viên |
| MVP                   | 엠브이피        | 5             | Kanghan          | Nam            | PH Entertainment                                                                    | VICTORY               | 2022    | Ban đầu nhóm có 7 thành viên |
| Mind U                | 마인드유        | 2             | —                | Nam            | Starship Entertainment                                                              | —                     | —       | Ban đầu nhóm ra mắt vào năm 2013 dưới Bridge Media với tên Acourve. Sau đã chấm dứt hợp đồng với công ty cũ, ký kết với Starship Entertainment và tái ra mắt với tên Mind U                                                                                                  |
| P.O.P                 | 피오피          | 6             | Haeri            | Nữ             | DWN Entertainment                                                                   | —                     | 2018    | |
| Varsity               | 바시티          | 12            | Kid              | Nam            | Global K Center (2017) Jungle Entertainment (2017-2020)                             | Union                 | 2020    | Năm 2018, họ chia thành 2 nhóm nhỏ 5 thành viên hoạt động tại Trung Quốc và 7 thành viên hoạt động tại Hàn |
| SURPRISE U            | 서프라이즈 U    | 4             | —                | Nam            | Fantagio                                                                            | —                     | —       | Họ là một nhóm diễn viên hoạt động song song ca hát. Năm 2019 thành viên Cha In Ha đã qua đời tại nhà riêng với nghi vấn tự tử. |
| LipBubble             | 립버블          | 7             | Winy             | Nữ             | Zenith Media                                                                        | Cooing                | 2019    | Ban đầu nhóm có 10 thành viên |
| O My Jewel            | 오마주          | 3             | Sanha            | Nữ             | Acoustic Company & Frientree Entertainment.                                         | —                     | 2018    | Jeonghee rời nhóm vào tháng 12/2017 vì lý do sức khỏe |
| Vermuda               | 버뮤다          | 5             | U                | Nam            | Pacemaker Entertainment                                                             | Triangle              | —       | |
| GreatGuys             | 멋진녀석들      | 3             | Horyeong         | Nam            | DNA Entertainment                                                                   | Grace                 | —       | Ban đầu nhóm có 9 thành viên |
| Busters               | 버스터즈        | 5             | Jieun            | Nữ             | Marbling Entertainment & JTG Entertainment                                          | —                     | 2020    | Các thành viên cũng nằm trong nhóm dự án MyBling |
| Hi Cutie              | 하이큐티        | 2             | Yujin            | Nữ             | Space Entertainment                                                                 | Bellus                | —       | Ban đầu nhóm có 5 thành viên |
| Gugudan OGUOGU        | 구구단 오구오구 | 2             | Mina             | Nữ             | Jellyfish Entertainment                                                             | Danjjak / Dear Friend | 2020    | Đây là nhóm nhỏ của Gugudan |
| H.B.Y                 | 열혈남아        | 4             | —                | Nam            | Rainbow Entertainment (2017) OPUS Entertainment (2017-2020)                         | Aurora                | 2020    | Trưởng nhóm Bin rời nhóm năm 2018 |
| BAIKAL                | 바이칼          | 7             | Dokka            | Nam            | BAIKAL Entertainment                                                                | SWAN                  | 2019    | |
| Yellow Bee            | 옐로비          | 5             | Ryuhee           | Nữ             | AD                                                                                  | Honey Jars            | 2020    | Đội hình thành viên đã thay đổi hoàn toàn vào năm 2019. Năm 2020, công ty quản lý của họ đã đưa ra tuyên bố chính thức về việc tan rã do hành vi bừa bãi trong đời tư của một thành viên, sau đó Ari đã đính chính rằng họ bị quản lý và nhân viên công ty quấy rối tình dục |
| UNLOCK                | 언락            | 2             | —                | Nam            | Blessing Entertainment                                                              | —                     | 2019    | |
| HeyGirls              | 헤이걸스        | 2             |                  | Nữ             | Moai Entertainment                                                                  | HAVEN                 | 2023    | HeyGirls là sự tái ra mắt và đổi của Black Queen, nhóm đã thay đổi hoàn toàn đội hình và thành viên |
| EXP Edition           | 이엑스피 에디션 | 4             | Frankie          | Nam            | IMMABB Entertainment                                                                | BB                    | 2020    | Đây là ban nhạc K-pop đầu tiên không phải người Hàn Quốc |
| HINT                  | 힌트            | 5             | Hyejin           | Nữ             | Swan Media Entertainment                                                            | Answer                | 2022    | Họ ra mắt vào ngày năm 2013 dưới Star Pro Entertainment. Năm 2017 họ đổi tên thành HINT và tái debut với đội hình mới |
| VIVA                  | 비바            | 4             | Gayeon           | Nữ             | SHINE E&M                                                                           | —                     | 2019    | |
| S.E.T                 | 에스이티        | 3             | —                | Nữ             | Hoonstar Entertainment                                                              | —                     | 12/2017 | Tên nhóm trước đây là s3t |
| MARMELLO              | 마르멜로        | 4             | —                | Nữ             | Rolling CultureOne                                                                  | MARMALADE             | 2019    | |
| Chic Angle            | 시크엔젤        | 3             | U-Hee            | Nữ             | Liz Entertainment                                                                   | An.Q                  | —       | Dayeon rời nhóm năm 2023 |
| GeeGu                 | 지구            | 6             | Haeyeon          | Nữ             | Star Entertainment                                                                  | Gravity               | 2019    | Tên nhóm trước đây là Gate9s vì ban đầu họ có 9 thành viên |
| M.O.N.T               | 몬트            | 3             | Narachan         | Nam            | FM Entertainment                                                                    | MINT                  | —       | |
| S2U                   | 에스투유        | 4             | Sujeong          | Nữ             | One Shot Entertainment                                                              | —                     | 2019    | |
| Chloris               | 클로리스        | 4             | Seonwoo          | Nữ             | FAB Entertainment                                                                   | Chlover               | 2020    | |
| BCHCS                 | 빈챈현스S       | 5             | Eunice           | Nữ             | MBK Entertainment                                                                   | AID                   | 2022    | Đây là nhóm nhỏ đầu tiên của DIA |
| L.U.B                 | 루비            | 2             | —                | Nữ             | MBK Entertainment                                                                   | AID                   | 2022    | Đây là nhóm nhỏ thứ 2 của DIA. Năm 2019 Jenny và Eunjin rời nhóm |

## 2018
Các nhóm nhạc tiêu biểu ra mắt trong năm

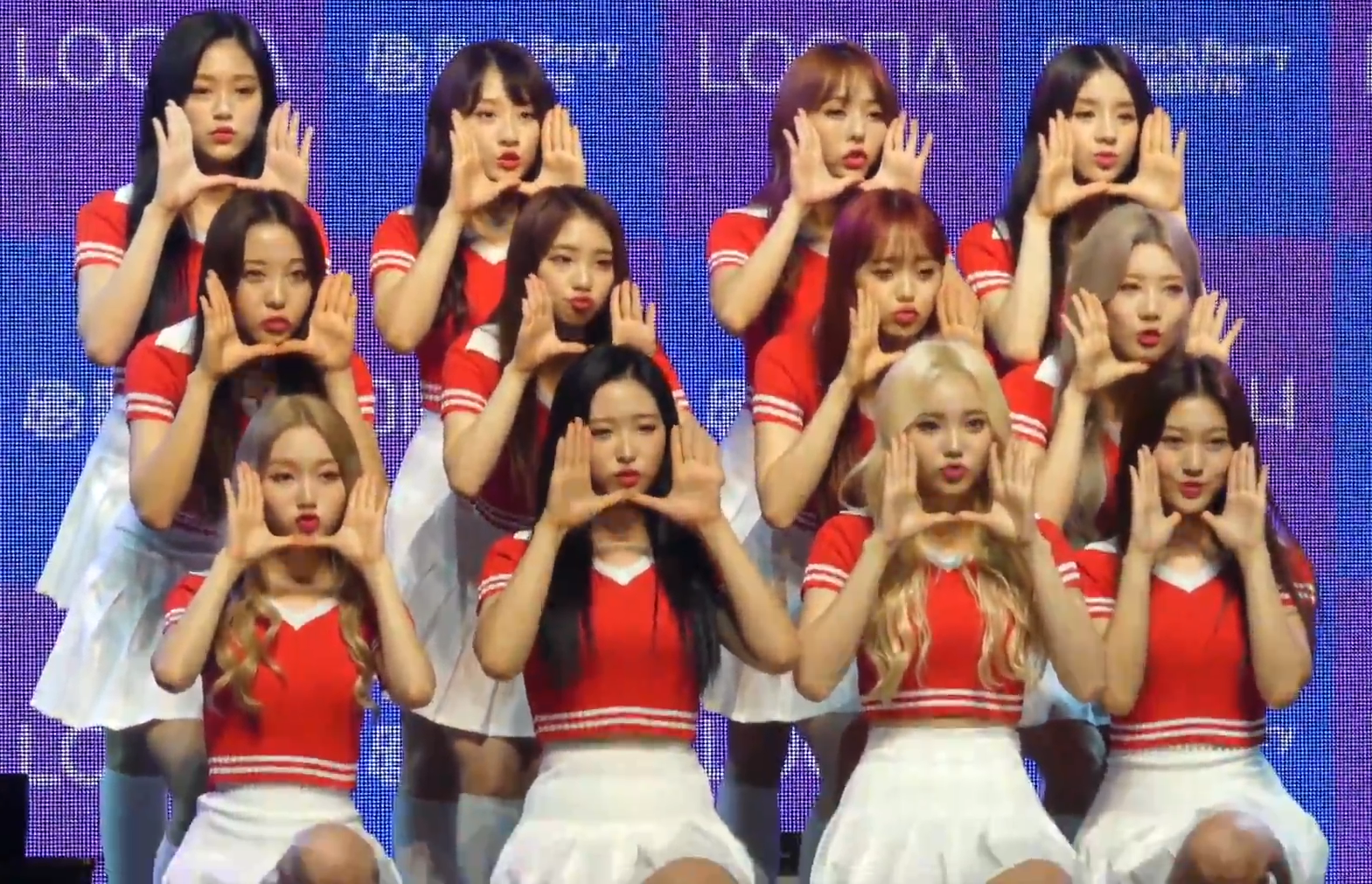
Loona

Danh sách các nhóm nhạc ra mắt trong năm 2018
| Tên                     | Tên                       | Số thành viên | Trưởng nhóm  | Giới tính | Công ty quản lý                                                                                                   | Tên fandom            | Tan rã  | Ghi chú |
| Latinh                  | Hangul                    | Số thành viên | Trưởng nhóm  | Giới tính | Công ty quản lý                                                                                                   | Latinh                | Tan rã  | Ghi chú |
| ----------------------- | ------------------------- | ------------- | ------------ | --------- | --- | --------------------- | ------- | --- |
| ATEEZ                   | 에이티즈                  | 8             | Hongjoong    | Nam       | KQ Entertainment                                                                                                  | ATINY                 | —       | |
| D-Crunch                | 디크런치                  | 6             | Hyunwook     | Nam       | All-S Company (6/8/2018 – 4/2/2020) AI GRAND Korea (5/2/2020 – nay)                                               | DIANA                 | 2022    | |
| Dongkiz                 | 동키즈                    | 5             | Wondae       | Nam       | Dongyo Entertainment                                                                                              | Dong-Ari              | —       | |
| Dream Note              | 드림노트                  | 6             | Youi         | Nữ        | iMe KOREA | Page                  | —       | |

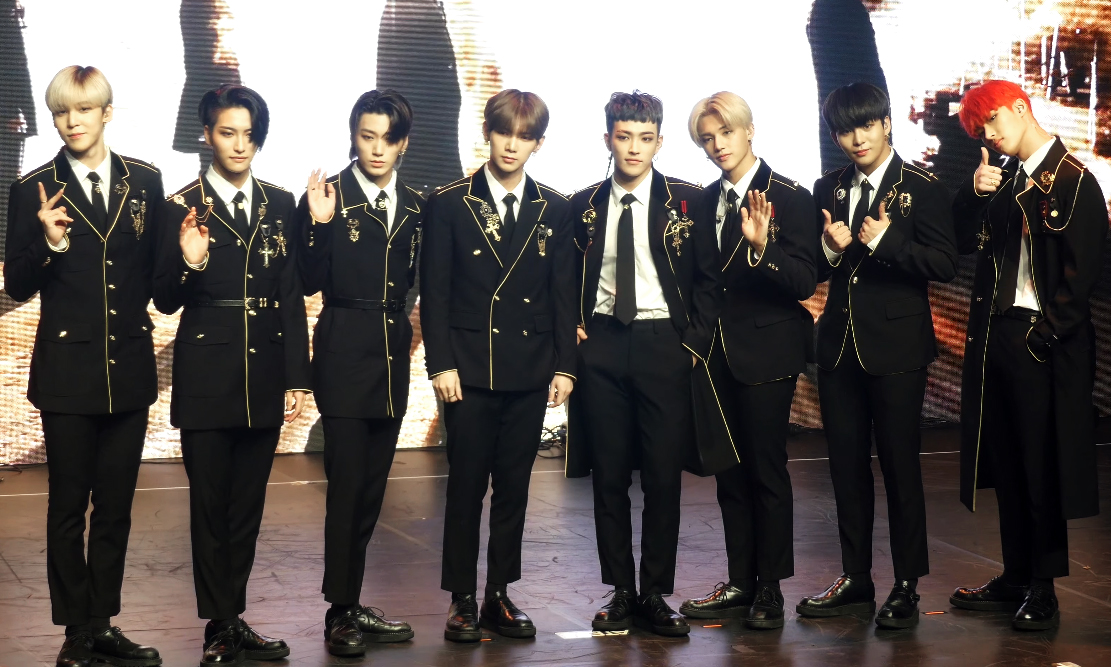
ATEEZ

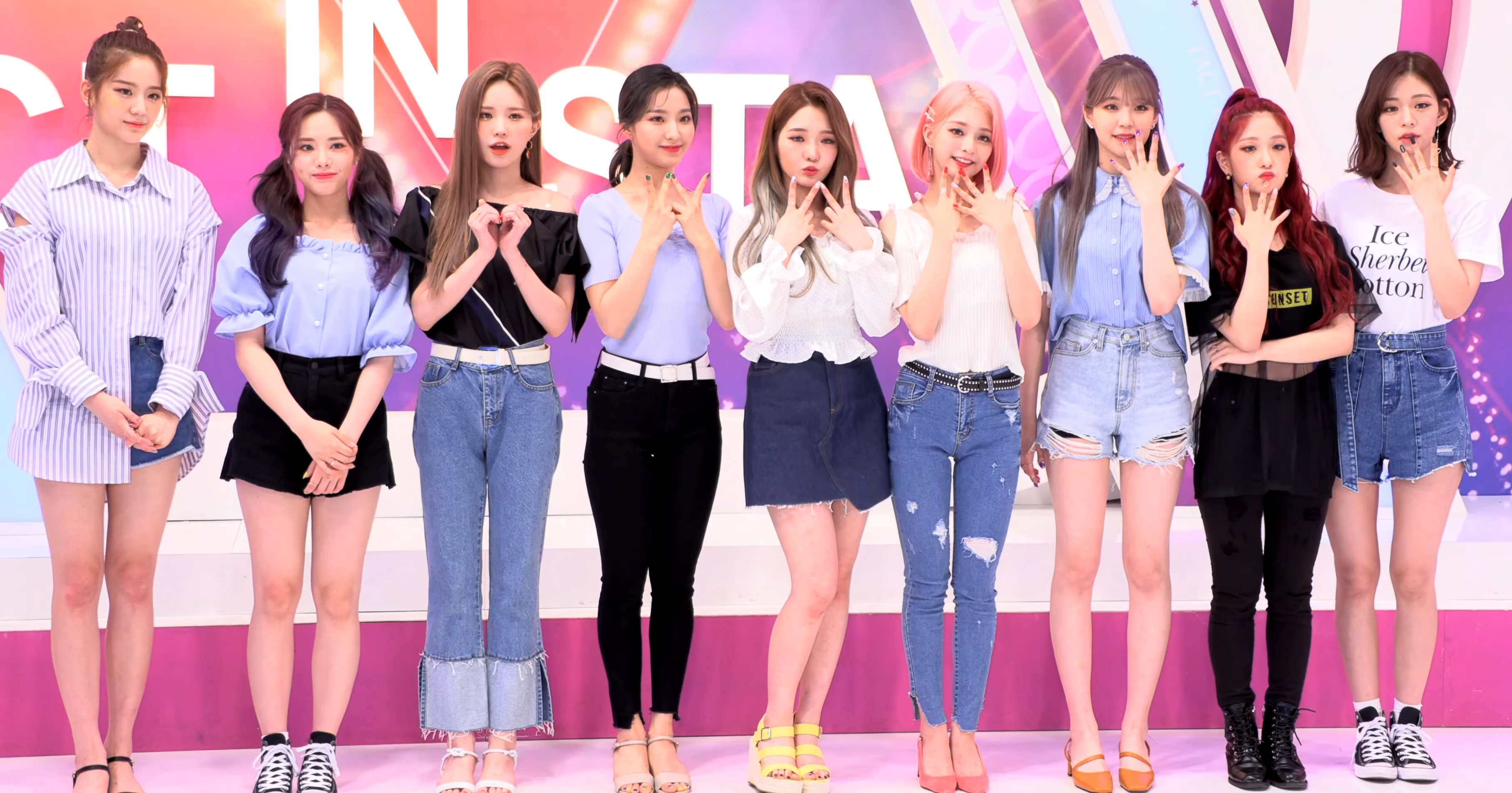
Fromis 9

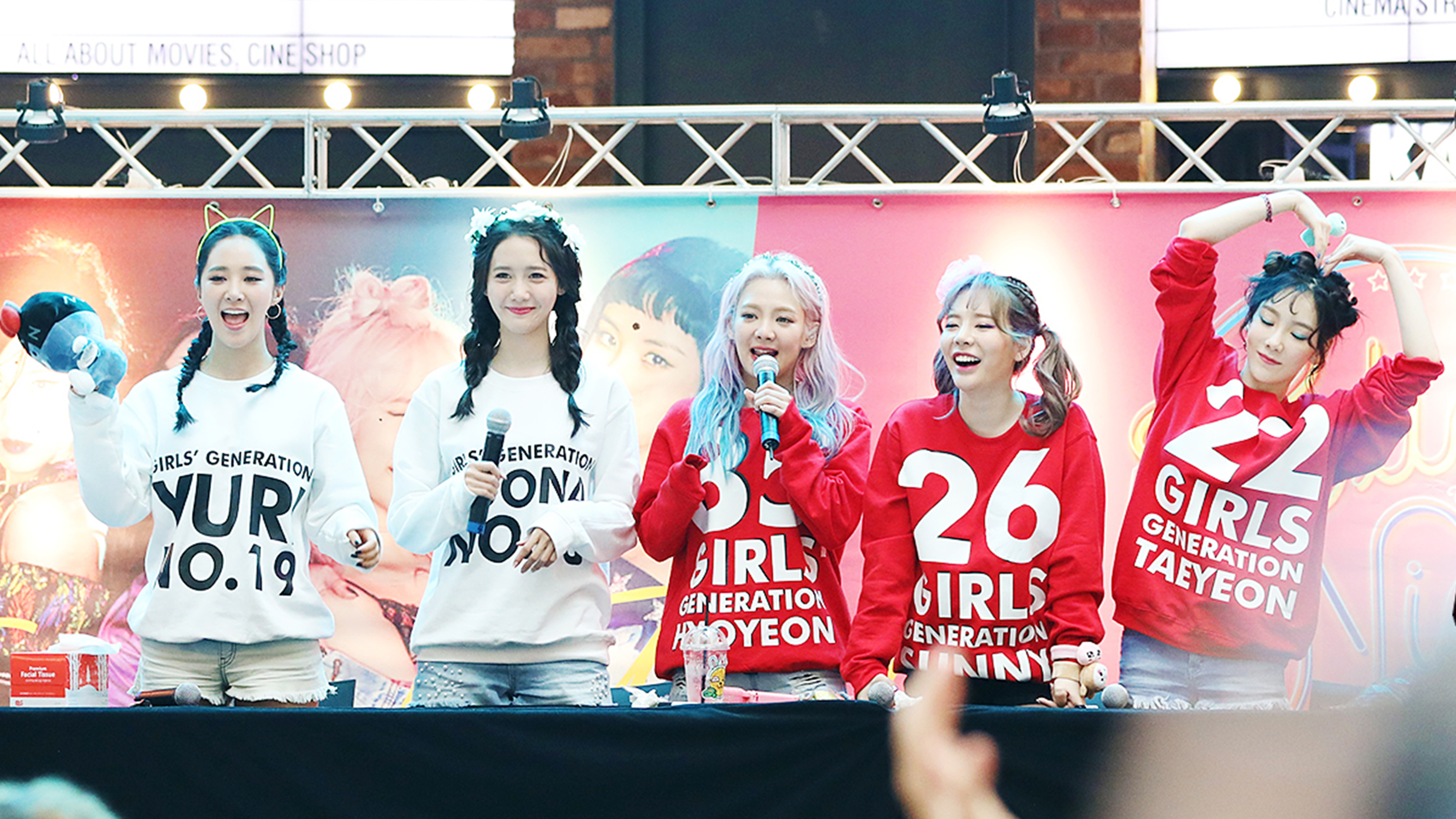
Girls' Generation-Oh!GG

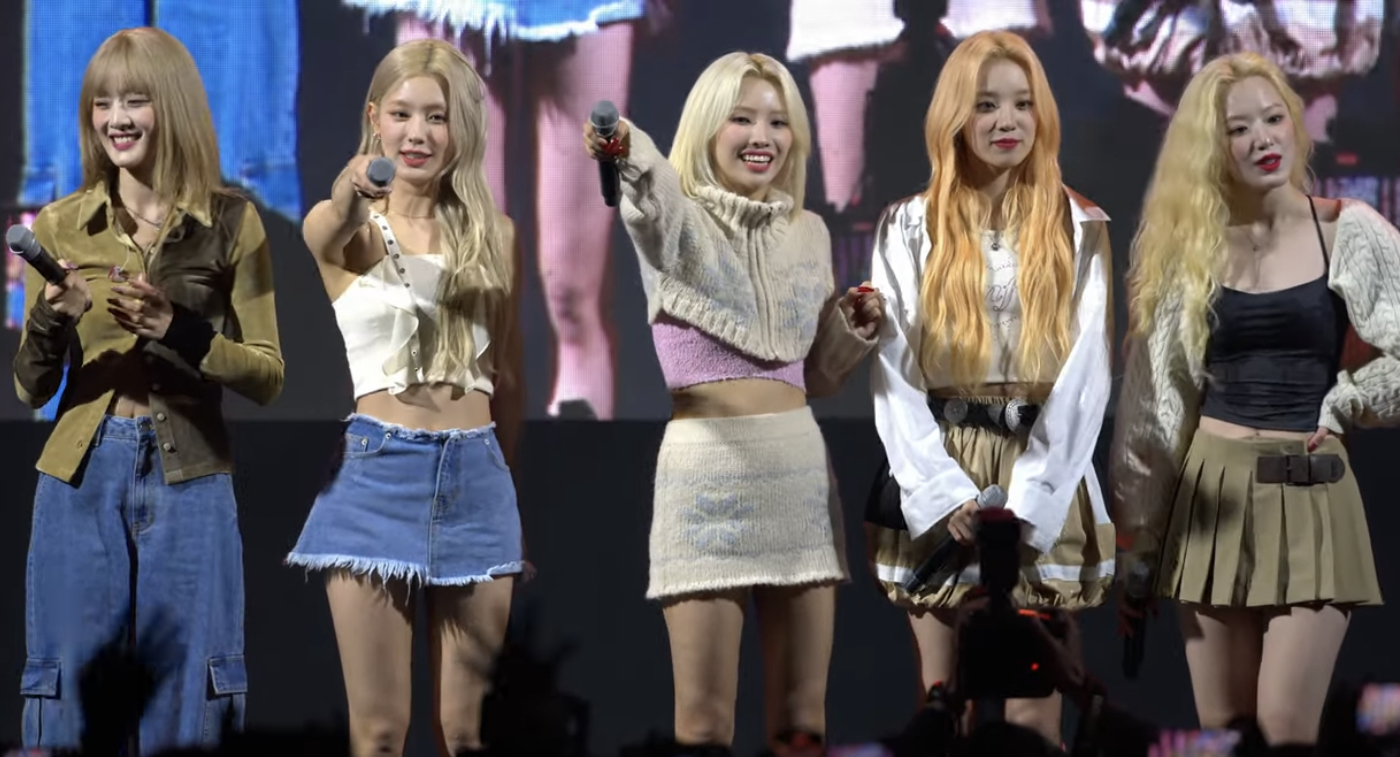
(G)I-DLE

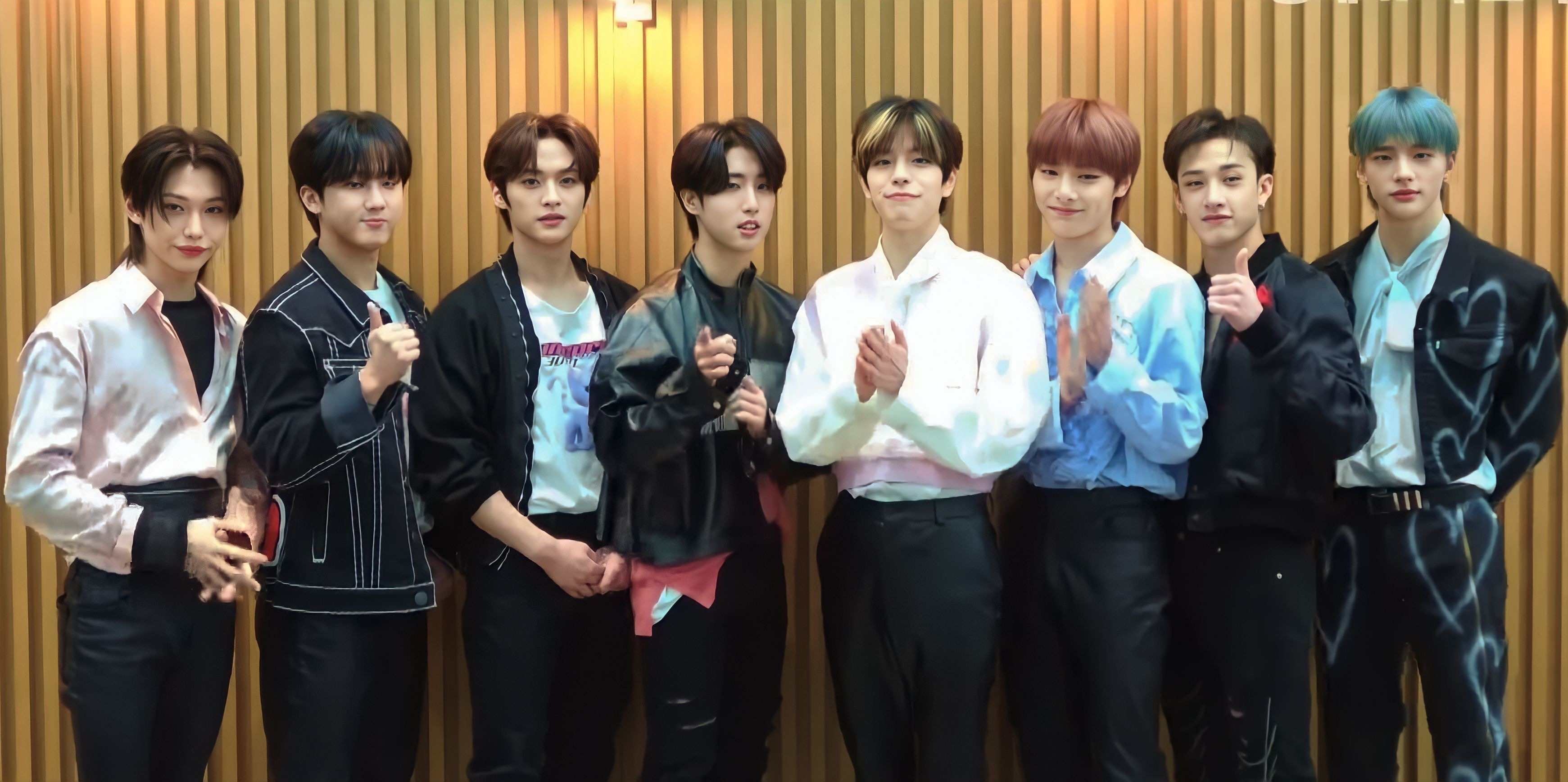
Stray Kids

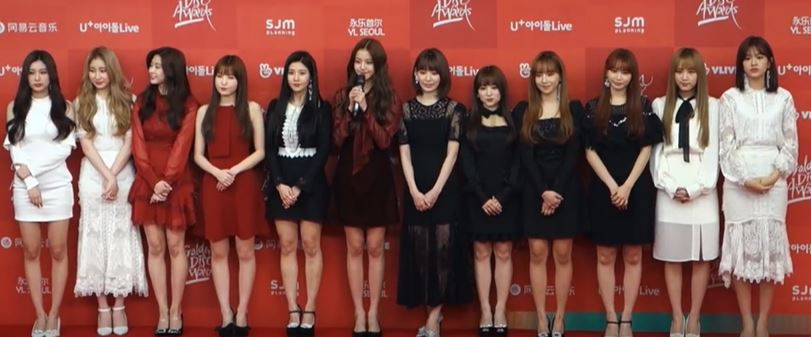
IZ*ONE

| Fromis 9                | 프로미스나인 / 프로미스_9 | 8             | Saerom       | Nữ        | Stone Music Entertainment Off The Record Entertainment (21/9/2018–15/8/2021) Pledis Entertainment (16/8/2021–nay) | Flover                | —       | Bước ra từ Idol School. Ngày 28/7/2022, công ty thông báo Jang Gyu-ri rời nhóm. |
| Forestella              | 포레스텔라                | 4             | Mingyu       | Nam       | Universal Music Korea (2018-2021) & Arts&Artists (2018-2021) Beat Interactive (2021-nay)                          | Soopbyeol             | —       | Bước ra từ Phantom Singer 2 |
| Girls' Generation-Oh!GG | 소녀시대-Oh!GG            | 5             | Yoona        | Nữ        | SM Entertainment                                                                                                  | SONE                  | —       | Đây là nhóm nhỏ thứ hai của Girls' Generation |
| (G)I-DLE                | (여자)아이들              | 5             | Jeon So-yeon | Nữ        | Cube Entertainment                                                                                                | NEVERLAND             | —       | Ngày 14/8/2021, Cube Entertainment thông báo thành viên Soojin rời nhóm. |
| GWSN                    | 공원소녀                  | 7             | Seoryoung    | Nữ        | Kiwi Pop (2018 – 2020) MILES (2020 – nay)                                                                         | Groo                  | —       | |
| IZ*ONE                  | 아이즈원                  | 12            | Kwon Eun-bi  | Nữ        | Off The Record Entertainment                                                                                      | WIZ*ONE               | 2021    | Bước ra từ Produce 48 |
| Honey Popcorn           | 허니팝콘                  | 4             | Yua          | Nữ        | Kyun Create | —                     | 2020    | |
| JBJ95                   | 제이비제이구오            | 2             | —            | Nam       | Star Road Entertainment và Hunus Entertainment                                                                    | Jjakkung              | —       | |
| LOONA                   | 이달의 소녀               | 12            | HaSeul       | Nữ        | Blockberry Creative                                                                                               | Orbit                 | 2023    | |
| Nature                  | 네이처                    | 9             | Lu           | Nữ        | N.CH Entertainment                                                                                                | LEAF                  | —       | |
| NeonPunch               | 네온펀치                  | 5             | Dayeon       | Nữ        | A100 Entertainment                                                                                                | —                     | —       | |
| Pink Fantasy            | 핑크판타지                | 8             | Arang        | Nữ        | Mydoll Entertainment                                                                                              | LUVIT                 | —       | Đây là nhóm nhạc có 1 thành viên đeo mặt nạ Thỏ là Daewang |
| PRISTIN V               | 프리스틴 V                | 5             | Nayoung      | Nữ        | Pledis Entertainment                                                                                              | HIgh                  | 2019    | Đây là nhóm nhỏ của Pristin |
| Saturday                | 세러데이                  | 5             | Haneul       | Nữ        | SD Entertainment                                                                                                  | SUNDAY                | —       | |
| Stray Kids              | 스트레이 키즈             | 8             | Bang Chan    | Nam       | JYP Entertainment                                                                                                 | STAY                  | —       | Bước ra từ Stray Kids. Ngày 28/10/2019, thành viên Woojin rời nhóm vì lý do cá nhân |
| BNF                     | 베네핏                    | 3             | Daewoon      | Nam       | S-HOW Entertainment                                                                                               | —                     | 2019    | Họ từng ra mắt vào ăm 2012 với 7 thành viên dưới tên OffRoad được quản lý bởi Kairos Entertainment. Nhưng vào năm 2017 tất cả thành viên đã rời nhóm. OffRoad dừng hoạt động. Năm 2018 Hanbin, Daewoon và Harang gia nhập công ty mới và tái debut dưới tên BNF                                  |
| UNB                     | 유앤비                    | 9             | Feeldog      | Nam       | The Unit Culture Industry Company                                                                                 | UNME                  | 2018    | Bước ra từ The Unit |
| UNI.T                   | 유니티                    | 9             | Woohee       | Nữ        | The Unit Culture Industry Company                                                                                 | WOO U                 | 2018    | Bước ra từ The Unit |
| K/DA                    | —                         | 4             | Ahri         | Nữ        | Riot Games | BLADES                | —       | Là một nhóm nhạc nữ ảo gồm 4 vị tướng nữ với trang phục chủ đề âm nhạc trong Liên Minh Huyền Thoại |
| TARGET                  | 타겟                      | 4             | G.I          | Nam       | KJ Music Entertainment                                                                                            | Wonnie                | —       | Ban đầu nhóm có 7 thành viên |
| SPECTRUM                | 스펙트럼                  | 6             | Minjae       | Nam       | WYNN Entertainment                                                                                                | LANTANA               | 2020    | Ban đầu nhóm có 7 thành viên, thành viên Dongyoon qua đời năm 2018 |
| GIRLKIND                | 걸카인드                  | 4             | Xeheun       | Nữ        | Next Level Entertainment                                                                                          | Fanforce              | 2022    | Sun.J rời nhóm vào năm 2020 |
| NewKidd02               | 뉴키드02                  | 7             | Jinkwon      | Nam       | J-FLO Entertainment                                                                                               | —                     | —       | Đây là nhóm nhỏ của NewKidd, nhóm nhỏ này được ra mắt trước khi NewKidd chính thức ra mắt vào năm 2019 |
| GBB                     | 가위바위보                | 5             | Chaehee      | Nữ        | ProBeat Company & LOUDers Entertainment                                                                           | —                     | 2020    | |
| N.TIC                   | 엔티크                    | 3             | Jion         | Nam       | JJ Entertainment (2018) Yechan Media (2018-nay)                                                                   | Unique                | —       | Ban đầu nhóm có 5 thành viên |
| KHAN                    | 칸                        | 2             | —            | Nữ        | Maroo Entertainment                                                                                               | —                     | 2020    | |
| NOIR                    | 느와르                    | 9             | Seunghoon    | Nam       | LUK Factory | Lumiere               | 2023    | |
| Gugudan SEMINA          | 구구단 세미나             | 3             | Nayoung      | Nữ        | Jellyfish Entertainment                                                                                           | Danjjak / Dear Friend | 2020    | Đây là nhóm nhỏ của Gugudan gồm bộ ba: Sejeong, Mina và Nayoung. 3 thành viên này từng cùng tham gia Produce 101 mùa 1 |
| NTB                     | 노티보이즈                | 6             | L.Min        | Nam       | One World Entertainment                                                                                           | Nsif                  | —       | Trước đây nhóm được gọi là Pure Boys |
| WJMK                    | 우주미키                  | 4             | —            | Nữ        | Starship Entertainment & Fantagio                                                                                 | —                     | —       | Dự án nhóm nhạc hợp tác giữa 2 thành viên WJSN và 2 thành viên Weki Meki |
| Sha Sha                 | 샤샤                      | 6             | A-Ryeom      | Nữ        | Major Entertainment                                                                                               | —                     | 2019    | |
| YDPP                    | 와이디피피                | 4             | —            | Nam       | Starship Entertainment & Brand New Music                                                                          | —                     | 2019    | Nhóm nhạc dự án hợp tác giữa 4 thành viên tham gia Produce 101 mùa 2 của 2 công ty |
| Like A Movie            | 영화처럼                  | 5             | Siryu        | Nam       | Top Cloud Entertainment                                                                                           | —                     | 2022    | Năm 2024 nhóm đổi tên thành APEX và tái ra mắt |
| Oh My Girl Banhana      | 오마이걸 반하나           | 3             | Hyojung      | Nữ        | WM Entertainment                                                                                                  | Miracle               | —       | Đây là nhóm nhỏ đầu tiên của Oh My Girl |
| We Girls                | 위걸스                    | 6             | Kimi         | Nữ        | Afternoon Entertainment                                                                                           | WINGS                 | 2022    | |
| LUCENTE                 | 루첸트                    | 6             | U.Seong      | Nam       | Noga Entertainment                                                                                                | L.U.B                 | 2021    | Bao rời nhóm trước khi nhóm chính thức tan rã |
| Kitten Girls            | 키튼걸스                  | 3             | Hongrang     | Nữ        | Stone Entertainment                                                                                               | —                     | 12/2018 | Ban đầu nhóm có 4 thành viên, sau khi ra mắt không lâu em út Juuny rời nhóm. Gabin được thêm vào để thay thế Juuny nhưng cô ấy đã rời đi vào tháng 11/2018 |
| S#aFLA                  | 샤플라                    | 4             | Jisun        | Nữ        | Vine Entertainment                                                                                                | —                     | 2019    | |
| CAMILA                  | 카밀라                    | 3             | Choim        | Nữ        | C.C Entertainment                                                                                                 | —                     | 2019    | Ban đầu nhóm có 4 thành viên |
| OAHSIS                  | 오아시스                  | 7             | HyeonJu      | Nữ        | Krazy Entertainment                                                                                               | —                     | 2019    | Trước đây tên nhóm là SeeArt. Hyedam rời nhóm vào năm 2018 |
| AQUA                    | 아쿠아                    | 6             | HyeonJu      | Nữ        | Krazy Entertainment & Actoz Soft                                                                                  | —                     | 2019    | Nhóm nhạc nữ dự án được thành lập bởi Krazy và công ty game Actoz Soft, nhóm có 2 thành viên của OAHSIS và sẽ quảng bá với tư cách là cả thần tượng và game thủ. |
| Fanatics - Flavor       | 파나틱스-플레이버         | 3             | Yoonhye      | Nữ        | FENT Entertainment                                                                                                | —                     | —       | Đây là nhóm nhỏ của Fanatics |
| The Man BLK             | 더 맨 블랙                | 3             | Seungho      | Nam       | Stardium | —                     | —       | Ban đầu nhóm có 10 thành viên |
| MayWish                 | 메이위시                  | 4             | Anna         | Nữ        | J9 Entertainment                                                                                                  | —                     | 2019    | Ban đầu nhóm có 4 thành viên. Vào tháng 10/2019, Moony được thêm vào nhóm. Sau đó 4 thành viên cũ ngoài Moony đã rời công ty và nhóm. |
| Fly With Me             | 플라이위드미              | 7             | Shasa        | Nữ        | Fly With Me Records                                                                                               | —                     | —       | |
| MUSKY                   | 머스키                    | 2             | —            | Nữ        | Play K Entertainment                                                                                              | MUSKYTEERS            | —       | |
| YJIG                    | 여주인공                  | 4             | Yejoo        | Nữ        | GR Entertainment                                                                                                  | —                     | 2019    | Tên nhóm trước đây là Smile với 4 thành viên. Yejoo và Mwah rời nhóm vào tháng 4/2019. Công ty thông báo tuyển thành viên mới, nhưng do 2 thành viên còn lại là Chaeni và Joha đang mắc bệnh trầm cảm và trong tình trạng đối mặt với căng thẳng, nên tháng 5 năm 2019, nhóm đã thông báo tan rã |
| Sugar Tint              | 슈가틴트                  | 5             | Yeonsoo      | Nữ        | Ramah Entertainment                                                                                               | —                     | 2019    | |
| AiRiSu                  | 아이리수                  | 4             | HanU         | Nữ        | Jang Entertainment                                                                                                | —                     | 2019    | |
| Destiny                 | 데스티니                  | 4             | Bohye        | Nữ        | FATE Entertainment & Shine E&M                                                                                    | FATE                  | —       | |
| Tropical                | 트로피칼                  | 4             | Eunsol       | Nữ        | LUK Factory | —                     | 2019    | |
| Blue Fox                | 파란여우들                | 6             | Ezaki        | Nữ        | Blue Fox Entertainment                                                                                            | —                     | 2022    | Nhóm đã có nhiều lần thay đổi đội hình và thành viên so với ban đầu |
| ALiKE                   | 얼라이크                  | 3             | SungA        | Nữ        | Base4 Entertainment                                                                                               | ALiVE                 | 2019    | |
| A Train to Autrumn      | 가을로가는기차            | 4             | Jihyun       | Nữ        | Cube Entertainment                                                                                                | —                     | 2020    | . |
| PLT                     | —                         | 6             | —            | Nam       | Planetarium Record                                                                                                | —                     | 2020    | Dự án hợp tác r&b/hip hop được hình thành từ các nghệ sĩ solo của Planetarium Record |
| AZM                     | 에이지엠                  | 4             | Eunji        | Nữ        | INNO-K Entertainment                                                                                              | —                     | 2020    | |
| BSS                     | 부석순                    | 3             | DK           | Nam       | Pledis Entertainment                                                                                              | Carat                 | —       | Đây là nhóm nhỏ đầu tiên của Seventeen |
| PIERCE                  | 피어스                    | 6             | Yurim        | Nữ        | Clevr E&M | —                     | —       | Nhóm hoạt động với hệ thống "thế hệ": sẽ có thành viên cũ rời nhóm và thành viên mới lần lượt được thêm vào. Tính đến hiện tại nhóm đã trải qua 7 thế hệ thành viên và có 17 cựu thành viên |
| Rose Finger             | 로즈핑거                  | 4             | Hayan        | Nữ        | YC:Bros Entertainment                                                                                             | —                     | 2020    | Soobin rời nhóm bào năm 2019 |
| SIGNAL                  | 시그널                    | 4             | Bokeun       | Nam       | J Star Entertainment (2018-2019) Elmusix (2019-2021)                                                              | Signature             | 2021    | |

## 2019

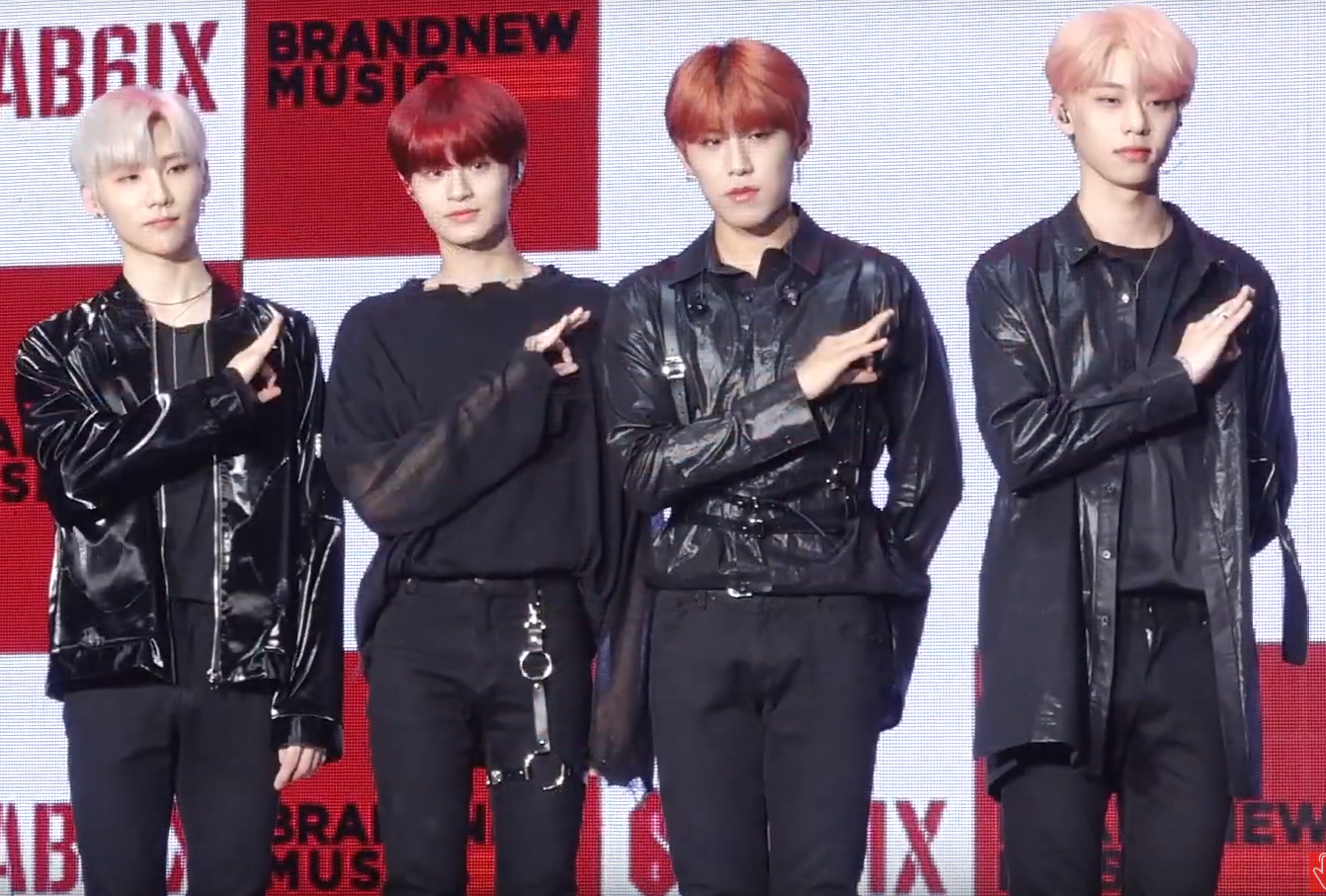
AB6IX

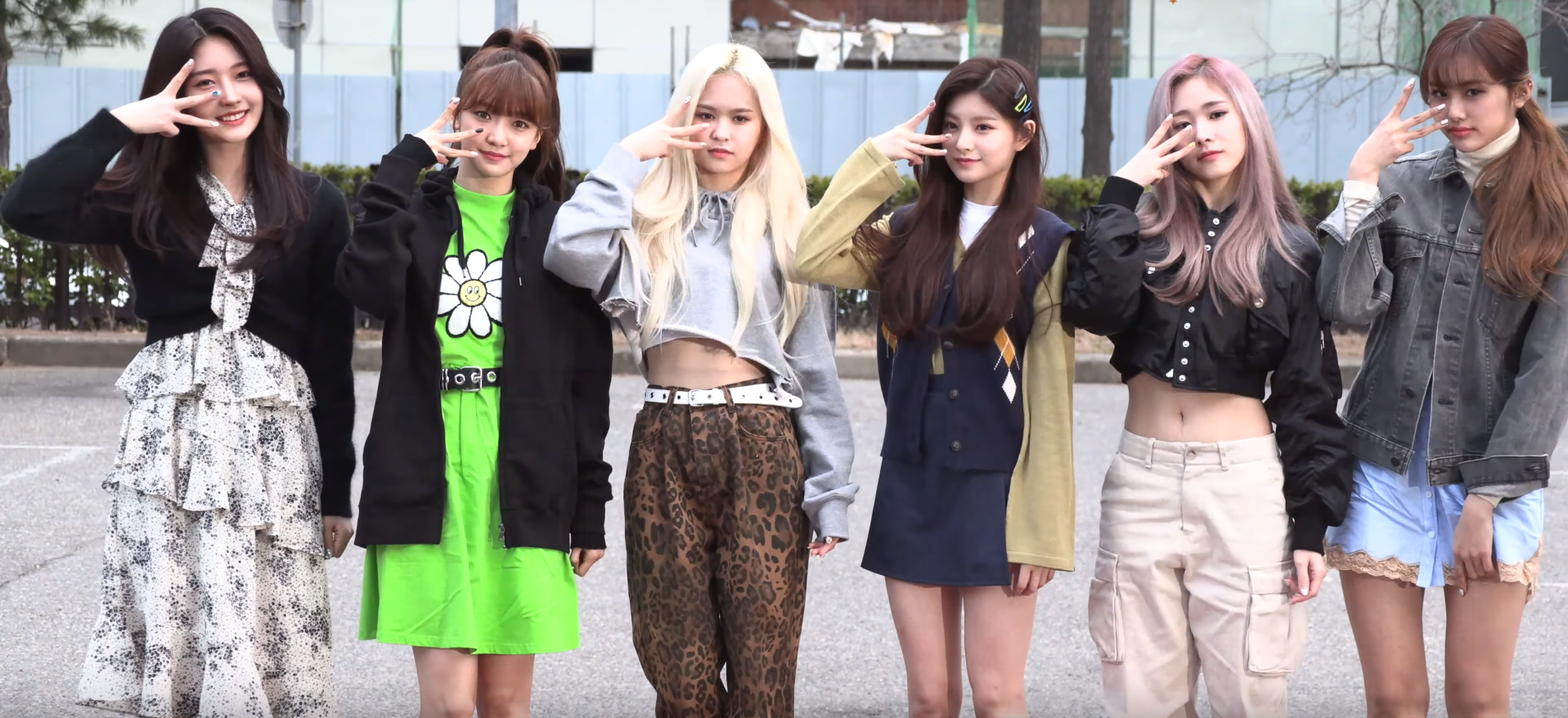
Everglow

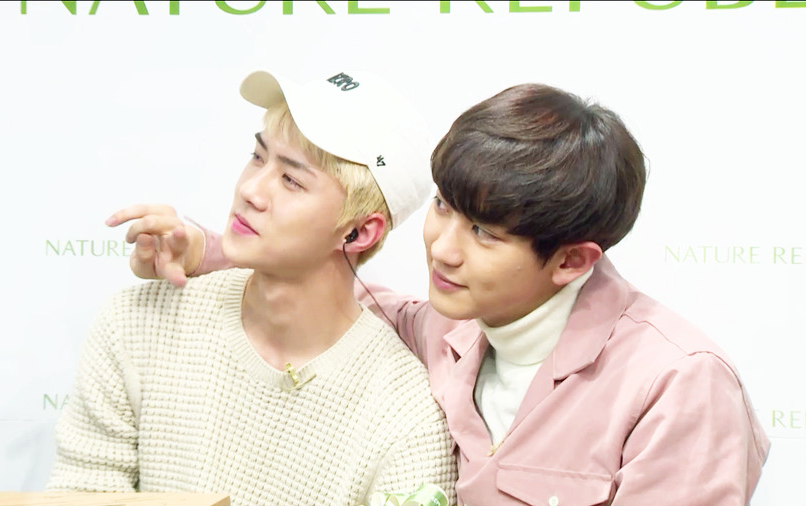
EXO-SC

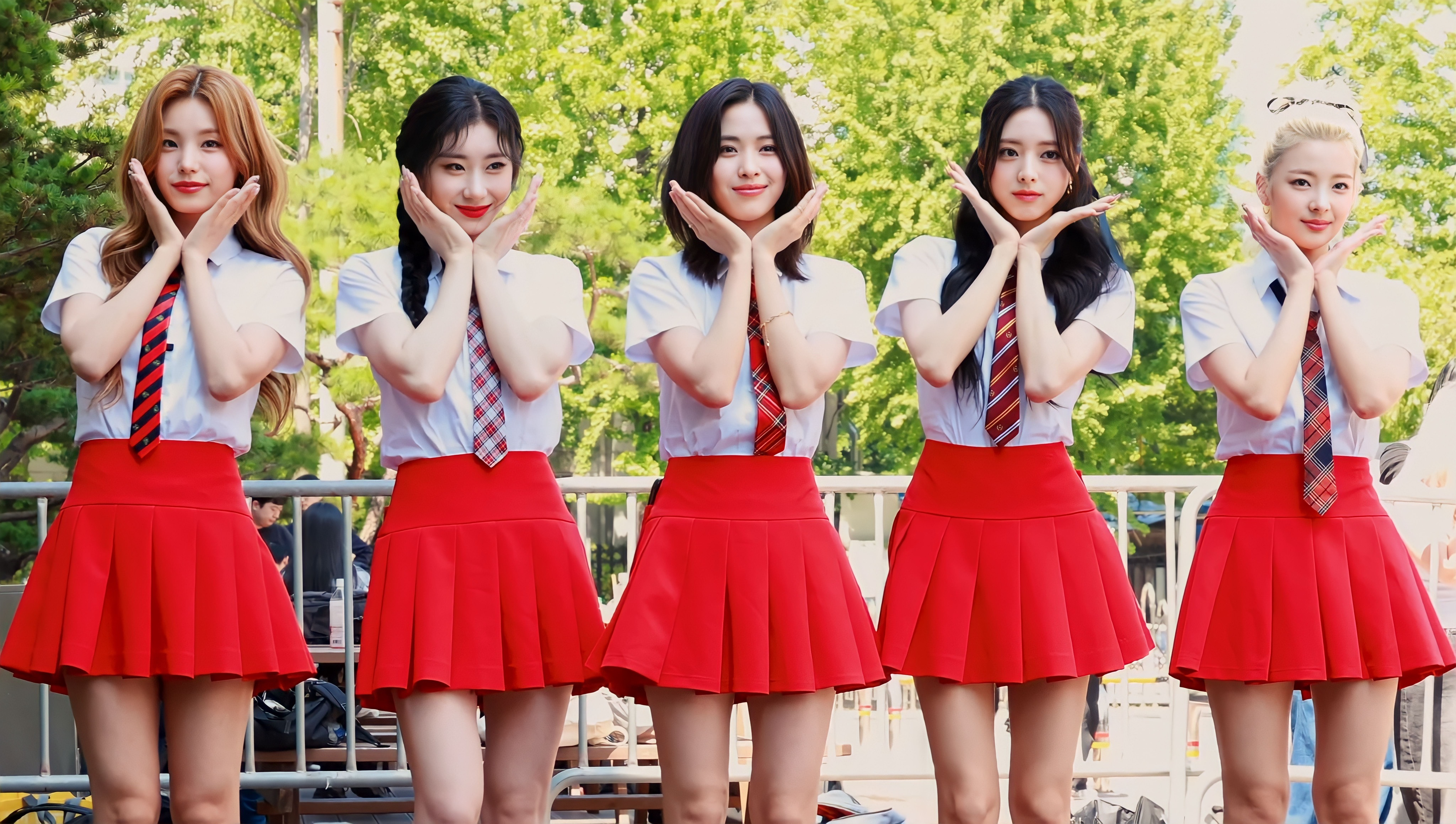
ITZY

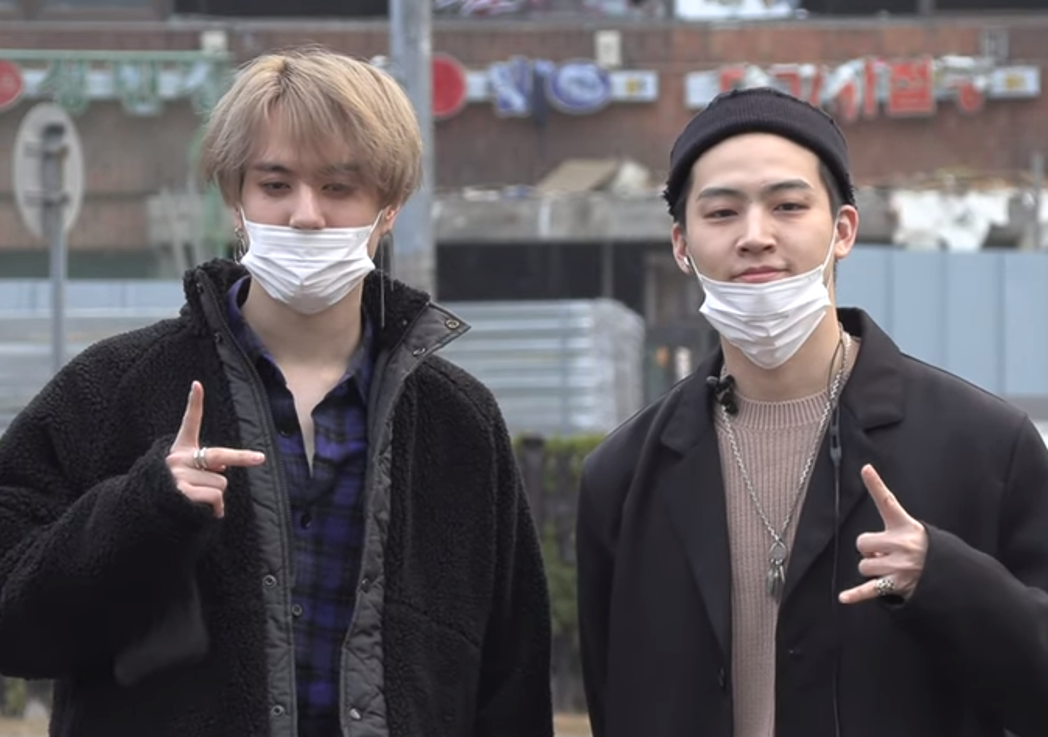
Jus2

Các nhóm nhạc tiêu biểu ra mắt trong năm

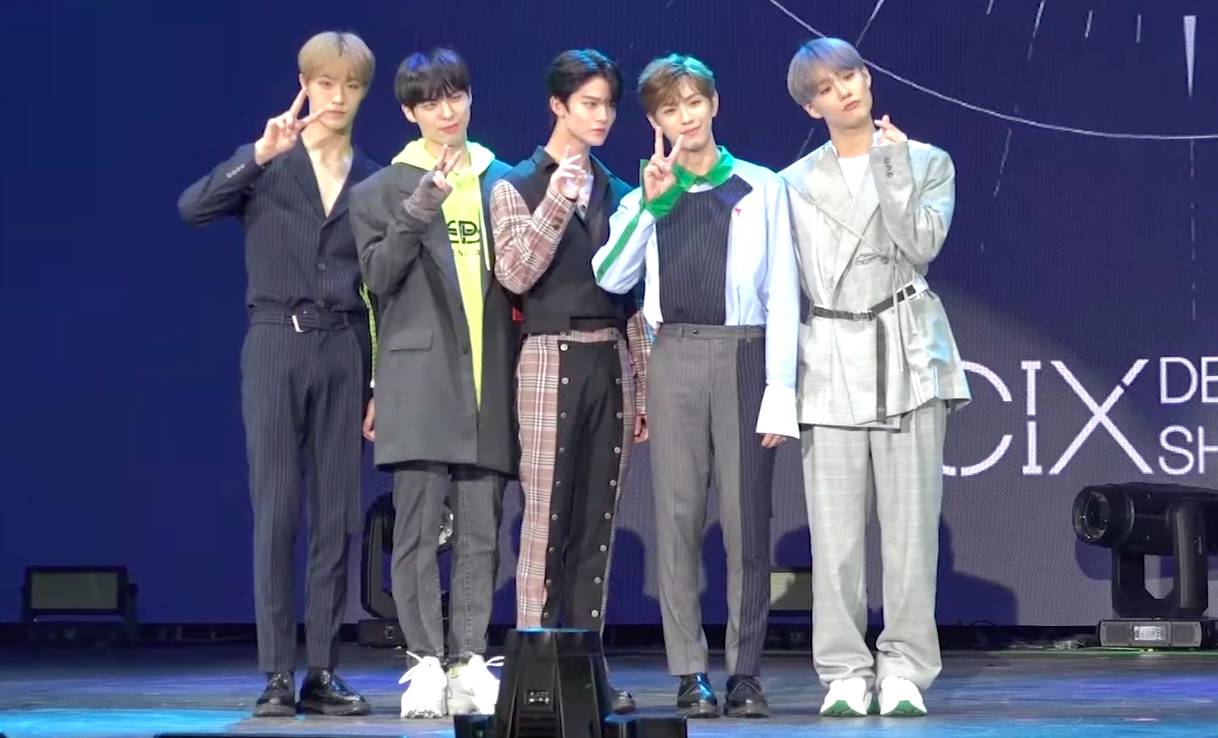
CIX

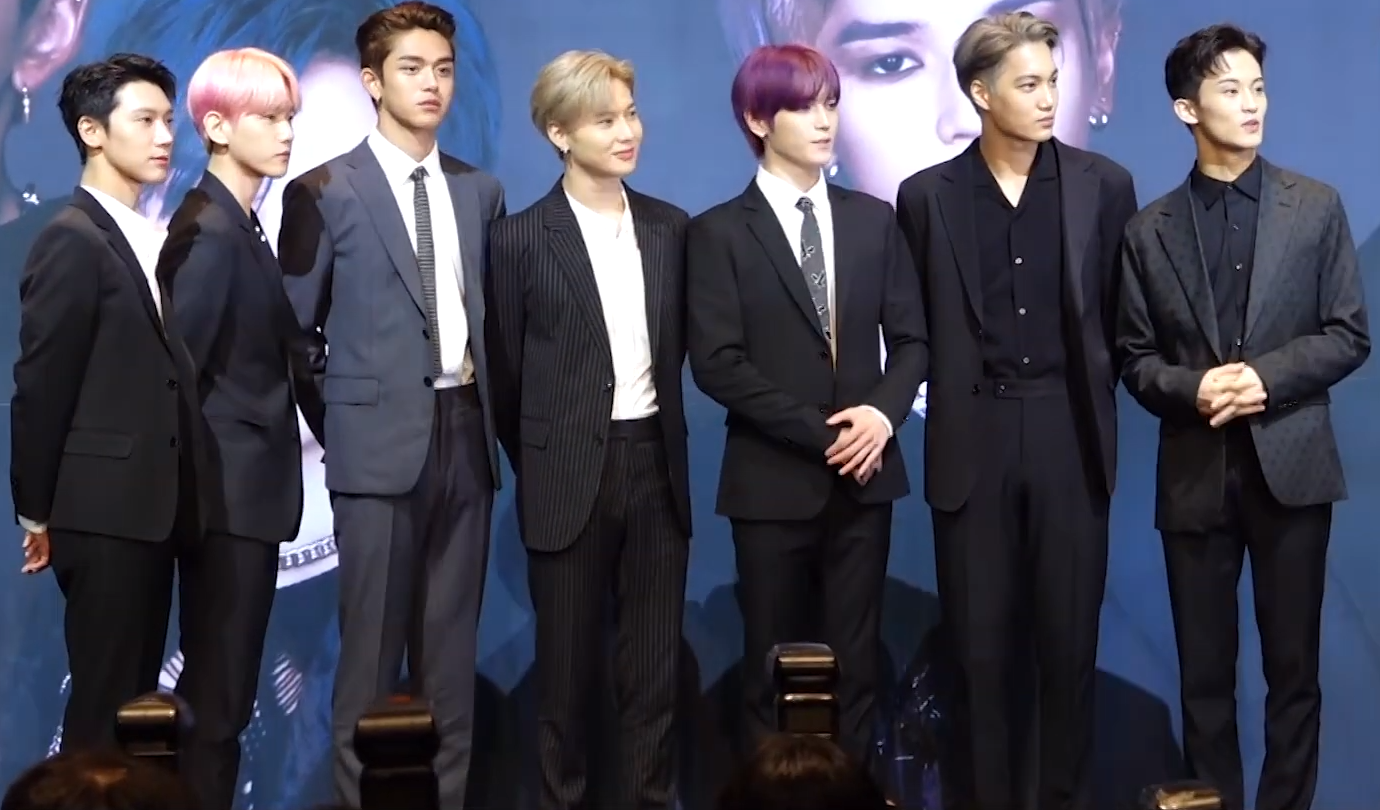
SuperM

Danh sách các nhóm nhạc ra mắt trong năm 2019
| Tên                    | Tên                | Số thành viên | Trưởng nhóm | Giới tính      | Công ty quản lý                                                                             | Tên fandom        | Tan rã  | Ghi chú |
| Latinh                 | Hangul             | Số thành viên | Trưởng nhóm | Giới tính      | Công ty quản lý                                                                             | Latinh            | Tan rã  | Ghi chú |
| ---------------------- | ------------------ | ------------- | ----------- | -------------- | ------------------------------------------------------------------------------------------- | ----------------- | ------- | --- |
| 1Team                  | 원팀               | 5             | Rubin       | Nam            | Liveworks Company                                                                           | Team One          | 2021    | |
| 1the9                  | 원더나인           | 9             | Yoo Yong-ha | Nam            | MBK Entertainment                                                                           | Wonderland        | 2020    | Bước ra từ Under Nineteen |
| 3YE                    | 써드아이           | 3             | Yuji        | Nữ             | GH Entertainment                                                                            | EYE               | —       | Đây là nhóm nhạc gồm 3 thành viên cũ của Apple.B, đồng thời 2/3 thành viên từng là thí sinh của các cuộc thi sống còn như Kpop Star Mùa 2, The Unit |
| AB6IX                  | 에이비식스         | 4             | —           | Nam            | Brand New Music                                                                             | ABNEW             | —       | Các thành viên Youngmin, Donghyun, Woojin và Daehwi từng tham gia chương trình Produce 101 Mùa 2, trong đó Daehwi và Woojin lần lượt xếp thứ 3 và 6 chung cuộc, debut với nhóm nhạc Wanna One. Ban đầu nhóm gồm 5 thành viên. Ngày 8/6/2020, trưởng nhóm Youngmin chính thức rời nhóm sau bê bối lái xe trong tình trạng say rượu |
| ANS                    | 에이엔에스         | 8             | Royeon      | Nữ             | ANS Entertainment                                                                           | ANSER             | 2020    | |
| Argon                  | 아르곤             | 6             | Kain        | Nam            | MSH Entertainment                                                                           | ARANG             | —       | |
| Ariaz                  | 아리아즈           | 6             | Yunji       | Nữ             | Star Empire Entertainment (2016 – 2019) Rising Star Entertainment (2019 – nay)              | —                 | —       | Nhóm được biết đến với tên gọi Empire Girls trước khi ra mắt. Ngày 16/9/2020, Rising Star Entertainment, công ty con của Star Empire Entertainment, thông báo rằng Empire Girls sẽ ra mắt dưới tên gọi Ariaz vào tháng 10 cùng năm                                                                                                |
| BVNDIT                 | 밴디트             | 5             | Yiyeon      | Nữ             | MNH Entertainment                                                                           | BVNDITBUL         | 2022    | |
| Cherry Bullet          | 체리블렛           | 7             | Haeyoon     | Nữ             | FNC Entertainment                                                                           | Lullet            | —       | Thành viên Haeyoon từng tham gia chương trình Produce 48, còn Jiwon đã tham gia chương trình K-pop Star Mùa 1 |
| CIX                    | 씨아이엑스         | 5             | BX          | Nam            | C9 Entertainment                                                                            | FIX               | —       | |
| D1CE                   | 디원스             | 5             | Yonggeun    | Nam            | Happy Face Entertainment                                                                    | Don1y             | —       | |
| EVERGLOW               | 에버글로우         | 6             | Sihyeon     | Nữ             | Yuehua Entertainment                                                                        | FOR•EVER          | —       | |
| EXO-SC                 | 세훈&찬열          | 2             | —           | Nam            | SM Entertainment                                                                            | EXO-L             | —       | Đây là nhóm nhỏ của EXO |
| Fanatics               | 파나틱스           | 8             | —           | Nữ             | Color Star Technology                                                                       | —                 | —       | Trước đó nhóm ra mắt vào ngày 26/11/2018 và được giới thiệu là một nhóm nhỏ gồm 3 thành viên có tên là Fanatics-Flavor |
| Hinapia                | 희나피아           | 5             | Minkyeung   | Nữ             | OSR Entertainment                                                                           | UBY               | 2020    | Đây là nhóm nhạc gồm 4 thành viên cũ của Pristin và 1 thành viên mới |
| ITZY                   | 있지               | 5             | Yeji        | Nữ             | JYP Entertainment                                                                           | MIDZY             | —       | |
| Jus2                   | 저스투             | 2             | —           | Nam            | JYP Entertainment                                                                           | IGOT7 / Ahgase    | 2021    | |
| Oneus                  | 원어스             | 5             | —           | Nam            | RBW                                                                                         | TO MOON           | —       | Ngày 27/10/2022, Ravn rời nhóm do scandal tình ái. |
| OnlyOneOf              | 온리원오브         | 6             | —           | Nam            | RSVP và 8D Creative                                                                         | lyOn              | —       | |
| Rocket Punch           | 로켓펀치           | 6             | Yeonhee     | Nữ             | Woollim Entertainment                                                                       | KETCHY            | —       | Đây là nhóm nhạc nữ thứ hai của công ty Woollim Entertainment (sau Lovelyz). Các thành viên Yuri, Suyun và Sohee từng tham gia chương trình Produce 48 |
| SuperM                 | 슈퍼엠             | 7             | Baekhyun    | Nam            | SM Entertainment                                                                            | SuperM SUPPORTERS | —       | Nhóm có 7 thành viên đến từ 4 nhóm nhạc nam của SM Entertainment gồm Taemin (SHINee), Baekhyun và Kai (EXO), Mark và Taeyong (NCT 127), Lucas và Ten (WayV) |
| TXT                    | 투모로우바이투게더 | 5             | Soobin      | Nam            | Big Hit Music                                                                               | MOA               | —       | |
| Verivery               | 베리베리           | 7             | Dongheon    | Nam            | Jellyfish Entertainment                                                                     | VERRER            | —       | |
| We in the Zone         | 위인더존           | 4             | Eson        | Nam            | Choon Entertainment                                                                         | WISH              | 2021    | |
| X1                     | 엑스원             | 11            | Seungwoo    | Nam            | Swing Entertainment                                                                         | ONE IT            | 2020    | Bước ra từ Produce X 101. Nhóm dự định hoạt động 5 năm, nhưng do những lùm xùm về bê bối gian lận trong Produce X 101 nên nhóm chính thức tan rã vào ngày 6/1/2020, chỉ sau 5 tháng hoạt động. |
| ONEWE                  | 원위               | 5             | Yoonghoon   | Nam            | RBW                                                                                         | WEVE              | —       | Nhóm ban đầu được gọi là MAS 0094 và ra mắt dưới Modern Music vào tháng 8/2015. Sau đó chuyển đến RBW vào tháng 6/2017 dưới tên MAS. Các thành viên chính thức ra mắt lại với tên ONEWE dưới RBW Entertainment vào ngày 13 tháng 5 năm 2019.                                                                                      |
| G-MOST                 | 지모스트           | 5             | Jin         | Nam            | G-IH MEDIA & G-LABEL                                                                        | GINI              | —       | |
| VANNER                 | 배너               | 5             | TaeHwan     | Nam            | VT Entertainment (2019-2023) KLAP Entertainment (2023-nay)                                  | VVS.              | —       | |
| TREI                   | 트레이             | 3             | Jaejun      | Nam            | Banana Culture                                                                              | —                 | 2020    | |
| BADKIZ (mới)/HOT PLACE | 배드키즈           | 4             | Eunyu       | Nữ             | Zoo Entertainment (2014-2019) LOUDers Entertainment (2019-2020) US Entertainment (2020-nay) | GOODKIZ           | —       | Ban đầu nhóm ra mắt vào năm 2014 với tên BADKIZ, trải qua 19 lần thay đổi thành viên và tái ra mắt với tên HOT PLACE vào năm 2019. Tuy nhiên, năm 2020 nhóm đổi lại tên ban đầu là BADKIZ |
| The Pink Lady          | 배드키즈           | 5             | —           | Nữ             | OD Entertainment                                                                            | TBA               | 2019    | |
| Purple Beck            | 퍼플백             | 4             | Yeowool     | Nữ             | Majesty Entertainment                                                                       | Beckies           | —       | Ban đầu nhóm có 5 thành viên |
| Wooseok X Kuanlin      | 우석X관린          | 2             | —           | Nam            | Cube Entertainment                                                                          | —                 | 2021    | Nhóm dự án gồm Wooseok (Pentagon) và Kuanlin (cựu Wanna One) do Cube thành lập |
| AWEEK                  | 어위크             | 5             | Di1e        | Nam            | OneWorld Entertainment (Nhật Bản) & Illusion Entertainment (Hàn Quốc)                       | Zuzu              | 2022    | |
| PLATINUM78             | 플래티넘78         | 5             | Rohan       | Nam            | IN MEDIA A&D                                                                                | —                 | 2021    | Ban đầu nhóm có tên là PLATINUM ra mắt vào ngày 9/1/2019. Tuy nhiên, vào cuối năm 2019, toàn bộ đội hình đã được thay thế bằng năm thành viên mới và tên của họ đã được đổi thành PLATINUM78 |
| The T-Bird             | 티버드             | 5             | Younghan    | Nam            | OD Entertainment                                                                            | —                 | 12/2019 | |
| K-Tigers Zero          | K타이거즈 제로     | 10            | Junhee      | Nam nữ hỗn hợp | K-Tigers E&C (2019-nay) & DR Music (2020-nay)                                               | K-me              | —       | |
| High School            | 여고생             | 4             | Haebin      | Nữ             | Richworld Entertainment                                                                     | High Class        | 2020    | Nhóm có một chút bí ẩn vì họ đeo mặt nạ để che mặt |
| API                    | 에이피아이         | 3             | —           | Nữ             | Brickwork Company (2019-2020) Girl Group API Company (2020-2021)                            | Yeppi             | 2021    | Sau khi rời Brickword họ tự thành lập công ty Girl Group API Company |
| Limitless              | 리미트리스         | 5             | AM          | Nam            | ONO Entertainment                                                                           | —                 | —       | Vào ngày 26 tháng 5 năm 2020, Heeseok tuyên bố rời khỏi nhóm |
| ENOi                   | 이엔오아이         | 7             | Laon        | Nam            | Kithewhale Entertainment                                                                    | RAYS              | 2021    | |
| I LUV                  | 아이러브           | 7             | Seoyoon     | Nữ             | WKS ENE                                                                                     | —                 | 2020    | |
| DELUXE                 | 디럭스             | 6             | Run         | Nam nữ hỗn hợp | M.Flow Entertainment (Thái Lan) & KJ Music Entertainment (Hàn Quốc)                         | —                 | 8/2019  | |
| Bz-Boys                | 청공소년           | 3             | Bon         | Nam            | Chrome Entertainment                                                                        | BLUENESS          | —       | Hamin được thêm vào nhóm vào tháng 10/2020. |
| CICI                   | 씨씨               | 4             | Won         | Nam            | UPVOTE Entertainment                                                                        | —                 | 9/2019  | |
| Lusty                  | 러스티             | 5             | Harin       | Nữ             | Baba Play                                                                                   | —                 | 2021    | |
| Lalary                 | 랄라리             | 6             | Eddie       | Nữ             | Independent                                                                                 | Lalaby            | —       | |
| JXR                    | 제이엑스알         | 2             | Yuri        | Nam            | ESVINE Entertainment                                                                        | —                 | 2020    | |
| BUILD UP               | 빌드업             | 6             | Jihyeok     | Nam            | INAKIST Entertainment (Hàn Quốc) & Oneworld Entertainment (Nhật Bản)                        | —                 | 2022    | |
| Melody Pink            | 멜로디 핑크        | 4             | Hyein       | Nữ             | KD Entertainment                                                                            | —                 | 2023    | Họ ra mắt lần đầu vào ngày 5/9/2017 với tên The Singing Girls. Sau đó tái ra mắt vào ngày 25/9/2019 với tên Melody Pink |
| N.CUS                  | 엔쿠스             | 9             | —           | Nam            | KYURI Entertainment                                                                         | CU:KEY            | 2021    | EOS (trưởng nhóm), Myeong và Soon rời nhóm vào tháng 12/2020 |
| ICU                    | 아이씨유           | 5             | Abin        | Nữ             | Liz Entertainment                                                                           | Isu Cream         | —       | Nhóm sẽ sử dụng hệ thống tuyển sinh, nghĩa là các thành viên khác có thể được thêm vào trong quá trình hoạt động và có 2 thành viên đã tốt nghiệp (rời nhóm) |
| TEEN TEEN              | 틴 틴              | 3             | —           | Nam            | Maroo Entertainment                                                                         | —                 | 2021    | Nhóm gồm 3 thành viên từng tham gia Produce X 101 |
| NewKidd                | 뉴키드             | 10            | Jinkwon     | Nam            | J-FLO Entertainment                                                                         | —                 | —       | |
| wave to earth          | 웨이브투어스       | 3             | —           | Na             | Wavy                                                                                        | —                 | —       | Ban đầu, ban nhạc bao gồm Shin Donggyu và Daniel. Vào tháng 1/2020, Wave To Earth comeback lần đầu tiên với thành viên mới Soonjong Cha |